# Smith (Familienname)
Smith (englisch smith [smɪθ]) ist ein englischer Familienname. Die Namensherkunft lässt sich analog wie bei der deutschen Namensform Schmidt als Ableitung von der Berufsbezeichnung „Schmied“ (englisch smith) beschreiben. Weltweit steht Smith mit rund vier Millionen Namensträgern an achter Position der häufigsten Familiennamen der Welt, deutlich vor Smirnow (2,5 Millionen, Platz 9) und Müller (1 Million, Platz 10).

## Namensträger

### A
- A. J. Stewart Smith (Arthur John Stewart Smith; * 1938), kanadischer Physiker
- Aaron Smith (Musiker) (* 1952), US-amerikanischer Schlagzeuger und Perkussionist
- Aaron Smith (Footballspieler, 1976) (* 1976), US-amerikanischer American-Football-Spieler
- Aaron Smith (Rugbyspieler, 1982) (* 1982), britischer Rugby-League-Spieler
- Aaron Smith, eigentlicher Name von Shwayze (* 1986), US-amerikanischer Rapper
- Aaron Smith (Schiedsrichter) (* 1987), US-amerikanischer Basketballschiedsrichter
- Aaron Smith (Rugbyspieler, 1988) (* 1988), neuseeländischer Rugby-Union-Spieler
- Aaron Smith (Rugbyspieler, 1996) (* 1996), britischer Rugby-League-Spieler
- Abby Smith (* 1993), US-amerikanische Fußballspielerin
- Abel Henry Smith (1862–1930), britischer Politiker
- Abraham Herr Smith (1815–1894), US-amerikanischer Politiker
- Ackelia Smith (* 2002), jamaikanische Dreispringerin
- Ada Smith (Tänzerin) (Bricktop; 1894–1984), US-amerikanische Vaudeville-Tänzerin und Sängerin
- Ada Smith (Turnerin) (1903–1994), britische Turnerin
- Adam Smith (1723–1790), schottischer Moralphilosoph und Ökonom
- Adam Smith (Schwimmer) (1903–1985), US-amerikanischer Schwimmer
- Adam Smith (Politiker) (* 1965), US-amerikanischer Politiker
- Adam Smith (Eishockeyspieler, 1976) (* 1976), kanadischer Eishockeyspieler
- Adam Smith (Snowboarder) (* 1980), US-amerikanischer Snowboarder
- Adam Smith (Fußballspieler, Februar 1985) (* 1985), englischer Fußballspieler
- Adam Smith (Fußballspieler, September 1985) (* 1985), englischer Fußballspieler
- Adam Smith (Fußballspieler, 1991) (* 1991), englischer Fußballspieler
- Adam Smith (Fußballspieler, 1992) (* 1992), englischer Fußballspieler
- Adam Smith (Eishockeyspieler, 1996) (* 1996), kanadischer Eishockeyspieler
- Adam Smith-Neale (* 1993), englischer Dartspieler
- Adam Davison Smith, kanadischer Informatiker
- Addison T. Smith (1862–1956), US-amerikanischer Politiker
- Adré Smith (* 1997), südafrikanischer Rugbyspieler
- Adrian Smith (Basketballspieler) (* 1936), US-amerikanischer Basketballspieler
- Adrian Smith (Architekt) (* 1944), US-amerikanischer Architekt
- Adrian Smith (Mathematiker) (* 1946), britischer Mathematiker, seit 2021 Präsident der Royal Society
- Adrian Smith (* 1957), englischer Rockmusiker
- Adrian Yates-Smith (1945–2005), britischer Autorennfahrer
- Adrian M. Smith (* 1970), US-amerikanischer Politiker
- Adrian Thomas Smith (* 1940), irischer Geistlicher, Erzbischof von Honiara
- Agnes Smith Lewis (1843–1926), schottische Theologin und Orientalistin
- Ahmad Smith (* 1984), US-amerikanischer Basketballspieler
- Aiden Smith (* 2004), südafrikanischer Kugelstoßer
- Aiysha Smith (* 1980), US-amerikanische Basketballspielerin
- Akili Smith (* 1975), US-amerikanischer American-Football-Spieler
- Aksel Smith (1880–1919), norwegischer Zahnarzt, Autor und Prediger
- Al Smith (Bassist) (* 1923), US-amerikanischer Musiker und Bandleader
- Al Smith (Zeichner) (1902–1986), US-amerikanischer Zeichner und Cartoonist, siehe Mutt and Jeff #Zeichner und Veröffentlichung
- Al Smith (Eishockeyspieler) (1945–2002), kanadischer Eishockeytorwart
- Al Smith (Basketballspieler) (* 1947), US-amerikanischer Basketballspieler
- Alan Smith (Fußballspieler, 1917) (1917–??), englischer Fußballspieler
- Alan Smith (Fußballspieler, 1921) (1921–2019), englischer Fußballspieler
- Alan Smith (Cricketspieler) (* 1936), englischer Cricketspieler
- Alan Smith (Fußballspieler, 1939) (1939–2016), englischer Fußballspieler
- Alan Smith (Fußballspieler, 1940) (* 1940), englischer Fußballspieler
- Alan Smith (Wirtschaftswissenschaftler) (Alan H. Smith; 1944–2020), britischer Wirtschaftswissenschaftler
- Alan Smith (Fußballtrainer) (* 1946), englischer Fußballtrainer
- Alan Smith (Fußballspieler, 1949) (* 1949), walisischer Fußballspieler
- Alan Smith (Fußballspieler, 1950) (* 1950), englischer Fußballspieler
- Alan Smith (Bischof) (* 1957), britischer Geistlicher, Bischof von St. Albans
- Alan Smith (Sportschütze) (* 1958), australischer Sportschütze
- Alan Smith (Fußballspieler, 1962) (* 1962), englischer Fußballspieler
- Alan Smith (Segler) (* 1964), neuseeländischer Segler
- Alan Smith (Fußballspieler, 1966) (* 1966), englischer Fußballspieler
- Alan Smith (* 1970), britischer Animator, siehe Smith & Foulkes
- Alan Smith (Curler), schottischer Curler und Curlingtrainer
- Alan Smith (Fußballspieler, 1980) (* 1980), englischer Fußballspieler
- Alana Smith (* 1999), US-amerikanische Tennisspielerin
- Albert Smith (Politiker, 1793) (1793–1867), US-amerikanischer Politiker (Maine)
- Albert Smith (Politiker, 1805) (1805–1870), US-amerikanischer Politiker (New York)
- Albert Smith (Fußballspieler, 1869) (1869–1921), englischer Fußballspieler
- Albert Smith (Fußballspieler, Loughborough), britischer Fußballspieler
- Albert Smith (Fußballspieler, 1887) (1887–1929), englischer Fußballspieler
- Albert Smith (Fußballspieler, Millwall), britischer Fußballspieler
- Albert Smith (Fußballspieler, Doncaster), englischer Fußballspieler
- Albert Smith (Fußballspieler, 1905) (1905–??), schottischer Fußballspieler
- Albert Smith (Fußballspieler, 1911) (1911–??), englischer Fußballspieler
- Albert Smith (Fußballspieler, 1918) (1918–1992), englischer Fußballspieler
- Albert Smith (Fußballspieler, 1923) (1923–1978), walisischer Fußballspieler
- Albert B. Smith (* 1923), US-amerikanischer Bluesmusiker
- Albert C. Smith (1894–1974), US-amerikanischer Generalmajor
- Albert Charles Smith (1906–1999), US-amerikanischer Botaniker
- Albert E. Smith (1875–1958), britischer Regisseur und Filmproduzent
- Albert L. Smith, Jr. (1931–1997), US-amerikanischer Politiker
- Albert Richard Smith (1816–1860), britischer Schriftsteller, Bergsteiger, Journalist und Entertainer
- Alec Smith (Fußballspieler, 1873) (Alexander Smith; 1873–1908), schottischer Fußballspieler
- Alec Smith (Fußballspieler, 1875) (Alexander Smith; 1875–1954), schottischer Fußballspieler
- Alec Smith (Fußballspieler, 1911) (Alexander Mason Smith; 1911–1965), schottischer Fußballspieler
- Alec Smith (Fußballspieler, 1927) (Alexander Smith; 1927–1991), schottischer Fußballspieler
- Alex Smith (Golfspieler) (Alexander Smith; 1874–1930), schottisch-US-amerikanischer Golfspieler
- Alex Smith (Eishockeyspieler) (1902–1963), kanadisch-britischer Eishockeyspieler
- Alex Smith (Fußballspieler, 1938) (* 1938), englischer Fußballspieler
- Alex Smith (Fußballspieler, 1939) (* 1939), schottischer Fußballspieler und -trainer
- Alex Smith (Fußballspieler, 1940) (* 1940), schottischer Fußballspieler
- Alex Smith (Fußballspieler, 1944) (* 1944), englischer Fußballspieler
- Alex Smith (Fußballspieler, 1947) (* 1947), englischer Fußballspieler
- Alex Smith (Politiker), schottischer Politiker
- Alex Smith (Regisseur), US-amerikanischer Regisseur, Drehbuchautor und Produzent
- Alex Smith (Fußballspieler, 1976) (* 1976), englischer Fußballspieler
- Alex Smith (Footballspieler) (* 1984), US-amerikanischer American-Football-Spieler
- Alex Smith (Fußballspieler, 1985) (* 1985), US-amerikanischer Fußballspieler
- Alex Smith (Fußballspieler, 1991) (* 1991), englischer Fußballspieler
- Alexander Smith (Chemiker) (1865–1922), britischer Chemiker
- Alexander Smith (Leichtathlet) (* 1988), britischer Hammerwerfer
- Alexander Smith (Mathematiker) (* 1993), US-amerikanischer Mathematiker
- Alexander Hanchett Smith (1904–1986), US-amerikanischer Pilzkundler
- Alexander Kennedy Smith (1824–1881), australischer Politiker
- Alexander McCall Smith (* 1948), britischer Schriftsteller und Jurist rhodesischer Herkunft
- Alexis Smith (1921–1993), US-amerikanische Schauspielerin
- Alf Smith (Fußballspieler), schottischer Fußballspieler
- Alf Smith (Eishockeyspieler) (Alfred Edward Smith; 1873–1953), kanadischer Eishockeyspieler
- Alf Smith (Rugbyspieler) (1915–1995), australischer Rugby-League-Spieler
- Alfred A. Smith (vor 1911–nach 1952), US-amerikanischer Fußballspieler, -trainer und -funktionär
- Alfred E. Smith (1873–1944), US-amerikanischer Politiker
- Algee Smith (* 1994), US-amerikanischer Schauspieler und Sänger
- Ali Smith (* 1962), britische Schriftstellerin
- Alice Smith (* 1977), US-amerikanische Sängerin und Songwriterin
- Alice Emily Smith (1871–??), britische Chemikerin
- Alice Kimball Smith (1907–2001), US-amerikanische Historikerin
- Alice Leigh-Smith (1907–1987), kroatisch-britische Physikerin
- Alice Mary Smith (1839–1884), britische Komponistin
- Alice Ravenel Huger Smith (1876–1958), US-amerikanische Malerin
- Alicia Smith (Cricketspielerin), (* 1984) südafrikanische Cricketspielerin
- Alicia Smith (Tennisspielerin) (* 1996), australische Tennisspielerin
- Alick Buchanan-Smith (1932–1991), schottischer Politiker
- Alick Buchanan-Smith, Baron Balerno (1898–1984), britischer Politiker und Offizier
- Aline Atherton-Smith (* 1875), britische Quäkerin
- Allan Smith (* 1992), britischer Hochspringer
- Allen Smith (1925–2011), US-amerikanischer Jazztrompeter
- Allen Ray Smith (* 1980), US-amerikanisch-deutscher Basketballspieler und -trainer
- Alma Brock-Smith (1908–2009), US-amerikanisch-kanadische Pianistin und Musikpädagogin
- Alonzo G. Smith (1848–1907), US-amerikanischer Politiker
- Alphonse John Smith (1883–1935), US-amerikanischer Geistlicher, Bischof von Nashville
- Alphonse Lavallée-Smith (1873–1912), kanadischer Komponist, Organist und Musikpädagoge
- Alyn Smith (* 1973), britischer Politiker (Schottische Nationalpartei)
- Amanda Berry Smith (1837–1915), US-amerikanische Evangelistin, Missionarin und Sozialreformerin
- Amber Smith (* 1971), US-amerikanische Schauspielerin und Model
- Amelie Bea Smith (* 2011), britische Kinderdarstellerin
- Amos Smith (1944–2025), US-amerikanischer Chemiker
- Amy C. Smith (* 1966), US-amerikanische Klassische Archäologin
- Anabelle Smith (* 1993), australische Wasserspringerin
- Andre Smith (* 1985), US-amerikanischer Basketballspieler
- Andrew Smith (Zoologe) (1797–1872), britischer Militärarzt, Zoologe und Forschungsreisender
- Andrew Smith (Altphilologe) (* 1945), irischer Altphilologe
- Andrew Smith (Drehbuchautor), britischer Drehbuchautor
- Andrew Smith (Politiker) (* 1951), britischer Politiker
- Andrew Smith (Paläontologe) (* 1954), britischer Paläontologe
- Andrew Smith (Volleyballspieler) (* 1958), US-amerikanischer Volleyballspieler
- Andrew Smith (Sprinter) (* 1964), jamaikanischer Sprinter
- Andy Smith (Dartspieler) (* 1967, Andrew Smith), englischer Dartspieler
- Andrew Smith (Hockeyspieler) (* 1978), australischer Hockeyspieler
- Andrew Smith (Langstreckenläufer) (* 1979), kanadischer Langstreckenläufer
- Andy Smith (Fußballspieler) (* 1980, Andrew William Smith), nordirischer Fußballspieler
- Andrew Smith (Basketballspieler, 1990) (1990–2016), US-amerikanischer Basketballspieler
- Andrew Smith (Basketballspieler, 1992) (* 1992), lettisch-US-amerikanischer Basketballspieler
- Andrew J. Smith (* 1967), britischer Filmregisseur, Drehbuchautor und Filmproduzent
- Andrew Jackson Smith (1815–1897), General der Union im Amerikanischen Bürgerkrieg
- Andrew M. Smith (* 1955), britischer Arachnologe
- Andrew Michael Smith (* 1984), englischer Badmintonspieler
- Andrew T. Smith (* 1946), US-amerikanischer Zoologe
- Andrew Terence Juxon-Smith (1933–1996), kurzzeitig Staatsoberhaupt von Sierra Leone
- Angela Smith, Baroness Smith of Basildon (* 1959), britische Politikerin
- Angela Christine Smith (* 1961), britische Politikerin
- Angela Smith (Squashspielerin) (* 1953), englische Squashspielerin
- Angus Smith, 3. Baron Bicester (1932–2014), britischer Politiker
- Ann Smith (Schriftstellerin, 1930) (* 1930), schwedische Schriftstellerin
- Ann Smith, Geburtsname von Ann Parsons (* um 1945), südafrikanische Badmintonspielerin
- Ann Eliza Smith (1819–1905), US-amerikanische Schriftstellerin
- Anna Smith (Tennisspielerin) (* 1988), britische Tennisspielerin
- Anna Deavere Smith (* 1950), US-amerikanische Schauspielerin, Dramatikerin und Hochschullehrerin
- Anna Ellsworth Smith (1826–1900), siehe Annie Ellsworth
- Anna Nicole Smith (1967–2007), US-amerikanische Schauspielerin und Model
- Anna Young Smith (1756–1780), US-amerikanische Dichterin
- Anne Smith (Leichtathletin) (1941–1993), britische Mittelstreckenläuferin
- Anne Smith (Fußballspielerin) (* 1951), neuseeländische Fußballspielerin
- Anne Smith (Squashspielerin), australische Squashspielerin
- Anne Smith (Tennisspielerin) (* 1959), US-amerikanische Tennisspielerin
- Anne Easter Smith (* 1952), britische Autorin
- Annedore Smith (* 1951), deutsche Journalistin
- Annette Karmiloff-Smith (1938–2016), britische Neurowissenschaftlerin
- Annie Smith (* 1939), US-amerikanische Weitspringerin
- Annie Lorrain Smith (1854–1937), britische Biologin und Hochschullehrerin
- Annie Morrill Smith  (1856–1946), US-amerikanische Botanikerin und Bryologistin

- Anthony Smith (Autor) (1926–2014), britischer Sachbuchautor und Fernsehmoderator
- Anthony Smith (Footballspieler, 1967) (* 1967), US-amerikanischer American-Football-Spieler
- Anthony Smith (Spezialeffektkünstler) (* 1980), britischer Spezialeffektkünstler
- Anthony Smith (Footballspieler, 1983) (* 1983), US-amerikanischer American-Football-Spieler
- Anthony Smith (Bildhauer) (* 1984), britischer Bildhauer und Zoologe
- Anthony Smith (Basketballspieler) (* 1986), US-amerikanischer Basketballspieler
- Anthony Smith (Kampfsportler) (Anthony Jay Smith; * 1988), US-amerikanischer Kampfsportler
- Anthony D. Smith (1939–2016), britischer Soziologe und Politikwissenschaftler
- Anthony Hamilton-Smith, 3. Baron Colwyn (1942–2024), britischer Peer und Politiker
- Anthony Lamar Smith († 2011), US-amerikanisches Todesopfer bei einem Polizeieinsatz, siehe Todesfall Anthony Smith
- Anthony Terrell Smith, bekannt als Tone Lōc (* 1966), US-amerikanischer Musiker
- Antonio Smith (Maler) (1832–1877), chilenischer Maler
- Antonio Smith (Leichtathlet) (* 1967), venezolanischer Hürdenläufer
- Antonio Smith (Footballspieler) (* 1981), US-amerikanischer American-Football-Spieler
- Archibald Smith (Mathematiker) (1813–1872), britischer Anwalt und Mathematiker
- Archibald Smith, Pseudonym von Gottfried Sieben (1856–1918), österreichischer Maler, Schriftsteller und Illustrator
- Archibald Levin Smith (1836–1901), britischer Richter
- Ariagner Smith (* 1998), nicaraguanischer Fußballspieler
- Arjay Smith (* 1983), US-amerikanischer Schauspieler
- Arnold Smith (Diplomat) (1915–1994), kanadischer Diplomat
- Arnold Spencer-Smith (1883–1916), britischer Kaplan, Forschungsreisender und Fotograf
- Art Smith (Arthur Gordon Smith; 1899–1973), US-amerikanischer Schauspieler
- Arthur Smith (Politiker) (1785–1853), US-amerikanischer Politiker (Virginia)
- Arthur Smith (Cricketspieler, 1851) (1851–1923), englischer Cricketspieler
- Arthur Smith (Cricketspieler, 1853) (1853–1936), englischer Cricketspieler
- Arthur Smith (Cricketspieler, 1857) (1857–1937), englischer Cricketspieler
- Arthur Smith (Cricketspieler, 1872) (1872–1952), englischer Cricketspieler
- Arthur Smith (Fußballspieler, 1878) (1878–1948), englischer Fußballspieler
- Arthur Smith (Rugbyspieler, I) († 1946), englischer Rugby-Union- und Rugby-League-Spieler
- Arthur Smith (Fußballspieler, 1887) (1887–1969), englischer Fußballspieler
- Arthur Smith (Sportschütze) (1887–1958), südafrikanischer Sportschütze
- Arthur Smith (Fußballspieler, 1896) (1896–1972), englischer Fußballspieler
- Arthur Smith (Musiker, 1898) (Fiddlin’ Arthur Smith; 1898–1971), US-amerikanischer Old-Time-Musiker
- Arthur Smith (Fußballspieler, 1899) (1899–??), walisischer Fußballspieler
- Arthur Smith (Rugbyspieler, II), englischer Rugby-League-Spieler
- Arthur Smith (Fußballspieler, 1915) (1915–2021), englischer Fußballspieler
- Arthur Smith (Fußballspieler, 1921) (1921–2005), englischer Fußballspieler
- Arthur Smith (Countrymusiker) (1921–2014), US-amerikanischer Country-Musiker
- Arthur Smith (Fußballspieler, 1922) (1922–1982), englischer Fußballspieler
- Arthur Smith (Rugbyspieler, 1933) (1933–1975), schottischer Rugby-Union-Spieler
- Arthur Smith (Komiker) (* 1954), britischer Komiker, Schauspieler und Dramatiker
- Arthur Smith (Footballtrainer) (* 1982), US-amerikanischer American-Football-Trainer
- Arthur D. Howden Smith (Arthur Douglas Howden Smith; 1887–1945), US-amerikanischer Journalist und Schriftsteller
- Arthur Ernest Wilder-Smith (1915–1995), britischer Kreationist und Chemiker
- Arthur LeRoy Smith (1886–1951), kanadischer Politiker
- Arthur Reginald Smith (1871–1934), englischer Maler
- Arthur Ryan Smith (1919–2008), kanadischer Politiker und Journalist
- Ashley Smith (Autorin), US-amerikanische Autorin, siehe Captive (2015)
- Ashley Smith (Rugbyspieler) (* 1987), walisischer Rugby-Union-Spieler
- Ashley Smith (Leichtathlet) (* 1996), südafrikanischer Hindernisläufer
- Ashley Smith-Brown (* 1996), englischer Fußballspieler
- Ashton Smith (* 1988), englischer Wrestler
- Austen Smith (* 2001), US-amerikanische Sportschützin
- Austin Smith (Biologe) (* 1960), britischer Biologe und Hochschullehrer
- Austin Smith (Hockeyspieler) (* 1985), südafrikanischer Feldhockeyspieler
- Austin Smith (Eishockeyspieler) (* 1988), US-amerikanischer Eishockeyspieler
- Austin Smith (Tennisspieler) (* 1993), US-amerikanischer Tennisspieler
- Axel Smith (* 1986), schwedischer Schachspieler

### B
- Ballard Smith (vor 1790–nach 1837), US-amerikanischer Politiker
- Barbara Smith (Autorin) (* 1946), US-amerikanische Autorin und Aktivistin
- Barbara Herrnstein Smith (* 1932), US-amerikanische Literaturwissenschaftlerin
- Barbara Dawson Smith, US-amerikanische Autorin
- Barbara McIlvaine Smith, US-amerikanische Politikerin
- Barbara Smith Warner, US-amerikanische Politikerin
- Barney Smith (* 1945), britischer Diplomat
- Barry Smith (Fußballspieler, 1934) (1934–2007), englischer Fußballspieler
- Barry Smith (Rennfahrer) (* 1940), australischer Motorradrennfahrer
- Barry Smith (Eishockeytrainer) (* 1952), US-amerikanischer Eishockeytrainer
- Barry Smith (Ontologe) (* 1952), englischer Philosoph und Bioinformatiker
- Barry Smith (Leichtathlet) (* 1953), britischer Langstreckenläufer
- Barry Smith (Fußballspieler, 1953) (* 1953), englischer Fußballspieler
- Barry Smith (Eishockeyspieler) (Barry Edward Smith; 1955–2013), kanadischer Eishockeyspieler und -trainer
- Barry Smith (Fußballspieler, 1969) (* 1969), englischer Fußballspieler
- Barry Smith (Fußballspieler, 1974) (* 1974), schottischer Fußballspieler und -trainer
- Becky Smith (* 1959), kanadische Schwimmerin
- Bede Smith (1886–1954), australischer Rugby-Union-Spieler
- Ben Smith (Politiker) (1879–1964), englischer Politiker (Labour)
- Ben Smith (Musiker) (1905–??), US-amerikanischer Jazzmusiker
- Ben Smith (Footballspieler, 1911) (1911–??), US-amerikanischer American-Football-Spieler
- Ben Smith (Golfspieler) (1921–2009), US-amerikanischer Golfspieler
- Ben Smith (Eishockeytrainer), US-amerikanischer Eishockeytrainer
- Ben Smith (Footballspieler, 1967) (* 1967), US-amerikanischer American-Football-Spieler
- Ben Smith (Cricketspieler) (* 1972), englischer Cricketspieler
- Ben Smith (Journalist) (* 1976), US-amerikanischer Journalist und Blogger
- Ben Smith (Fußballspieler, 1978) (* 1978), englischer Fußballspieler
- Ben Smith (Rugbyspieler, 1984) (* 1984), australischer Rugby-League-Spieler
- Ben Smith (Fußballspieler, 1986) (* 1986), englischer Fußballtorhüter
- Ben Smith (Rugbyspieler, 1986) (* 1986), neuseeländischer Rugby-Union-Spieler
- Ben Smith (Eishockeyspieler) (* 1988), US-amerikanischer Eishockeyspieler
- Ben Smith (Kampfsportler), englischer Mixed-Martial-Arts-Kämpfer
- Ben Smith (Produzent), britischer Trickfilmproduzent
- Ben Smith (Squashspieler) (* 2002), englischer Squashspieler
- Ben Roberts-Smith (* 1978), australischer Soldat
- Ben Fox Smith, britischer Musiker, Mitglied von Serafin (Rockband)
- Benedict Smith (DJ), britischer DJ und Hörfunkmoderator
- Benedict Smith (Schauspieler), britischer Schauspieler
- Benjamin Smith (Kaufmann) (1717–1770), amerikanischer Kaufmann, Bankier, Reeder, Plantagenbesitzer, Sklavenhändler und Politiker
- Benjamin Smith (Politiker, 1756) (1756–1826), US-amerikanischer Politiker (North Carolina)
- Benjamin Smith (Politiker, 1783) (1783–1860), englischer Politiker
- Benjamin Smith (Unternehmer) (* 1971), kanadischer Geschäftsmann
- Benjamin Smith Barton (1766–1815), US-amerikanischer Botaniker
- Benjamin A. Smith (1916–1991), US-amerikanischer Politiker
- Benjamin Leigh Smith (1828–1913), britischer Polarforscher
- Bennie Smith (1933–2006), US-amerikanischer Gitarrist
- Bernard Smith (Politiker) (1776–1835), US-amerikanischer Politiker
- Bernard Smith (Produzent) (1907–1999), US-amerikanischer Herausgeber, Literaturkritiker und Filmproduzent
- Bernard Smith (Kunsthistoriker) (1916–2011), australischer Kunsthistoriker und Kunstkritiker
- Bert Smith (Fußballspieler, 1890) (Ernest Edwin Smith; 1890–??), irischer Fußballspieler
- Bert Smith (Fußballspieler, 1892) (Bertram Smith; 1892–1969), englischer Fußballspieler
- Bert Smith (Eishockeyspieler) (Robert Smith; 1925–2001), britischer Eishockeyspieler
- Bessie Smith (1894–1937), US-amerikanische Bluessängerin
- Betty Smith (Schriftstellerin) (1896–1972), US-amerikanische Schriftstellerin
- Betty Smith (Musikerin) (1929–2011), britische Jazzmusikerin
- Beverly Smith (Frauenrechtlerin) (* 1946), US-amerikanische Frauenrechtlerin
- Beverly Smith (* 1960), kanadische Basketballspielerin und -trainerin, siehe Bev Smith
- Beverly Smith (* 1966), US-amerikanische Fernsehentertainerin, siehe Bevy Smith
- Beverly Smith (Musikerin), US-amerikanische Singer-Songwriterin und Multiinstrumentalistin
- Bevan Smith (* 1950), neuseeländischer Sprinter
- Bill Smith (Fußballspieler, 1893) (1893–1950), englischer Fußballspieler
- Bill Smith (Fußballspieler, 1906) (1906–1979), schottischer Fußballspieler
- Bill Smith (Fußballspieler, 1907) (1907–??), englischer Fußballspieler
- Bill Smith (Klarinettist) (1926–2020), US-amerikanischer Jazz-Klarinettist und Komponist
- Bill Smith (Fußballspieler, 1926) (1926–2014), englischer Fußballspieler
- Bill Smith (Bluesmusiker) (1928–2000), US-amerikanischer Bluessänger
- Bill Smith (Pokerspieler) (1934–1996), US-amerikanischer Pokerspieler
- Bill Smith (Rennfahrer) (* 1935), britischer Motorradrennfahrer
- Bill Smith (Saxophonist) (* 1938), kanadischer Jazz-Saxophonist
- Bill Smith (Schlagzeuger) (1934–2024), US-amerikanischer Schlagzeuger
- Bill Smith (Fußballspieler, 1938) (* 1938), englischer Fußballspieler
- Billy Smith (Fußballspieler, 1872) (1872–??), englischer Fußballspieler
- Billy Smith (Fußballspieler, 1873) (1873–1914), schottischer Fußballspieler
- Billy Smith (Fußballspieler, 1882) (1882–??), englischer Fußballspieler
- Billy Smith (Fußballspieler, 1886) (1886–??), englischer Fußballspieler
- Billy Smith (Fußballspieler, 1895) (William Henry Smith; 1895–1951), englischer Fußballspieler
- Billy Smith (Fußballspieler, 1900) (1900–??), englischer Fußballspieler
- Billy Smith (Fußballspieler, 1906) (1906–1983), englischer Fußballspieler
- Billy Smith (Saxophonist), Jazz-Saxophonist
- Billy Smith (Fußballspieler, 1930) (* 1930), englischer Fußballspieler
- Billy Smith (Eishockeyspieler) (* 1950), kanadischer Eishockeytorwart
- Billy Smith (Fußballspieler, 1989) (* 1989), irischer Fußballspieler
- Billy Amos Smith (1871–1937), kanadischer Boxer, siehe Mysterious Billy Smith
- Bingo Smith (1946–2023), US-amerikanischer Basketballspieler
- Blake Smith (* 1991), US-amerikanischer Fußballspieler
- Bob Smith (* 1951), US-amerikanischer Fußballspieler
- Bobby Smith (Musiker) (1907–1995), US-amerikanischer Jazz- und R&B-Musiker
- Bobby Smith (Fußballspieler, 1922) (1922–1992), irischer Fußballspieler
- Bobby Smith (Leichtathlet) (* 1929), US-amerikanischer Stabhochspringer
- Bobby Smith (Fußballspieler, 1933) (1933–2010), englischer Fußballspieler
- Bobby Smith (Fußballspieler, 1940) (* 1940), kanadischer Fußballspieler
- Bobby Smith (Fußballspieler, Juni 1941) (* 1941), englischer Fußballspieler
- Bobby Smith (Fußballspieler, Dezember 1941) (* 1941), englischer Fußballspieler
- Bobby Smith (Fußballspieler, 1944) (* 1944), englischer Fußballspieler und -trainer
- Bobby Smith (Fußballspieler, 1951) (* 1951), US-amerikanischer Fußballspieler
- Bobby Smith (Fußballspieler, 1953) (1953–2010), schottischer Fußballspieler
- Bobby Smith (Eishockeyspieler) (* 1958), kanadischer Eishockeyspieler
- Bobby Smith (Baseballspieler) (* 1974), US-amerikanischer Baseballspieler
- Bobby Smith (Vaterrechtler) (* 1982), britischer Politiker und Vaterrechtler, Gründer der „Give Me Back Elmo“ Partei
- Brad Smith (Eishockeyspieler) (* 1958), kanadischer Eishockeyspieler
- Brad Smith (Musiker) (* 1968), US-amerikanischer Rockmusiker
- Brad Smith (Footballspieler, Februar 1983) (* 1983), kanadischer Canadian-Football-Spieler
- Brad Smith (Footballspieler, Dezember 1983) (* 1983), US-amerikanischer American-Football-Spieler
- Brad Smith (Fußballspieler, 1994) (* 1994), australischer Fußballspieler
- Brad Smith (Fußballspieler, 1997) (* 1997), schottischer Fußballspieler
- Braden Smith (* 1996), US-amerikanischer American-Football-Spieler
- Bradley Smith (Holocaustleugner) (1930–2016), US-amerikanischer Geschichtsrevisionist
- Bradley Smith (Rennfahrer) (* 1990), britischer Motorradrennfahrer
- Bradley F. Smith (1931–2012), US-amerikanischer Historiker
- Brandon Alan Smith, US-amerikanischer Schauspieler, Stuntman und Stunt Coordinator sowie Filmschaffender
- Brandon Mychal Smith (* 1989), US-amerikanischer Schauspieler, Komiker und Rapper
- Brandon Smith (Schauspieler) (1952–2023), US-amerikanischer Schauspieler
- Brandon Smith (Eishockeyspieler) (* 1973), kanadischer Eishockeyspieler
- Brandon Smith (kanadischer Footballspieler) (* 1984), kanadischer American-Football-Spieler
- Brandon Smith (US-amerikanischer Footballspieler, 1987) (* 1987), US-amerikanischer American-Football-Spieler
- Brandon Smith (Rugbyspieler) (* 1996), neuseeländischer Rugby-League-Spieler
- Brandon Smith (US-amerikanischer Footballspieler, 2001) (* 2001), US-amerikanischer American-Football-Spieler der Philadelphia Eagles

- Braydon Smith († 2015), australischer Boxer
- Brendan Smith (Politiker) (* 1956), irischer Politiker
- Brendan Smith (Eishockeyspieler) (* 1989), kanadischer Eishockeyspieler
- Brendon Smith (* 2000), australischer Schwimmer
- Brett Smith (* 1981), kanadischer Eishockeyspieler
- Brian Smith (Schauspieler) (* 1932), britischer Schauspieler
- Brian Smith (Politiker) (Brian Ray Douglas Smith; * 1934), kanadischer Politiker
- Brian Smith (Eishockeyspieler, 1937) (Brian Stuart Smith; * 1937), kanadischer Eishockeyspieler
- Brian Smith (Musiker) (* 1939), neuseeländischer Jazzmusiker
- Brian Smith (Eishockeyspieler, 1940) (Brian Desmond Smith; 1940–1995), kanadischer Eishockeyspieler
- Brian Smith (Rugbyspieler) (* 1966), australisch-irischer Rugby-Union-Spieler
- Brian Smith (Radsportler) (* 1967), britischer Radrennfahrer
- Brian Smith (Triathlet) (* 1975), US-amerikanischer Triathlet
- Brian Abel-Smith (1926–1996), britischer Wirtschaftswissenschaftler und Politikberater
- Brian Sutton-Smith (1924–2015), neuseeländisch-US-amerikanischer Psychologe und Spieltheoretiker
- Brian Trenchard-Smith (* 1946), britischer Regisseur
- Brian J. Smith (* 1981), US-amerikanischer Schauspieler
- Brian Michael Smith (* 1983), US-amerikanischer Schauspieler
- Brian Thomas Smith (* 1977), US-amerikanischer Schauspieler und Komiker
- Bríd Smith (* 1961), irische Politikerin (Socialist Party, People Before Profit)
- Brigitte Smith (* 1938), deutsche Illustratorin
- Brooke Smith (* 1967), US-amerikanische Schauspielerin
- Brooke Smith (Basketballspielerin) (* 1984), US-amerikanische Basketballspielerin
- Brooke Anne Smith (* 1984), US-amerikanische Schauspielerin
- Bruce Smith (Rennrodler) (* 1958), kanadischer Rennrodler
- Bruce Smith (Footballspieler) (* 1963), US-amerikanischer American-Football-Spieler
- Bruce Smith (Rugbyspieler) (* 1959), neuseeländischer Rugby-Union-Spieler
- Bruce Lannes Smith (1909–1987), US-amerikanischer Politik- und Kommunikationswissenschaftler
- Bruton Smith (1927–2022), US-amerikanischer Motorsportmanager
- Bryan Smith (Leichtathlet) (1943–2001), australischer Ultramarathonläufer
- Bryan Smith (Schachspieler) (* 1980), US-amerikanischer Schachspieler
- Bryan Smith (Radsportler) (* 1981), US-amerikanischer Radrennfahrer
- Bryony Smith (* 1998), englische Cricketspielerin
- Bubba Smith (Charles Aaron Smith; 1945–2011), US-amerikanischer Schauspieler und American-Football-Spieler
- Bud S. Smith (1935–2024), US-amerikanischer Filmeditor
- Burton J. Smith (1941–2018), US-amerikanischer Computerarchitekt
- Buster Smith (1904–1991), US-amerikanischer Jazzmusiker
- Earl „Buster“ Smith (1932–2003), US-amerikanischer Jazzmusiker

### C
- C. A. Smith, englischer Politiker, siehe Charles Andrew Smith
- C. A. Smith (1898–1956), südafrikanischer Botaniker, siehe Christo Albertyn Smith
- C. A. Smith (1893–1961), US-amerikanischer Schriftsteller, siehe Clark Ashton Smith
- C. Aubrey Smith (1863–1948), britischer Schauspieler und Cricketspieler
- C. de Witt Smith († 1865), US-amerikanischer Politiker
- C. J. Smith (Connor James Smith; * 1994), US-amerikanischer Eishockeyspieler
- Cal Smith (1932–2013), US-amerikanischer -Musiker
- Caleb Smith (Skeletonpilot) (* 1983), US-amerikanischer Skeletonfahrer
- Caleb Smith (Baseballspieler) (* 1991), US-amerikanischer Baseballspieler
- Caleb Blood Smith (1808–1864), US-amerikanischer Politiker
- Callum Smith (Boxer) (* 1990), britischer Boxer
- Callum Smith (Skilangläufer) (* 1992), britischer Skilangläufer
- Callum Smith (Badminton) (* 2002), schottischer Badmintonspieler
- Calvin Smith (Leichtathlet, 1961) (* 1961), US-amerikanischer Sprinter
- Calvin Smith (Leichtathlet, 1987) (* 1987), US-amerikanischer Sprinter
- Cam Smith, britischer Comiczeichner
- Cameron Smith (Rugbyspieler, 1983) (* 1983), australischer Rugbyspieler
- Cameron Smith (Gewichtheber) (* 1992), neuseeländischer Gewichtheber
- Cameron Smith (Skirennläufer) (* 1992), US-amerikanischer Skirennläufer
- Cameron Smith (Curler) (* 1993), schottischer Curler
- Cameron Smith (Golfspieler) (* 1993), australischer Golfer
- Cameron Smith (Footballspieler) (* 1997), US-amerikanischer Footballspieler
- Cameron Smith (Rugbyspieler, 1998) (* 1998), englischer Rugbyspieler
- Camille Bright-Smith, US-amerikanische Liedermacherin
- Cammy Smith (* 1995), schottischer Fußballspieler
- Campbell Smith (1925–2015), neuseeländischer Dramatiker, Dichter und Künstler
- Camryn Newton-Smith (* 2000), australische Leichtathletin
- Carl Smith (Eishockeyspieler) (1917–1967), kanadischer Eishockeyspieler
- Carl Smith (Sänger) (1927–2010), US-amerikanischer Country-Sänger
- Carl Smith (Ruderer) (1962–2010), britischer Ruderer
- Carl Frithjof Smith (1859–1917), norwegischer Porträt- und Genremaler
- Carleton Sprague Smith (1905–1994), US-amerikanischer Musiker, Kulturwissenschaftler, Bibliothekar und Hochschullehrer
- Carlos Guillermo Smith (* 1980), US-amerikanischer Politiker
- Carmen Smith-Brown (* 1943), jamaikanische Leichtathletin
- Caroline Smith (1906–1994), US-amerikanische Wasserspringerin
- Caroline Smith (Szenenbildnerin), Szenenbildnerin, Requisiteurin und Artdirectorin
- Carrie Smith (1941–2012), US-amerikanische Sängerin
- Carson Smith (1931–1997), US-amerikanischer Jazzbassist
- Carter Smith (* 1971), US-amerikanischer Filmregisseur, Drehbuchautor und Filmproduzent
- Casey Smith (* 1992), US-amerikanischer Biathlet
- Cat Smith (* 1985), britische Sozialarbeiterin und Politikerin
- Cecil Elaine Eustace Smith (1908–1997), kanadische Eiskunstläuferin
- Cecil Harcourt Smith (1859–1944), englischer Klassischer Archäologe
- Cecilia Smith (Aktivistin) (1911–1980), australische Aktivistin der Aborigines
- Cecilia Smith (Musikerin), US-amerikanische Vibraphonistin und Komponistin
- Cecilia Smith (Rugbyspielerin) (* 1994), australische Rugby-Union-Spielerin
- Cedric Smith (Mathematiker) (1917–2002), britischer Mathematiker und mathematischer Statistiker
- Cedric Smith (Schauspieler) (* 1943), britisch-kanadischer Schauspieler und Sänger
- Chad Smith (* 1961), US-amerikanischer Schlagzeuger
- Chad Smith (Schauspieler), US-amerikanischer Schauspieler
- Chandler Smith (* 2002), US-amerikanischer Rennfahrer
- Charles Smith (Segler) (1889–1969), US-amerikanischer Segler
- Charles Smith (Perkussionist) (1919–2008), US-amerikanischer Perkussionist
- Charles Smith (Schauspieler) (1920–1988), US-amerikanischer Schauspieler
- Charles Smith (Musiker) (1948–2006), US-amerikanischer Musiker
- Charles Smith (Basketballspieler) (* 1975), US-amerikanischer Basketballspieler
- Charles Fraser-Smith (1904–1992), britischer Ingenieur, Vorlage für die Figur des Q in den Romanen um James Bond
- Charles Smith Olden (1799–1876), US-amerikanischer Politiker (New Jersey)
- Charles Aaron Smith, bekannt als Bubba Smith (1945–2011), US-amerikanischer Schauspieler und American-Football-Spieler
- Charles Aurelius Smith (1861–1916), US-amerikanischer Politiker
- Charles Bean Euan-Smith (1842–1910), britischer Diplomat
- Charles Bennett Smith (1870–1939), US-amerikanischer Politiker
- Charles Bracewell-Smith (* 1955), britischer Unternehmer
- Charles Brooks Smith (1844–1899), US-amerikanischer Politiker
- Charles Edward Smith (1904–1970), US-amerikanischer Jazz-Autor und -Kritiker
- Charles Emory Smith (1842–1908), US-amerikanischer Politiker
- Charles Forster Smith (1852–1931), US-amerikanischer Klassischer Philologe
- Charles-Gustave Smith (1826–1896), kanadischer Organist, Komponist, Maler und Musikpädagoge
- Charles H. Gibbs-Smith (1909–1981), englischer Luftfahrthistoriker
- Charles Hamilton Smith (1776–1859), englischer Naturforscher, Antiquar, Illustrator, Soldat und Spion
- Charles Henry Smith (1865–1942), US-amerikanischer Schauspieler
- Charles Kingsford Smith (1897–1935), australischer Pilot
- Charles Lee Smith (1887–1964), US-amerikanischer Bürgerrechtler
- Charles Manley Smith (1868–1937), US-amerikanischer Politiker
- Charles Martin Smith (* 1953), US-amerikanischer Schauspieler und Regisseur
- Charles Robert Smith (1887–1959), britischer Kolonialgouverneur
- Charles Shaler Smith (1836–1886), US-amerikanischer Bauingenieur
- Charles Sydney Smith (1879–1951), britischer Wasserballspieler
- Charlie Smith (1927–1966), US-amerikanischer Jazz-Schlagzeuger
- Charlotte Turner Smith (1749–1806), britische Schriftstellerin und Übersetzerin
- Chas Smith (Komponist) (* 1948), US-amerikanischer Komponist, Musiker und Instrumentenbauer
- Chas Smith (Musiker) (Charles Vincent Smith; 1957–2007), US-amerikanischer Musiker und Hochschullehrer
- Chas Smith (Journalist) (* 1976), US-amerikanischer Journalist
- Chelsi Smith (1973–2018), US-amerikanische Schauspielerin, Sängerin und Schönheitskönigin
- Cherrie Vangelder-Smith (* 1950), niederländische Sängerin
- Ches Smith, US-amerikanischer Schlagzeuger, Komponist und Bandleader
- Chloe Smith (* 1982), britische Politikerin (Conservative Party)
- Chloethiel Woodard Smith (1910–1992), US-amerikanische Architektin und Stadtplanerin
- Chris Smith (Komponist) (1879–1949), US-amerikanischer Komponist
- Chris Smith (Fußballspieler, 1886) (1886–??), schottischer Fußballspieler
- Chris Smith (Fotograf) (* 1937), britischer Sportfotograf
- Chris Smith, Baron Smith of Finsbury (* 1951), britischer Politiker
- Chris Smith (Politiker) (* 1953), US-amerikanischer Politiker (New Jersey)
- Chris Smith (Fußballspieler, 1966) (* 1966), englischer Fußballspieler
- Chris Smith (Basketballspieler) (* 1970), US-amerikanischer Basketballspieler
- Chris Smith (Dokumentarfilmer) (* 1970), US-amerikanischer Dokumentarfilmer
- Chris Smith (Rugbyspieler) (* 1975), walisischer Rugby-League-Spieler
- Chris Smith (Fußballspieler, 1977) (* 1977), englischer Fußballspieler
- Chris Smith (* 1979), US-amerikanischer Rapper, siehe Kris Kross
- Chris Smith (Fußballspieler, 1981) (* 1981), englischer Fußballspieler
- Chris Smith (Fußballspieler, 1986) (* 1986), schottischer Fußballspieler
- Chris Smith (Fußballspieler, 1988) (* 1988), schottischer Fußballspieler
- Chris Smith (Fußballspieler, 1990) (* 1990), englischer Fußballspieler
- Christen Smith (1785–1816), norwegischer Botaniker und Forschungsreisender
- Christina Smith (Missionarin) (1809–1893), schottisch-australische Missionarin
- Christina Smith (Maskenbildnerin) (* 1945), US-amerikanische Maskenbildnerin
- Christina Smith (Bobfahrerin) (* 1968), kanadische Bobfahrerin
- Christina Gokey-Smith (* 1973), US-amerikanische Radsportlerin
- Christine Johnson Smith (1911–2010), US-amerikanische Schauspielerin und Sopranistin
- Christo Albertyn Smith (1898–1956), südafrikanischer Botaniker, Lehrer und Journalist
- Christopher Smith (Althistoriker) (* 1965), britischer Akademiker und klassischer Altertumswissenschaftler
- Christopher Smith (Filmregisseur) (* 1970), britischer Filmregisseur und Drehbuchautor
- Christopher Llewellyn Smith (* 1942), britischer Physiker
- Christy Smith (* 1969), US-amerikanische Politikerin
- Chuck Smith (Prediger) (Charles Ward Smith; 1927–2013), US-amerikanischer Prediger
- Chuck Smith (Leichtathlet) (Charles Kenneth Smith; * 1949), US-amerikanischer Sprinter
- Chuck Smith (Footballspieler) (Charles Henry Smith; * 1969), US-amerikanischer American-Football-Spieler
- Cindy Hyde-Smith (* 1959), US-amerikanische Politikerin (Republikaner)
- Clara Smith († 1935), US-amerikanische Blues-Sängerin
- Clara Eliza Smith (1865–1943), US-amerikanische Mathematikerin und Hochschullehrerin
- Clarence Smith, bekannt als Pinetop Smith (1904–1929), US-amerikanischer Jazzpianist
- Clarence Smith (Schauspieler), britischer Schauspieler
- Clarence Edward Smith, Geburtsname von Sonny Rhodes (1940–2021), US-amerikanischer Sänger, Bassist und Gitarrist
- Clarence Herbert Smith (1865–1901), australischer Agrarwissenschaftler, Ingenieur und Erfinder
- Clarence L. Smith (1894–1951), US-amerikanischer Architekt
- Clark Smith (Schwimmer) (* 1995), US-amerikanischer Schwimmer
- Clark Ashton Smith (1893–1961), US-amerikanischer Schriftsteller, Lyriker, Bildhauer und Maler
- Claude T. Smith (1932–1987), US-amerikanischer Komponist
- Claydes Charles Smith (1948–2006), US-amerikanischer Gitarrist, siehe Kool & the Gang
- Clement Lawrence Smith (1844–1909), US-amerikanischer Klassischer Philologe
- Clifford James Smith, bekannt als Method Man (* 1971), US-amerikanischer Rapper
- Clint Smith (1913–2009), kanadischer Eishockeyspieler
- Clyde Smith (1876–1940), US-amerikanischer Politiker
- Colin Smith (Hispanist) (1927–1997), britischer Hispanist und Lexikograph
- Colin Smith (Musiker) (1934–2004), britischer Jazztrompeter
- Colin Smith (Leichtathlet) (1935–2014), britischer Speerwerfer
- Colin Smith (Cricketspieler) (* 1972), schottischer Cricketspieler
- Colin Smith (Ruderer) (* 1983), britischer Ruderer
- Colin Smith (Eishockeyspieler) (* 1993), deutsch-kanadischer Eishockeyspieler
- Colton Smith (* 2003), US-amerikanischer Tennisspieler
- Collie Smith (* 1933–1959), jamaikanischer Cricketspieler
- Connie Smith (* 1941), US-amerikanische Countrysängerin
- Connie Price-Smith (* 1962), US-amerikanische Leichtathletin
- Connor Smith (Tennisspieler) (* 1990), US-amerikanischer Tennisspieler
- Connor Smith (Fußballspieler, 1993) (* 1993), irischer Fußballspieler
- Connor Smith (Fußballspieler, 1996) (* 1996), englischer Fußballspieler
- Connor Smith (Fußballspieler, 2002) (* 2002), schottischer Fußballspieler
- Conrad Smith (* 1981), neuseeländischer Rugby-Union-Spieler
- Constance Smith (1928–2003), irische Schauspielerin
- Cordwainer Smith (Paul Myron Anthony Linebarger; 1913–1966), US-amerikanischer Schriftsteller
- Corina Smith (* 1991), venezolanische Sängerin, Schauspielerin und Model
- Cornelius Alvin Smith (* 1937), bahamaischer Politiker, Generalgouverneur der Bahamas
- Cory Michael Smith (* 1986), US-amerikanischer Schauspieler
- Cotter Smith (* 1949), US-amerikanischer Schauspieler
- Courtney Smith (* 1971), kanadischer Rugby-Union-Spieler
- Courtney Thorne-Smith (* 1967), US-amerikanische Schauspielerin
- Craig Smith (Dirigent) (1947–2007), US-amerikanischer Dirigent
- Craig Smith (Tennisspieler) (* 1963), barbadischer Tennisspieler
- Craig Smith (Schauspieler), Schauspieler
- Craig Smith (Drehbuchautor), US-amerikanischer Drehbuchautor
- Craig Smith (Rugbyspieler, 1971) (* 1971), neuseeländischer Rugby-League-Spieler
- Craig Smith (Rugbyspieler, 1973) (* 1973), australischer Rugby-League-Spieler
- Craig Smith (Fußballspieler, 1976) (* 1976), englischer Fußballspieler
- Craig Smith (Rugbyspieler, 1978) (* 1978), schottischer Rugby-Union-Spieler
- Craig Smith (Basketballspieler) (* 1983), US-amerikanischer Basketballspieler
- Craig Smith (Fußballspieler, 1984) (* 1984), englischer Fußballspieler
- Craig Smith (Eishockeyspieler) (* 1989), US-amerikanischer Eishockeyspieler
- Craig Mackail-Smith (* 1984), schottischer Fußballspieler
- Crickett Smith (1883?–nach 1944), US-amerikanischer Jazztrompeter
- Crystal Smith (Schauspielerin) (* 1951), US-amerikanische Schauspielerin
- Crystal Smith, eigentlicher Name von Dimples D., US-amerikanische Rapperin
- Crystal Smith (Leichtathletin) (* 1981), kanadische Leichtathletin
- Crystal Smith (Basketballspielerin) (* 1984), US-amerikanische Basketballspielerin
- Curt Smith (* 1961), englischer Musiker
- Curtis O. B. Curtis-Smith (1941–2014), US-amerikanischer Komponist
- Cyril Smith (Schauspieler) (1892–1963), britischer Schauspieler
- Cyril Smith (Pianist) (1909–1974), britischer Pianist
- Cyril Smith (Rennfahrer) (1919–1962), britischer Motorradrennfahrer
- Cyril Smith (1928–2010), britischer Politiker
- Cyril Smith (Marxist) (1929–2008), britischer Marxist
- Cyril Stanley Smith (1903–1992), britischer Metallurge und Historiker
- Cyrus Rowlett Smith (1899–1990), US-amerikanischer Unternehmer und Politiker

### D
- D. J. Smith (* 1977), kanadischer Eishockeyspieler und -trainer
- Dale Begg-Smith (* 1985), australischer Freestyle-Skier
- Dallas Smith (Eishockeyspieler) (* 1941), kanadischer Eishockeyspieler
- Dallas Smith (Sänger) (* 1977), kanadischer Sänger
- Damian Smith (* 1969), australischer Rugby-Union-Spieler
- Damon Smith (* 1972), US-amerikanischer Kontrabassist
- Damu Smith (1952–2006), US-amerikanischer Friedensaktivist
- Dan Smith (Grafiker), US-amerikanischer Grafiker
- Dan Smith (Eishockeyspieler) (* 1976), kanadischer Eishockeyspieler
- Dan Smith (Sänger) (Daniel Campbell Smith; * 1986), englischer Singer-Songwriter
- Dan Smith (Fußballspieler, 1986) (* 1986), englischer Fußballspieler
- Dan Smith (Fußballspieler, 1989) (* 1989), englischer Fußballspieler
- Dan Smith (Pokerspieler) (Daniel Steven Smith; * 1989), US-amerikanischer Pokerspieler
- Dane Bird-Smith (* 1992), australischer Geher
- Daniel Smith (Politiker) (1748–1818), US-amerikanischer Landvermesser und Politiker
- Daniel Smith (Eishockeyspieler) (* 1983), neuseeländischer Eishockeyspieler
- Daniel Smith (Footballspieler) (* 1998), US-amerikanischer American-Football-Spieler
- Daniel Bennett Smith (* 1956), US-amerikanischer Diplomat
- Daniel Manrique-Smith (1982), peruanischer Fusionmusiker
- Daniel Wayne Smith (1986–2006), US-amerikanischer Schauspieler
- Danielle Smith (* 1971), kanadische Politikerin
- Danny Smith (Leichtathlet) (* 1952), bahamaischer Leichtathlet
- Danny Smith (Autor), US-amerikanischer Drehbuchautor, Schauspieler und Fernsehproduzent
- Danny Smith (Schauspieler) (* 1973), kanadischer Schauspieler und Musiker
- Dannyjune Smith (* 1977), deutsche Sängerin und Songwriterin
- Darrell F. Smith (1927–2013), US-amerikanischer Soldat, Missionar, Jurist und Politiker
- Darren Smith (1972–1992), australischer Radrennfahrer
- Dave Smith (Fußballspieler, 1903) (1903–1985), schottischer Fußballspieler
- Dave Smith (Fußballspieler, 1915) (1915–1997), englischer Fußballspieler und -trainer
- Dave Smith (Fußballspieler, 1933) (1933–2022), schottischer Fußballspieler und -trainer
- Dave Smith (Fußballspieler, 1936) (1936–2015), englischer Fußballspieler
- Dave Smith (Archivar) (* 1940), US-amerikanischer Archivar
- Dave Smith (Dichter) (* 1942), US-amerikanischer Dichter
- Dave Smith (Fußballspieler, 1943) (* 1943), schottischer Fußballspieler
- Dave Smith (Fußballspieler, 1947) (* 1947), englischer Fußballspieler
- Dave Smith (Komponist) (* 1949), britischer Komponist und Arrangeur
- Dave Smith (Fußballspieler, 1950) (* 1950), englischer Fußballspieler
- Dave Smith (Fußballspieler, 1956) (* 1956), englischer Fußballspieler
- Dave Smith (Ingenieur), (1949/50–2022), US-amerikanischer Elektronik-Ingenieur und Unternehmer
- Dave Smith (Leichtathlet) (* 1962), britischer Hammerwerfer
- Dave Smith (Fußballspieler, 1970) (* 1970), englischer Fußballspieler
- Dave Smith (Dartspieler) (* 1971), englischer Dartspieler
- Dave Smith (Schlagzeuger) (* 1981), britischer Schlagzeuger
- Dave Smith (Kanute) (* 1987), australischer Kanute
- Davey Boy Smith (1962–2002), britischer Wrestler
- David Smith (Regisseur) (1872–1930), US-amerikanischer Filmregisseur
- David Smith (Fußballspieler, 1875) (1875–1947), schottischer Fußballspieler
- David Smith (Sportschütze) (1880–1945), südafrikanischer Sportschütze
- David Smith (Bildhauer) (1906–1965), US-amerikanischer Bildhauer
- David Smith (Segler) (1925–2014), US-amerikanischer Segler
- David Smith (Schiedsrichter) (1926–2010), englischer Fußballschiedsrichter
- David Smith (Botaniker) (1930–2018), britischer Botaniker
- David Smith (Beamter) (1933–2022), australischer Beamter
- David Smith (Philanthrop) (* 1933), kanadischer Unternehmer und Philanthrop
- David Smith (Cricketspieler, 1934) (1934–2003), englischer Cricketspieler
- David Smith (Bischof) (1935–2024), britischer Theologe und Geistlicher, Bischof von Bradford
- David Smith (Cricketspieler, 1940) (1940–2003), englischer Cricketspieler
- David Smith (Politiker) (1941–2020), kanadischer Politiker
- David Smith (Cricketspieler, 1945) (* 1945), englischer Cricketspieler
- David Smith (Geher) (* 1955), australischer Geher
- David Smith (Cricketspieler, Januar 1956) (* 1956), englischer Cricketspieler
- David Smith (Cricketspieler, Juli 1956) (* 1956), englischer Cricketspieler
- David Smith (Cricketspieler, 1957) (* 1957), australischer Cricketspieler
- David Smith (Spieleautor), neuseeländischer Spieleautor
- David Smith (Curler), schottischer Curler
- David Smith, bekannt als Davey Boy Smith (1962–2002), britischer Wrestler
- David Smith (Cricketspieler, Januar 1962) (* 1962), englischer Cricketspieler
- David Smith (Cricketspieler, April 1962) (* 1962), englischer Cricketspieler
- David Smith (Physiker) (* 1964), US-amerikanischer Physiker
- David Smith (Fußballspieler, 1968) (* 1968), englischer Fußballspieler
- David Smith (Fußballspieler, 1970) (* 1970), englischer Fußballspieler
- David Smith (Fußballspieler, 1973) (* 1973), englischer Fußballspieler
- David Smith (Hammerwerfer) (* 1974), britischer Hammerwerfer
- David Smith (Produzent), Filmproduzent
- David Smith (Trompeter) (* um 1980), kanadischer Jazztrompeter
- David Smith (Volleyballspieler) (* 1985), US-amerikanischer Volleyballspieler
- David Smith (Rugbyspieler, 1986) (* 1986), samoanisch-neuseeländischer Rugby-Union-Spieler
- David Smith (Kanute) (* 1987), australischer Kanute
- David Smith (Bocciaspieler) (* 1989), britischer Bocciaspieler
- David Smith (Ruderer) (* 1989), britischer Ruderer
- David Smith (Hochspringer) (* 1991), britischer Hochspringer
- David Smith (Fußballspieler, 1993) (* 1993), schottischer Fußballspieler
- David Harcourt-Smith (1931–2024), britischer Luftwaffenoffizier
- David Seth-Smith (1875–1963), britischer Zoologe und Fernsehmoderator
- David Adley Smith (David Adley Smith Sánchez, II; * 1992), puerto-ricanischer Hochspringer
- David E. Smith (1936–2023), kanadischer Politikwissenschaftler
- David Eugene Smith (1860–1944), US-amerikanischer Mathematikhistoriker und Mathematikpädagoge
- David H. Smith (David Hamilton Smith; 1932–1999), US-amerikanischer Arzt, Offizier, Unternehmer und Hochschullehrer
- David Hart Smith (* 1985), kanadischer Wrestler
- David Highbaugh Smith (1854–1928), US-amerikanischer Politiker
- David M. Smith (David Marshall Smith; 1936–2021), britischer Geograph
- David R. Smith (General) (* 1943), pensionierter Generalmajor der US Air Force
- David Stanley Smith (1877–1949), US-amerikanischer Komponist
- David W. Smith (1926–1981), US-amerikanischer Pädiater und Morphologe
- Dean Smith (Basketballtrainer) (1931–2015), US-amerikanischer Basketballtrainer
- Dean Smith (Leichtathlet) (1932–2023), US-amerikanischer Sprinter und Footballspieler
- Dean Smith (Politiker) (* 1969), australischer Politiker, Liberal Party of Australia
- Dean Smith (Fußballspieler) (* 1971), englischer Fußballspieler und -trainer
- Dean Smith (Rennfahrer) (* 1988), britischer Rennfahrer
- Dean Wesley Smith (* 1950), US-amerikanischer Science-Fiction-Schriftsteller
- Dean Barton-Smith (geb. Smith; * 1967), australischer Zehnkämpfer
- Delazon Smith (1816–1860), US-amerikanischer Politiker
- Delford Smith († 2014), US-amerikanischer Unternehmer
- Delia Smith (* 1941), britische Fernsehköchin und Autorin
- Demarius Smith (* 1998), US-amerikanischer Sprinter

- Dennis Smith, Pseudonym von Zdeněk Smetana (1925–2016), tschechischer Zeichner
- Dennis Smith, eigentlicher Name von Dennis Alcapone (* 1947), jamaikanischer Musiker
- Dennis Smith (Autor) (1940–2022), US-amerikanischer Autor und Feuerwehrmann
- Dennis Smith (Eishockeyspieler) (* 1964), US-amerikanischer Eishockeyspieler
- Dennis Smith (Dartspieler) (* 1969), englischer Dartspieler
- Dennis Smith Jr. (* 1997), US-amerikanischer Basketballspieler
- Denny Smith (Dennis Alan Smith; * 1938), US-amerikanischer Politiker
- Denzil Smith (Schauspieler) (* 1960), indischer Schauspieler
- Denzil Smith (Fußballspieler) (* 1999), trinidadischer Fußballtorhüter
- Derald Smith (1939–2014), kanadischer Geograph
- Derek Smith (Musiker) (1931–2016), britischer Jazz-Pianist
- Derek Smith (Eishockeyspieler, 1954) (* 1954), kanadischer Eishockeyspieler
- Derek Smith (Basketballspieler) (1961–1996), US-amerikanischer Basketballspieler
- Derek Smith (Footballspieler) (* 1975), US-amerikanischer American-Football-Spieler
- Derek Smith (Eishockeyspieler, 1975) (* 1975), kanadischer Eishockeyspieler
- Derek Smith (Fußballspieler) (* 1980), US-amerikanischer Fußballspieler
- Derek Smith (Eishockeyspieler, 1983) (* 1983), kanadischer Eishockeyspieler
- Derek Smith (Eishockeyspieler, 1984) (* 1984), kanadischer Eishockeyspieler
- Derek Vincent Smith, bekannt als Pretty Lights (* 1981), US-amerikanischer Musiker
- Derek Walker-Smith, Baron Broxbourne (1910–1992), britischer Politiker
- Derrick Smith (* 1965), kanadischer Eishockeyspieler
- Destiny Smith-Barnett (* 1996), liberianisch-US-amerikanische Sprinterin
- Devante Smith-Pelly (* 1992), kanadischer Eishockeyspieler
- Devin Smith (Basketballspieler) (* 1983), US-amerikanischer Basketballspieler
- Devin Smith (Footballspieler) (* 1992), US-amerikanischer American-Football-Spieler
- DeVonta Smith (* 1998), US-amerikanischer American-Football-Spieler
- Dick Smith (Maskenbildner) (Richard Emerson Smith; 1922–2014), US-amerikanischer Maskenbildner
- Dick Smith (Trainer) (1917–2006), US-amerikanischer Wassersprungtrainer
- Dick Smith (Unternehmer) (Richard Harold Smith, * 1944), australischer Geschäftsmann
- Dick Heckstall-Smith (Richard Malden Heckstall-Smith; 1934–2004), britischer Saxophonist
- Dick King-Smith (Ronald Gordon King-Smith; 1922–2011), britischer Kinderbuchautor
- Dietrich C. Smith (1840–1914), US-amerikanischer Politiker
- Digby Smith (1935–2024), britischer Militärhistoriker
- Dina Asher-Smith (* 1995), britische Sprinterin
- Dion Smith (* 1993), neuseeländischer Radrennfahrer
- Dirk D. Smith (* um 1966), pensionierter Generalmajor der US Air Force
- Dodie Smith (1896–1990), englische Schriftstellerin
- Don Smith (Eishockeyspieler, 1887) (1887–1959), kanadischer Eishockeyspieler
- Don Smith (Schriftsteller) (Donald Taylor Smith; * 1909), kanadischer Schriftsteller
- Don Smith (Basketballspieler, 1920) (Donald E. Smith; 1920–1996), US-amerikanischer Basketballspieler
- Don Smith (Cricketspieler) (1923–2021), englischer Cricketspieler
- Don Smith (Eishockeyspieler, 1929) (1929–2002), kanadischer Eishockeyspieler
- Don Smith (Basketballspieler, 1951) (Donald Smith; 1951–2004), US-amerikanischer Basketballspieler
- Don Smith (Fotograf), britischer Fotograf
- Don Smith (Footballspieler, 1963) (Donald Michael Smith; * 1963), US-amerikanischer American-Football-Spieler
- Donal Smith (1934–2023), neuseeländischer Mittelstreckenläufer
- Donald Smith, 1. Baron Strathcona and Mount Royal (1820–1914), kanadischer Unternehmer, Politiker und Diplomat
- Donald Smith (Sänger) (1922–1998), australischer Tenor
- Donald Smith (Ruderer) (* 1968), US-amerikanischer Ruderer
- Donald Smith (Jazzmusiker), US-amerikanischer Sänger und Jazzpianist
- Donald B. Smith, US-amerikanischer General
- Donovan Smith (* 1993), US-amerikanischer American-Football-Spieler
- Donta Smith (* 1983), US-amerikanisch-venezolanischer Basketballspieler
- Dorian Finney-Smith (* 1993), US-amerikanischer Basketballspieler
- Dorothy Smith (1926–2022), britische Soziologin und Feministin
- Dorothy Greenhough-Smith (1882–1965), britische Eiskunstläuferin
- Doug Smith (Jockey) (1917 – 1989), englischer Jockey
- Douglas Smith (Rugbyspieler) (1924–1998), schottischer Rugby-Union-Spieler
- Doug Smith (Fußballspieler) (Douglas Smith; 1937–2012), schottischer Fußballspieler
- Doug Smith (Eishockeyspieler) (Douglas Eric Smith; * 1963), kanadischer Eishockeyspieler
- Doug Smith (Autor) (Douglas Smith; * 1964), US-amerikanischer Eishockeyspieler und Autor
- Doug Smith (Basketballspieler) (Douglas Smith; * 1969), US-amerikanischer Basketballspieler
- Douglas Smith (Illustrator), US-amerikanischer Illustrator
- Doug Smith (Radsportler) (* 1964), US-amerikanischer Radrennfahrer
- Douglas Smith (Schriftsteller), kanadischer Science-Fiction- und Fantasy-Autor
- Douglas Smith (Spezialeffektkünstler), US-amerikanischer Spezialeffektkünstler
- Douglas Smith (Schauspieler) (* 1985), kanadisch-amerikanischer Schauspieler
- Dr. Lonnie Smith (1942–2021), US-amerikanischer Jazz-Organist
- Drew Smith, schottischer Politiker
- Duncan Smith (Fotograf) (* 1960), britischer Fotograf und Reiseschaftsteller
- Duncan Smith (Politiker), irischer Politiker der Irish Labour Party
- Duncan Smith (Radsportler), australischer Radsportler
- Dwayne Smith (Komponist), US-amerikanischer Komponist
- Dwayne Smith (Cricketspieler) (* 1983), Cricketspieler aus Barbados
- Dwayne Smith (Jazzmusiker), Jazzbassist und -keyboarder
- Dylan Smith (kanadischer Schauspieler), kanadischer Schauspieler
- Dylan Smith (US-amerikanischer Schauspieler) (* 1992), US-amerikanischer Schauspieler
- Dylan Smith (Rugbyspieler) (* 1994), südafrikanischer Rugby-Union-Spieler
- Dylan Smith (Fußballspieler) (* 1996), australischer Fußballspieler

### E
- Earl Smith, US-amerikanischer Musiker
- Earl Joseph Smith III. (* 1985), US-amerikanischer Basketballspieler, siehe J. R. Smith
- Eben Smith (* 1971), namibischer Rugby-Union-Spieler
- Ebo Smith (* 1965), ghanaischer Fußballspieler
- Ed Smith (* 1986), britischer Skeletonsportler
- Eddie Smith (Baseballspieler) (1913–1994), US-amerikanischer Baseballspieler
- Eddie Smith (Radsportler) (1926–1997), australischer Radrennfahrer
- Eddie Smith (Fußballspieler) (1929–1993), englischer Fußballspieler
- Eddie Smith (* 1969), US-amerikanischer House-Produzent und DJ, siehe Fast Eddie
- Edgar Smith (Autor) (1857–1938), US-amerikanischer Librettist, Drehbuchautor und Lyriker
- Edgar Albert Smith (1847–1916), britischer Zoologe
- Edgar Charles Smith (1872–1955), britischer Offizier und Schiffsingenieur
- Edgar Fahs Smith (1854–1928), US-amerikanischer Chemiker
- Edgar Wadsworth Smith (1894–1960), Schriftsteller und Herausgeber
- Edmond Reuel Smith (1829–1911), US-amerikanischer Maler und Reiseschriftsteller
- Edmund Kirby Smith (1824–1893), US-amerikanischer General der Konföderierten Armee im Amerikanischen Bürgerkrieg
- Edward Smith (Gouverneur) (1777–1793), Gouverneur der Isle of Man
- Edward Smith-Stanley, 12. Earl of Derby (1752–1834), britischer Politiker, Namensgeber für das Derby im Pferderennsport
- Edward Smith-Stanley, 13. Earl of Derby (1775–1851), britischer Politiker und Naturforscher
- Edward Smith-Stanley, 14. Earl of Derby (1799–1869), britischer Politiker, Premierminister
- Edward Curtis Smith (1854–1935), US-amerikanischer Politiker (Vermont)
- Edward E. Smith (1890–1965), US-amerikanischer Schriftsteller und Chemiker
- Edward Everett Smith (1861–1931), US-amerikanischer Politiker
- Edward H. Smith (1809–1885), US-amerikanischer Jurist und Politiker
- Edward John Smith (1850–1912), englischer Kapitän der Titanic
- Edward Lucie-Smith (* 1933), jamaikanischer Dichter, Journalist und Kunsthistoriker
- Edward Metcalfe Smith (1839–1907), neuseeländischer Politiker
- Edward Parmelee Smith (1827–1876), US-amerikanischer Regierungsbeamter und Universitätspräsident
- Edwin P. Smith (* 1945), US-amerikanischer Generalleutnant
- Edwin William Smith (1876–1957), britischer Geistlicher, Missionar, Ethnologe, Linguist und Historiker
- Elaine Smith (* 1963), schottische Politikerin
- Elbert B. Smith (1921–2013), US-amerikanischer Historiker
- Eli Smith (Missionar) (1801–1857), amerikanischer Theologe und Missionar
- Eli Smith (Maler) (* 1955), färöischer Maler
- Elizabeth Smith, Ehename von Elizabeth Grant of Rothiemurchus (1797–1885), schottische Tagebuchautorin
- Elizabeth Smith, Baroness Smith of Gilmorehill (* 1940), schottische Politikerin (Labour Party)
- Elizabeth Smith (Politikerin) (* 1960), schottische Politikerin (Conservative Party)
- Elizabeth Smith-Stanley, Countess of Derby (1753–1797), britische Adlige und durch Heirat Countess of Derby
- Elizabeth Joan Smith (1928–2016), kanadische Politikerin
- Elizabeth Rudel Smith (1911–1997), US-amerikanische Regierungsbeamtin
- Ella-Rae Smith (* 1998), englische Schauspielerin und Model
- Elliot Smith (* 1987/88), kanadischer Pokerspieler
- Elliott Smith (1969–2003), US-amerikanischer Musiker und Textdichter
- Ellison D. Smith (1864–1944), US-amerikanischer Politiker
- Elmo Smith (1909–1968), US-amerikanischer Politiker
- Elroy Smith (* 1981), belizischer Fußballspieler
- Emiko Smith (* 1991), US-amerikanische Basketballspielerin
- Emile Edwin Smith (* 1971), US-amerikanischer Filmregisseur, Filmproduzent, Drehbuchautor, Filmschauspieler und Visual Effects Supervisor
- Emile Smith Rowe (* 2000), englischer Fußballspieler
- Emily Smith (Schriftstellerin), britische Schriftstellerin
- Emily Smith (Sängerin) (* 1981), britische Sängerin
- Emily Smith (Turnerin) (* 1986), kanadische Trampolinturnerin
- Emily Smith (Hockeyspielerin) (Emily Smith-Chalker; * 1992), australische Hockeyspielerin
- Emily Smith (Cricketspielerin) (Emily Jane Smith; * 1995), australische Cricketspielerin
- Emily Smith (Tennisspielerin, 1997) (Emily Paige Smith; * 1997), britische Tennisspielerin
- Emily Webley-Smith (* 1984), britische Tennisspielerin
- Emily Mae Smith (* 1979), US-amerikanische Malerin
- Emma Smith (Schriftstellerin) (1923–2018), britische Schriftstellerin
- Emma Hale Smith (1804–1879), US-amerikanische Mormonin, Führungspersönlichkeit im Mormonentum
- Emma Lincoln-Smith (* 1985), australische Skeletonpilotin
- Emmitt Smith (* 1969), US-amerikanischer American-Football-Spieler
- Eric Smith (Maler) (1919–2017), australischer Maler
- Eric Smith (Fußballspieler, 1921) (Thomas Henry Eric Smith; 1921–2006), englischer Fußballspieler
- Eric Smith (Diplomat) (Eric Norman Smith; 1922–2011), britischer Diplomat
- Eric Smith (Fußballspieler, 1928) (Eric Victor Smith; 1928–1992), englischer Fußballspieler
- Eric Smith (Fußballspieler, 1934) (John Eric Smith; 1934–1991), schottischer Fußballspieler
- Eric Smith (Kanute) (* 1964), kanadischer Kanute
- Eric Smith (Fußballspieler, 1997) (* 1997), schwedischer Fußballspieler
- Eric M. Smith (* 1964/1965), US-amerikanischer Marineoffizier
- Erin Smith (Unternehmerin) (* 1999), US-amerikanische Unternehmerin
- Ernest Lester Smith (1904–1992), britischer Chemiker und Theosoph
- Ernie Smith (1924/25–2004), US-amerikanischer Jazzhistoriker
- Erwin E. Smith (1886–1947), US-amerikanischer Fotograf
- Erwin Frink Smith (1854–1927), US-amerikanischer Pflanzenpathologe
- Eryl Smith († 1930), britische Ärztin und Botanikerin
- Ethel Smith (Organistin) (1902–1996), US-amerikanische Organistin
- Ethel Smith (Leichtathletin) (1907–1979), kanadische Leichtathletin
- Ethel Marion Smith, auch: Ethel M Smith (1877–1951), US-amerikanische Frauenrechtlerin
- Eugene Allen Smith (1841–1927), US-amerikanischer Geologe
- Eugenia Smith (1899–1997), Betrügerin
- Evelyn E. Smith (1922–2000), US-amerikanische Autorin

### F
- F. Percy Smith (1880–1945), britischer Naturforscher, Fotograf und früher Pionier des Naturfilms
- Fanny Smith (* 1992), Schweizer Freestyle-Skierin
- Fanny Cochrane Smith (1834–1905), tasmanische Aborigine
- Felisa A. Smith (* 1958), US-amerikanische Paläoökologin und Biologin
- Fiddlin’ Arthur Smith (1898–1971), US-amerikanischer Musiker
- Fiamma Smith (* 1962), guatemaltekische Skirennläuferin
- Finn-Trygve Smith (1912–1935), norwegischer Tennisspieler
- Fiona Smith (* 1963), englische Badmintonspielerin, siehe Fiona Elliott
- Fiona Smith (Eishockeyspielerin) (Fiona Lesley Smith-Bell; * 1973), kanadische Eishockeyspielerin
- Fletcher Smith (1913–1993), US-amerikanischer Jazzmusiker
- Florentina da Conceição Pereira Martins Smith (* 1958), osttimoresische Politikerin
- Floyd Smith (Musiker) (1917–1982), US-amerikanischer Jazzgitarrist und Musikproduzent
- Floyd Smith (Politiker) (1932–2010), US-amerikanischer Politiker
- Floyd Smith (Eishockeyspieler) (* 1935), kanadischer Eishockeyspieler und -trainer
- Forrest Smith (1886–1962), US-amerikanischer Politiker
- Forrie J. Smith (* 1959), US-amerikanischer Schauspieler und Stuntman
- Francesca Smith (* 1985), US-amerikanische Schauspielerin und Synchronsprecherin
- Francie Larrieu Smith (* 1952), US-amerikanische Leichtathletin
- Francis Smith (Politiker) (1819–1909), australischer Politiker, Premierminister von Tasmanien
- Francis Smith (Komponist) (um 1938–2009), argentinischer Komponist
- Francis Fulton-Smith (* 1966), britischer Schauspieler
- Francis Henry Smith (1868–1936), neuseeländischer Politiker
- Francis Hopkinson Smith (1838–1915), US-amerikanischer Schriftsteller und Maler
- Francis Ormand Jonathan Smith (1806–1876), US-amerikanischer Politiker
- Francis Pettit Smith (1808–1874), britischer Erfinder
- Francis R. Smith (1911–1982), US-amerikanischer Politiker
- Francis Graham-Smith (1923–2025), britischer Astronom
- Franco Smith (* 1972), südafrikanischer Rugbyspieler und -trainer
- Frank Smith (Zoologe) (1857–1942), US-amerikanischer Zoologe
- Frank Smith (Automobilhersteller), ehemaliger britischer Automobilhersteller, tätig 1906–1907 in Manchester
- Frank Smith (Schauspieler) (1860–??), US-amerikanischer Schauspieler
- Frank Smith (Baseballspieler) (1879–1952), US-amerikanischer Baseballspieler
- Frank Smith (Politiker, 1888) (1888–1948), australischer Politiker (South Australia)
- Frank Smith (Fußballspieler, 1889) (1889–1982), englischer Fußballspieler
- Frank Smith (Eishockeyfunktionär) (1894–1964), kanadischer Eishockeyfunktionär
- Frank Smith (Fußballspieler, 1897) (1897–1988), englischer Fußballspieler
- Frank Smith (Pianist) (1932–1999), US-amerikanischer Jazzpianist
- Frank Smith (Snookerspieler), englischer Snookerspieler
- Frank E. Smith (1918–1997), US-amerikanischer Politiker und Abgeordneter
- Frank Smith (Fußballspieler, 1936) (* 1936), englischer Fußballspieler
- Frank Joseph Smith (* 1951), US-amerikanischer Botaniker
- Frank L. Smith (1867–1950), US-amerikanischer Politiker
- Frank Owens Smith (1859–1924), US-amerikanischer Politiker
- Freddie Smith (* 1988), US-amerikanischer Schauspieler
- Freddy Carrick-Smith (* 2007), britischer Skirennläufer
- Frederic H. Smith, Jr. (1908–1980), US-amerikanischer Pilot, General, Vize-Stabschef der US-Luftwaffe
- Frederick Smith (Zoologe) (1805–1879), britischer Zoologe
- Frederick Smith, 2. Earl of Birkenhead (1907–1975), britischer Historiker
- Frederick Smith, 3. Earl of Birkenhead (1936–1985), britischer Autor
- Frederick Cleveland Smith (1884–1956), US-amerikanischer Politiker
- Frederick E. Smith (1919–2012), britischer Schriftsteller
- Frederick Edward Smith (1920–2012), US-amerikanischer Zoologe und Ökologe
- Frederick Edwin Smith, 1. Earl of Birkenhead (1872–1930), britischer Politiker (Conservative Party) und Jurist
- Frederick M. Smith (1874–1946), zweiter Präsident der Gemeinschaft Christi
- Frederick W. Smith (1944–2025), US-amerikanischer Unternehmer (FedEx)
- Frithjof Smith, deutscher Zinkist und Hochschullehrer
- Frithjof Smith-Hald (1846–1903), norwegischer Landschaftsmaler

### G
- G. E. Smith (* 1952), US-amerikanischer Gitarrist und Songwriter
- G. O. Smith (1872–1943), englischer Fußballspieler
- Gaddis Smith (1932–2022), US-amerikanischer Historiker
- Garnett Smith (* 1937), US-amerikanischer Schauspieler
- Garth Owen-Smith (1944–2020), namibischer Naturschützer

- Gary Smith (Eishockeyspieler) (* 1944), kanadischer Eishockeytorwart
- Gary Smith (Gewerkschafter) (* 1965), Generalsekretär der britischen Gewerkschaft GMB
- Gary Smith (Philosoph) (* 1954), US-amerikanischer Kulturmanager
- Gary Lane Smith Merrill (* 1939), US-amerikanischer Botaniker
- Gary Smith (Fußballspieler, 1955) (* 1955), englischer Fußballspieler
- Gary Mark Smith (* 1956), US-amerikanischer Fotograf
- Gary Smith (Fußballspieler, 1962) (* 1962), englischer Fußballspieler
- Gary Smith (Fußballspieler, 1966) (* 1966), Fußballspieler von St. Kitts und Nevis
- Gary Smith (Fußballspieler, 3. Dezember 1968) (* 1968), englischer Fußballspieler und -trainer
- Gary Smith (Fußballspieler, 30. Dezember 1968) (* 1968), englischer Fußballspieler
- Gary Smith (Fußballspieler, 1971) (* 1971), schottischer Fußballspieler
- Gary Smith (Fußballspieler, 1984) (* 1984), englischer Fußballspieler
- Gary Smith (Fußballspieler, 1991) (* 1991), schottischer Fußballspieler
- Gavin Smith (1968–2019), kanadischer Pokerspieler
- Gavin Smith (Dartspieler) (* 1977), englischer Dartspieler
- Geechie Smith, US-amerikanischer Rhythm-&-Blues- und Jazzmusiker
- Geeno Smith (* 1979), deutscher DJ und Musikproduzent
- Gemel Smith (* 1994), kanadischer Eishockeyspieler
- Geno Smith (* 1990), US-amerikanischer American-Football-Spieler
- Geoff Smith (Fußballspieler) (1928–2013), englischer Fußballspieler
- Geoff Smith (Zehnkämpfer) (* 1945), australischer Zehnkämpfer
- Geoff Smith (Langstreckenläufer) (* 1953), britischer Langstreckenläufer
- Geoff Smith (Eishockeyspieler) (* 1969), kanadischer Eishockeyspieler und -trainer
- Geoffrey Smith (* 1958), australischer, anglikanischer Bischof
- Geoffrey W. Smith (1881–1916), englischer Naturforscher
- George Smith (Politiker, vor 1809), US-amerikanischer Politiker (Pennsylvania)
- George Smith (Illustrator) (1786–1828), britischer Illustrator und Möbeldesigner
- George Smith (Herausgeber) (1789–1846), britischer Herausgeber
- George Smith (Politiker, 1809) (1809–1881), US-amerikanischer Politiker (Missouri)
- George Smith (Bischof) (1815–1871), englischer Geistlicher und Missionar, Bischof von Victoria (Hongkong)
- George Smith (Verleger) (1824–1901), britischer Verleger
- George Smith (Assyriologe) (1840–1876), britischer Assyriologe
- George Smith (Politiker, 1852) (1852–1930), kanadischer Politiker (Ontario)
- George Smith (Fußballspieler, 1872) (1872–??), englischer Fußballspieler
- George Smith (Tauzieher) (1876–1915), britischer Tauzieher
- George Smith (Fußballspieler, 1879) (1879–1908), englischer Fußballspieler
- George Smith (Fußballspieler, 1880) (1880–1915), englischer Fußballspieler
- George Smith (Fußballspieler, 1881) (1881–??), englischer Fußballspieler
- George Smith (Mykologe) (1895–1967), britischer Mykologe
- George Smith (Fußballspieler, 1900) (1900–1957), englischer Fußballspieler
- George Smith (Fußballspieler, Mai 1901) (1901–??), schottischer Fußballspieler
- George Smith (Fußballspieler, Juni 1901) (1901–??), englischer Fußballspieler
- George Smith (Fußballspieler, 1902) (1902–??), englischer Fußballspieler
- George Smith (Fußballspieler, 1905, I) (1905–??), englischer Fußballspieler
- George Smith (Fußballspieler, Juli 1905) (1905–1990), walisischer Fußballspieler
- George Smith (Fußballspieler, 1908) (1908–1986), englischer Fußballspieler
- George Smith (Fußballspieler, 1915) (1915–1993), englischer Fußballspieler und -trainer
- George Smith (Mediziner) (1919–1994), britischer Chirurg
- George Smith (Fußballspieler, 1919) (1919–2001), englischer Fußballspieler
- George Smith (Fußballspieler, 1921) (1921–2013), englischer Fußballspieler
- George Smith (Musiker) (George „Harmonica“ Smith; 1924–1983), US-amerikanischer Mundharmonikaspieler
- George Smith (Fußballspieler, 1936) (* 1936), englischer Fußballspieler
- George Smith (Schiedsrichter) (1943–2019), schottischer Fußballschiedsrichter
- George Smith (Fußballspieler, 1945) (* 1945), englischer Fußballspieler
- George Smith (Rugbyspieler) (* 1980), australischer Rugby-Union-Spieler
- George Smith (Fußballspieler, 1996) (* 1996), englischer Fußballspieler
- George Delacourt-Smith, Baron Delacourt-Smith (1917–1972), britischer Politiker
- George Albert Smith (Filmproduzent) (1864–1959), britischer Filmproduzent
- George Albert Smith (Kirchenpräsident) (1870–1951), US-amerikanischer Präsident der Kirche Jesu Christi der Heiligen der Letzten Tage
- George Baldwin Smith (1823–1879), US-amerikanischer Politiker
- George Edson Philip Smith (1873–1975), US-amerikanischer Bauingenieur und Hochschullehrer
- George Elwood Smith (1930–2025), US-amerikanischer Physiker
- George H. Smith (George Henry Smith; 1922–1996), US-amerikanischer Schriftsteller
- George Harold Smith (1866–1936), neuseeländischer Politiker
- George Isaac Smith (1909–1982), kanadischer Politiker
- George J. Smith (1859–1913), US-amerikanischer Politiker
- George Joseph Smith (1872–1915), britischer Bigamist und Mörder
- George Luke Smith (1837–1884), US-amerikanischer Politiker
- George M. Smith (Politiker) (1912–1962), US-amerikanischer Politiker
- George M. Smith (Musiker) (1912–1993), US-amerikanischer Musiker und Komponist
- George O. Smith (George Oliver Smith; 1911–1981), US-amerikanischer Schriftsteller
- George P. Smith (* 1941), US-amerikanischer Chemiker
- George Ross Smith (1864–1952), US-amerikanischer Politiker
- George Thomas Smith-Clarke (1884–1960), britischer Ingenieur
- George Thornewell Smith (1916–2010), US-amerikanischer Jurist und Politiker
- George W. Smith, schottischer Fußballspieler
- George Washington Smith (Tänzer) (um 1820–1899), US-amerikanischer Tänzer
- George Washington Smith (Politiker) (1846–1907), US-amerikanischer Politiker (Illinois)
- George Washington Smith (Architekt) (1876–1930), US-amerikanischer Architekt und Maler
- George Weightman-Smith (1905–1972), südafrikanischer Leichtathlet
- George Weissinger Smith (1864–1931), US-amerikanischer Politiker
- George William Smith (1762–1811), US-amerikanischer Politiker
- Georgia Caldwell Smith (1909–1961), amerikanische Mathematikerin und Hochschullehrerin
- Gerard Smith (1839–1920), britischer Politiker und Gouverneur
- Gerrit Smith (1797–1874), US-amerikanischer Politiker
- Gertrude Smith (1894–1985), US-amerikanische Klassische Philologin
- Giacomo Smith (* 1987/88), italo-US-amerikanischer Jazzmusiker
- Gideon F. Smith (* 1959), südafrikanischer Botaniker
- Gilbert Morgan Smith (1885–1959), US-amerikanischer Algenkundler
- Giles Smith (* 1962), britischer Autor, Journalist und Musiker
- Gina Smith (* 1957), kanadische Dressurreiterin
- Glee S. Smith, Jr. († 2015), US-amerikanischer Politiker
- Gomer Griffith Smith (1896–1953), US-amerikanischer Politiker
- Gord Smith (* 1949), kanadischer Eishockeyspieler
- Gordon Smith (Eishockeyspieler) (1908–1999), US-amerikanischer Eishockeyspieler
- Gordon Smith (Fußballspieler, 1924) (1924–2004), schottischer Fußballspieler
- Gordon Smith (Politikwissenschaftler) (1927–2009), britischer Politologe
- Gordon Smith (Fußballspieler, Juli 1954) (* 1954), schottischer Fußballspieler
- Gordon Smith (Fußballspieler, September 1954) (* 1954), schottischer Fußballspieler
- Gordon Smith (Fußballspieler, Dezember 1954) (* 1954), schottischer Fußballspieler
- Gordon Smith (Fußballspieler, 1959) (* 1959), schottischer Fußballspieler
- Gordon Smith (Medium) (* 1962), britisches Medium und Autor
- Gordon Smith (Fußballspieler, 1991) (* 1991), schottischer Fußballspieler
- Gordon Smith (Drehbuchautor), US-amerikanischer Drehbuchautor
- Gordon Etherington-Smith (1914–2007), britischer Diplomat
- Gordon H. Smith (* 1952), US-amerikanischer Politiker
- Grace Cossington Smith (1892–1984), australische Malerin
- Graeme Smith (Schwimmer) (* 1976), britischer Schwimmer
- Graeme Smith (Badminton) (* 1978), schottischer Badmintonspieler
- Graeme Smith (Journalist), kanadischer Journalist
- Graeme Smith (Cricketspieler) (* 1981), südafrikanischer Cricketspieler
- Graeme Smith (Fußballspieler, 1982) (* 1982), schottischer Fußballtorwart (FC Kilmarnock, FC St. Johnstone)
- Graeme Smith (Fußballspieler, 1983) (* 1983), schottischer Fußballtorwart (FC Motherwell, Hibernian Edinburgh)
- Graeme Smith (Moderator) (* 1983), britischer Radio- und Fernsehmoderator
- Graeme T. Smith (1938–1999), australischer Ornithologe und Arachnologe

- Grafton Elliot Smith (1871–1937), australischer Anatom
- Graham Smith (Fußballspieler, 1946) (* 1946), englischer Fußballspieler
- Graham Smith (Fußballspieler, 1947) (* 1947), englischer Fußballspieler
- Graham Smith (Fußballspieler, 1951) (* 1951), englischer Fußballspieler
- Graham Smith (Schwimmer) (* 1958), kanadischer Schwimmer
- Graham Smith (Fußballspieler, 1994) (* 1994), US-amerikanischer Fußballspieler
- Graham Smith (Fußballspieler, 1995) (* 1995), US-amerikanischer Fußballspieler
- Graham Cairns-Smith (1931–2016), schottischer Chemiker und Molekularbiologe
- Granger Smith (* 1979), US-amerikanischer Countrysänger
- Green Clay Smith (1826–1895), US-amerikanischer Politiker
- Greg Smith (Basketballspieler, 1947) (* 1947), US-amerikanischer Basketballspieler
- Greg Smith (Rugbytrainer) (um 1949–2002), australischer Rugby-Union-Trainer
- Greg Smith (Eishockeyspieler) (Gregory James Smith; * 1955), kanadischer Eishockeyspieler
- Greg Smith (Musiker) (* 1963), US-amerikanischer Musiker
- Greg Smith (Rugbyspieler, 1968), fidschianischer Rugbyspieler
- Greg Smith (Baseballspieler, 1967) (* 1967), US-amerikanischer Baseballspieler
- Greg Smith (Cricketspieler, 1971), englischer Cricketspieler
- Greg Smith (Rugbyspieler, 1973) (* 1973), US-amerikanischer Rugby-League-Spieler
- Greg Smith (Rugbyspieler, 1974), neuseeländischer Rugby-Union-Spieler
- Greg Smith (Baseballspieler, 1983) (* 1983), US-amerikanischer Baseballspieler
- Greg Smith (Cricketspieler, 1983), englischer Cricketspieler
- Greg Smith (Cricketspieler, 1988), englischer Cricketspieler
- Greg Smith (Hochbegabter) (* 1989), US-amerikanischer Hochbegabter und politischer Aktivist
- Greg Smith (Basketballspieler, 1991) (* 1991), US-amerikanischer Basketballspieler
- Gregg Smith (1931–2016), US-amerikanischer Chorleiter und Komponist
- Gregory Smith (* 1983), kanadisch-US-amerikanischer Schauspieler
- Gregory White Smith († 2014), US-amerikanischer Biograf, Jurist, Geschäftsmann und Philanthrop
- Grub Smith, englischer Fernsehmoderator
- Guinn Smith (1920–2004), US-amerikanischer Leichtathlet
- Gustavus Woodson Smith (1822–1896), US-amerikanischer Militär und Politiker
- Guy Smith (* 1974), britischer Automobilrennfahrer
- Gwendoline Eastlake-Smith (1883–1941), englische Tennisspielerin
- Gwendolyn Ann Smith (* 1967), US-amerikanische Aktivistin

### H
- H. Allen Smith (Journalist) (1907–1976), US-amerikanischer Journalist und Humorist
- H. Allen Smith (Politiker) (1909–1998), US-amerikanischer Politiker
- Hagen Smith (* 1995), US-amerikanischer Volleyball- und Beachvolleyballspieler
- Hal Smith (1916–1994), US-amerikanischer Schauspieler, Sänger und Synchronsprecher
- Hale Smith (1925–2009), US-amerikanischer Komponist, Arrangeur, Pianist und Musikpädagoge
- Hamilton Othanel Smith (* 1931), US-amerikanischer Biochemiker
- Hank Smith (Country-Musiker) (* 1936), kanadischer Country-Musiker
- Hank Smith (Cartoonist), US-amerikanischer Cartoonist
- Hannah Whitall Smith (1832–1911), US-amerikanische Vertreterin der Heiligungsbewegung und Frauenrechtlerin
- Hannah Smith (Tennisspielerin) (* ?), britische Tennisspielerin
- Harlan Ingersoll Smith (1872–1940), US-amerikanischer Archäologe
- Harlan James Smith (1924–1991), US-amerikanischer Astronom
- Harley Quinn Smith (* 1999), US-amerikanische Schauspielerin
- Harold Smith (Schauspieler), britischer Schauspieler
- Harold Smith (Wasserspringer) (1909–1958), US-amerikanischer Wasserspringer
- Harold Smith (Produzent) (* 1930), US-amerikanischer Schauspieler und Produzent
- Harold Smith (Musiker), US-amerikanischer Schlagzeuger
- Harold Jacob Smith (1912–1970), US-amerikanischer Filmschauspieler und Drehbuchautor
- Harri Anne Smith (* 1962), US-amerikanische Politikerin
- Harrison Smith (* 1989), US-amerikanischer American-Football-Spieler
- Harry Smith, 1. Baronet (1787–1860), britischer General
- Harry Smith (Fußballspieler, 1869) (1869–1945), englischer Fußballspieler
- Harry Smith (Fußballspieler, 1882) (1882–1968), englischer Fußballspieler
- Harry Smith (Eishockeyspieler, 1883) (1883–1953), kanadischer Eishockeyspieler
- Harry Smith (Fußballspieler, 1885) (1885–??), englischer Fußballspieler
- Harry Smith (Leichtathlet) (1888–1961), US-amerikanischer Langstreckenläufer
- Harry Smith (Botaniker) (1889–1971), schwedischer Botaniker
- Harry Smith (Fußballspieler, 1890) (1885–1937), englischer Fußballspieler
- Harry Smith (Fußballspieler, 1894) (1894–??), englischer Fußballspieler
- Harry Smith (Fußballspieler, 1901) (1901–??), englischer Fußballspieler
- Harry Smith (Fußballspieler, 1905) (1905–1991), englischer Fußballspieler
- Harry Smith (Fußballspieler, 1907) (1907–1983), US-amerikanischer Fußballspieler
- Harry Smith (Fußballspieler, 1908) (1908–1993), englischer Fußballspieler
- Harry Smith (Fußballspieler, 1911) (1911–1998), schottischer Fußballspieler
- Harry Smith (Fußballspieler, 1916) (1916–2006), englischer Fußballspieler
- Harry Smith (Ägyptologe) (1928–2024), britischer Ägyptologe
- Harry Smith (Fußballspieler, 1930) (* 1930), englischer Fußballspieler
- Harry Smith (Fußballspieler, 1932) (1932–2016), englischer Fußballspieler
- Harry Smith (Eishockeyspieler II), kanadischer Eishockeyspieler
- Harry Smith, eigentlicher Name von David Hart Smith (* 1985), kanadischer Wrestler
- Harry Smith (Fußballspieler, 1995) (* 1995), englischer Fußballspieler
- Harry B. Smith (1860–1936), US-amerikanischer Lyriker und Librettist
- Harry Everett Smith (1923–1991), US-amerikanischer Universalgelehrter
- Harry Leslie Smith (1923–2018), britischer Autor, politischer Kommentator und Menschenrechtsaktivist
- Harry Lister Smith (* 1988), britischer Schauspieler
- Harvey Smith (Reiter) (* 1938), britischer Springreiter
- Harvey Smith (Spieleentwickler) (* 1966), US-amerikanischer Spieleentwickler
- Harvey C. Smith (1874–1929), US-amerikanischer Politiker
- Hastings Lees-Smith (1878–1941), britischer Politiker (Labour Party), Bildungs- und Postminister
- Hazel Smith (Musikjournalistin) (1934–2018), US-amerikanische Musikjournalistin
- Hazel Redick-Smith (1926–1996), südafrikanische Tennisspielerin
- Hazel Brannon Smith (1914–1994), US-amerikanische Journalistin und Verlegerin
- Heather Rene Smith (* 1987), US-amerikanisches Model und Schauspielerin
- Hedrick Smith (* 1933), US-amerikanischer Journalist, Fernsehproduzent und Sachbuchautor britischer Herkunft
- Helen Smith (Fechterin) (* 1953), australische Fechterin
- Helen Smith (Schriftstellerin) (* 1968), britische Schriftstellerin
- Helen Smith (Psychologin), US-amerikanische Psychologin
- Hélène Smith (1861–1929), Schweizer Malerin und Medium
- Helene Smith (Sängerin) (* 1947), US-amerikanische Sängerin
- Helmer Smith (1882–1956), schwedischer Indologe
- Helmut Walser Smith (* 1962), US-amerikanischer Historiker
- Henry Smith (Jurist) (1620–1668), englischer Jurist
- Henry Smith (Politiker, 1766) (1766–1818), US-amerikanischer Politiker (Rhode Island)
- Henry Smith (Politiker, 1788) (1788–1851), US-amerikanischer Politiker (Texas)
- Henry Smith (Politiker, 1829) (1829–1884), US-amerikanischer Politiker (New York)
- Henry Smith (Politiker, 1838) (1838–1916), US-amerikanischer Politiker (Wisconsin)
- Henry Smith (Leichtathlet, 1955) (* 1955), samoanischer Leichtathlet
- Henry Smith (Leichtathlet, 1996) (* 1996), australischer Leichtathlet
- Henry Smith (Fußballspieler) (* 1956), schottischer Fußballtorhüter
- Henry A. Smith (1830–1915), US-amerikanischer Arzt und Lyriker
- Henry Abel Smith (1900–1993), britischer Armeeoffizier und Gouverneur von Queensland
- Henry Boynton Smith (1815–1877), US-amerikanischer Theologe
- Henry C. Smith (1856–1911), US-amerikanischer Politiker
- Henry George Smith (Chemiker) (1852–1924), britisch-australischer Chemiker
- Henry George Wakelyn Smith (1787–1860), britischer General
- Henry Holmes Smith (1909–1986), US-amerikanischer Fotograf
- Henry John Stephen Smith (1826–1883), irischer Mathematiker
- Henry Nash Smith (1906–1986), US-amerikanischer Kultur- und Literaturwissenschaftler
- Henry P. Smith (1911–1995), US-amerikanischer Politiker
- Henry Tyrell-Smith (1907–1982), irischer Motorradrennfahrer
- Henry Weston Smith (1827–1876), US-amerikanischer Geistlicher
- Henry Smith (Marineoffizier) (1803–1887), britischer Marineoffizier
- Herbert Smith, 1. Baronet (1872–1943), englischer Teppichfabrikant
- Herbert Smith (Fußballspieler) (1877–1951), englischer Fußballspieler
- Herbert Smith (Mineraloge) (1872–1953), britischer Mineraloge
- Herbert Smith (Szenenbildner), Szenenbildner
- Herbert Guthrie-Smith (1862–1940), neuseeländisch-schottischer Landwirt, Autor und Naturschützer
- Herbert Huntington Smith (1851–1919), US-amerikanischer Naturforscher
- Herman Smith-Johannsen (1875–1987), norwegisch-kanadischer Skilangläufer
- Hezekiah Bradley Smith (1816–1887), US-amerikanischer Politiker
- Hilda Smith (1909–1995), britische Turnerin
- Hilder Florentina Smith (1890–1977), US-amerikanische Pilotin
- Hiram Y. Smith (1843–1894), US-amerikanischer Politiker
- Hobart Muir Smith (1912–2013), US-amerikanischer Herpetologe
- Hobbe Smith (1862–1942), niederländischer Maler, Aquarellist, Radierer und Lithograf
- Holland M. Smith (1882–1967), US-amerikanischer General
- Holly Lincoln-Smith (* 1988), australische Wasserballspielerin
- Homer Smith (1895–1962), US-amerikanischer Physiologe
- Hooley Smith (1903–1963), kanadischer Eishockeyspieler
- Hopkinson Smith (* 1946), US-amerikanischer Lautenist und Spezialist für Alte Musik
- Horace Smith (Poet) (1779–1849), englischer Poet und Novellist
- Horace Smith (Unternehmer) (1808–1893), US-amerikanischer Erfinder und Unternehmer
- Horace Smith-Dorrien (1858–1930), britischer General
- Horace B. Smith (1826–1888), US-amerikanischer Politiker
- Horatio Elwin Smith (1886–1946), US-amerikanischer Romanist und Literaturwissenschaftler
- Horton Smith (1908–1963), US-amerikanischer Golfer
- Howard Smith (Schauspieler) (1893–1968), US-amerikanischer Schauspieler
- Howard Smith (Musiker) (* 1910), US-amerikanischer Jazzpianist
- Howard Smith (Diplomat) (1919–1996), britischer Diplomat
- Howard Smith (Filmproduzent), Filmproduzent
- Howard Smith (Regisseur) (1936–2014), US-amerikanischer Filmregisseur, -produzent und Journalist
- Howard A. Smith (1912–2002), US-amerikanischer Filmeditor
- Howard Alexander Smith (1880–1966), US-amerikanischer Politiker
- Howard E. Smith (* 1945), US-amerikanischer Filmeditor
- Howard K. Smith (1914–2002), US-amerikanischer Journalist
- Howard W. Smith (1883–1976), US-amerikanischer Politiker
- Huey Smith (1934–2023), US-amerikanischer Musiker
- Hugh McCormick Smith (1865–1941), US-amerikanischer Zoologe
- Hulett C. Smith (1918–2012), US-amerikanischer Politiker
- Hunter Smith (* 1977), US-amerikanischer American-Football-Spieler
- Huston Smith (1919–2016), US-amerikanischer Religionswissenschaftler
- Hyrum Smith (1800–1844), US-amerikanischer Kirchenführer

### I
- Ian Smith (Rugbyspieler, 1903) (1903–1972), schottischer Rugbyspieler
- Ian Smith (1919–2007), rhodesischer Politiker
- Ian Smith (Cricketspieler, 1925) (1925–2015), südafrikanischer Cricketspieler
- Ian Smith (Rugbyspieler, 1941) (1941–2017), neuseeländischer Rugbyspieler
- Ian Smith (Rugbyspieler, 1944) (* 1944), schottischer Rugbyspieler
- Ian Smith (Fußballspieler, 1952) (* 1952), schottischer Fußballspieler
- Ian Smith (Cricketspieler, 1957) (* 1957), neuseeländischer Cricketspieler und -kommentator
- Ian Smith (Fußballspieler, 1957) (* 1957), englischer Fußballspieler
- Ian Smith (Rugbyspieler, 1957) (* 1957), englischer Rugbyspieler und -trainer
- Ian Smith (Schiedsrichter) (* 1965), englischer Rugby-League-Schiedsrichter
- Ian Smith (Rugbyspieler, 1965) (* 1965), schottischer Rugbyspieler
- Ian Smith (Cricketspieler, 1967) (* 1967), englischer Cricketspieler
- Ian Smith (Fußballspieler, 1998) (* 1998), costa-ricanischer Fußballspieler
- Ian Hendrickson-Smith (* 1974), US-amerikanischer Jazzmusiker
- Ian Michael Smith (* 1987), US-amerikanischer Schauspieler
- Ian W. M. Smith (1937–2016), britischer Physikochemiker
- Iain Smith (Produzent) (* 1949), schottischer Filmproduzent
- Iain Smith (Politiker) (* 1960), schottischer Politiker
- Iain Campbell Smith, australischer Musiker und Diplomat
- Iain Crichton Smith (1928–1998), schottischer Poet
- Iain Duncan Smith (* 1954), britischer Politiker (CP)
- Iain MacDonald-Smith (* 1945), britischer Segler
- Ilan Mitchell-Smith (* 1969), US-amerikanischer Schauspieler und Balletttänzer
- Imogen Bickford-Smith (* 1952), britische Schauspielerin
- Irene Britton Smith (1907–1999), US-amerikanische Komponistin
- Iris Smith (* 1979), US-amerikanische Ringerin
- Irv Smith Jr. (* 1998), US-amerikanischer American-Football-Spieler
- Irvine Smith (* 1989), grenadischer Fußballspieler
- Isaac Smith (Politiker, 1740) (1740–1807), US-amerikanischer Politiker (New Jersey)
- Isaac Smith (Politiker, 1761) (1761–1834), US-amerikanischer Politiker (Pennsylvania)
- Isaac Smith (Musiker), US-amerikanischer Jazzmusiker
- Ish Smith (Ishmael Smith; * 1988), US-amerikanischer Basketballspieler
- Ishe Smith (* 1978), US-amerikanischer Boxer
- Ishmael Wadada Leo Smith (* 1941), US-amerikanischer Jazzmusiker, siehe Wadada Leo Smith
- Israel Smith (1759–1810), US-amerikanischer Politiker
- Israel A. Smith (1876–1958), dritter Präsident der Gemeinschaft Christi
- Ito Smith (* 1995), US-amerikanischer American-Football-Spieler
- Ivan Smith, britischer Mathematiker

### J
- J. Smith-Cameron (Jeanie Smith; * 1957), US-amerikanische Schauspielerin
- J. Brennan Smith (1970–2007), US-amerikanischer Schauspieler
- J. D. Smith († 2015), US-amerikanischer American-Football-Spieler
- J. Gregory Smith (John Gregory Smith; 1818–1891), US-amerikanischer Politiker
- J. Lawrence Smith (John Lawrence Smith; 1818–1883), US-amerikanischer Chemiker und Mineraloge
- J. T. Smith (Musiker) (John T. Smith; um 1888–um 1940), US-amerikanischer Bluesmusiker
- J. T. Smith (Leichtathlet) (* 1998), US-amerikanischer Sprinter
- J. A. Smith (Mitte 19. Jahrhundert aktiv), schottischer Naturforscher[2]
- Jabari Smith (* 2003), US-amerikanischer Basketballspieler
- Jabbo Smith (1908–1991), US-amerikanischer Trompeter
- Jack Smith (Fußballspieler, 1875) (1898–1929), englischer Fußballspieler
- Jack Smith (Fußballspieler, 1898) (John William Smith; 1898–1977), englischer Fußballspieler
- Jack Smith (Fußballspieler, 1905) (John Richard Smith; 1905–??), englischer Fußballspieler
- Jack Smith (Fußballspieler, 1911) (Arthur John Smith; 1911–1975), walisischer Fußballspieler und -trainer
- Jack Smith (Sänger) (Smilin’ Jack Smith; 1913–2006), US-amerikanischer Sänger und Schauspieler
- Jack Smith (Fußballspieler, 1915) (1915–1975), englischer Fußballspieler
- Jack Smith (Rennfahrer) (1924–2001), US-amerikanischer Automobilrennfahrer
- Jack Smith (Regisseur) (1932–1989), US-amerikanischer Filmregisseur
- Jack Smith (Fußballspieler, 1936) (John Smith; 1936–2008), englischer Fußballspieler und  -trainer
- Jack Smith (Softwareentwickler) (1952–2016), US-amerikanischer Softwareentwickler
- Jack Smith (Jurist) (* 1969), US-amerikanischer Staatsanwalt und Sonderermittler
- Jack Smith (Fußballspieler, 1983) (Jack David Smith; * 1983), englischer Fußballspieler
- Jack Martin Smith (1911–1993), US-amerikanischer Filmarchitekt
- Jackie Smith (* 1940), US-amerikanischer American-Football-Spieler
- Jackie Smith (Fußballspieler) (1883–1916), englischer Fußballspieler
- Jaclyn Smith (* 1945), US-amerikanische Schauspielerin
- Jacob Smith (Schauspieler) (* 1990), US-amerikanischer Schauspieler und Musiker
- Jacob Smith (Hockeyspieler) (Jake Smith; * 1991), neuseeländischer Hockeyspieler
- Jacob Smith (Eishockeyspieler) (Jake Smith; * 1995), italo-kanadischer Eishockeytorwart
- Jacqui Smith (Psychologin) (Jacqueline Elizabeth Smith), australische Psychologin und Hochschullehrerin
- Jacqui Smith (Politikerin) (Jacqueline Jill Smith, * 1962), britische Politikerin
- Jaden Smith (* 1998), US-amerikanischer Schauspieler
- Jahkara Smith (* 1996), US-amerikanische Schauspielerin
- Jaime Smith Basterra (* 1965), spanischer Manager
- Jaleen Smith (* 1994), US-amerikanischer Basketballspieler
- Jalen Smith (* 2000), US-amerikanischer Basketballspieler
- Jamar Smith (Basketballspieler, 1980) (* 1980), US-amerikanischer Basketballspieler
- Jamar Smith (Basketballspieler, 1987) (* 1987), US-amerikanischer Basketballspieler
- James Smith (Bischof) (1645–1711), englischer Geistlicher, Titularbischof von Callipolis
- James Smith (Architekt) (um 1645–1731), schottischer Architekt
- James Smith (Politiker) (um 1719–1806), irisch-britisch-US-amerikanische Rechtsanwalt, Unterzeichner der Unabhängigkeitserklärung
- James Smith (Oberst) (um 1737–1814), US-amerikanischer Oberst
- James Smith (Fußballspieler, 1844) (1844–1876), schottischer Fußballspieler
- James Smith junior (1851–1927), US-amerikanischer Politiker (New Jersey)
- James Smith (Filmeditor) († 1951), US-amerikanischer Filmeditor
- James Smith (Segler) (1909–1982), US-amerikanischer Segler und Staatsbediensteter
- James Smith (Boxer) (* 1953), US-amerikanischer Boxer
- James Smith (Fußballspieler, 1985) (* 1985), englischer Fußballspieler
- James Alexander Smith (1881–1968), britischer Soldat
- James C. Smith (1923–2016), US-amerikanischer Generalmajor
- James Duncan Smith (1877–1934), US-amerikanischer Maler und Kunstlehrer
- James Edward Smith (Botaniker) (1759–1828), britischer Botaniker
- James Edward Smith (Politiker) (1831–1892), kanadischer Politiker, Bürgermeister von Toronto
- James Edward Smith (* 1950), US-amerikanischer Computerarchitekt, siehe James E. Smith
- James Francis Smith (1859–1928), US-amerikanischer Politiker, General und Richter
- James Henry Smith (1871–1940), britischer Maschinenbauingenieur
- James L. Smith III (* 1967), US-amerikanischer American-Football-Spieler
- James Leonard Brierley Smith (1897–1968), südafrikanischer Zoologe und Ichthyologe
- James McCune Smith (1813–1865), US-amerikanischer Arzt
- James Milton Smith (1823–1890), US-amerikanischer Militär und Politiker (Georgia)
- James Perrin Smith (1864–1931), US-amerikanischer Geologe und Paläontologe
- James Robert Smith (* 1957), US-amerikanischer Autor
- James Skivring Smith (1825–??), liberianischer Politiker, Präsident 1871/1872
- James Strudwick Smith (1787–1852), US-amerikanischer Politiker (North Carolina)
- James Stuart-Smith (1919–2013), britischer Jurist
- James Todd Smith, bekannt als LL Cool J (* 1968), US-amerikanischer Musiker
- James Vernon Smith (1926–1973), US-amerikanischer Politiker (Oklahoma)
- James Macaulay Smith (* 1931), US-amerikanischer Sportschütze
- James Wiley Smith, bekannt als Jimmy Snuka (1943–2017), fidschianischer Wrestler
- James Y. Smith (1809–1876), US-amerikanischer Politiker (Rhode Island)
- Jamie Smith (Schauspieler), Schauspieler
- Jamie Smith (Fußballspieler, 1974) (* 1974), englischer Fußballspieler
- Jamie Smith (Badminton), Badmintonspieler von der Insel Jersey
- Jamie Smith (Fußballspieler, 1980) (* 1980), schottischer Fußballspieler
- Jamie Smith, Geburtsname von Jamie xx (* 1988), englischer Musiker
- Jamie Smith (Fußballspieler, 1989) (* 1989), englischer Fußballspieler
- Jamie Smith (Cricketspieler) (* 2000), englischer Cricketspieler
- Jamie Renée Smith (* 1987), US-amerikanische Schauspielerin
- Jamil Walker Smith (* 1982), US-amerikanischer Schauspieler und Synchronsprecher
- Jane Parker-Smith (1950–2020), britische Organistin
- Janet Smith (Leichtathletin) (* 1968), britische Sprinterin
- Janet E. Smith (* 1950), US-amerikanische Altphilologin und Philosophin
- Janet L. Smith, US-amerikanische Biologin
- Janice Smith (1945–2022), US-amerikanische Eisschnellläuferin
- Jarrod Smith (* 1984), neuseeländischer Fußballspieler
- Jason Smith (Rugbyspieler) (* 1972), australischer Rugby-League-Spieler
- Jason Smith (Eishockeyspieler) (* 1973), kanadischer Eishockeyspieler
- Jason Smith (Basketballspieler, 1974) (* 1974), australischer Basketballspieler
- Jason Smith (Spezialeffektkünstler), Spezialeffektkünstler
- Jason Smith (Snowboarder) (* 1982), US-amerikanischer Snowboarder
- Jason Smith (Curler) (* 1983), US-amerikanischer Curler
- Jason Smith (Schauspieler) (* 1984), australischer Schauspieler
- Jason Smith (Basketballspieler, 1986) (* 1986), US-amerikanischer Basketballspieler
- Jason Smith (Snookerspieler), englischer Snookerspieler
- Jason Smith (Politiker) (* 1980), US-amerikanischer Politiker
- Jason Smith, eigentlicher Name von Phil the Agony, US-amerikanischer Rapper
- Jason Begg-Smith (* 1980), australischer Freestyle-Skier
- Jason Matthew Smith (Schauspieler) (* 1972), US-amerikanischer Schauspieler
- Jaune Quick-to-See Smith (1940–2025), amerikanische Künstlerin, Kuratorin und Aktivistin
- Javarian Smith (* 1996), US-amerikanischer American-Football-Spieler
- Javier Ortega Smith (* 1968), spanischer Politiker (Vox) und Rechtsanwalt
- Jaxon Smith-Njigba (* 2002), US-amerikanischer American-Football-Spieler
- Jay Smith (Skateboarder), Skateboarder der Bones Brigade
- Jay Smith (Programmierer), US-amerikanischer Spieleentwickler
- Jay Smith (Sänger) (* 1981), schwedischer Sänger und Gitarrist
- Jay R. Smith (1915–2002), US-amerikanischer Schauspieler
- Jaylon Smith (* 1995), US-amerikanischer American-Football-Spieler
- Jayne Smith, US-amerikanische Bodybuilderin und Schauspielerin
- Jean Kennedy Smith (1928–2020), US-amerikanische Diplomatin
- Jedediah Smith (1798–1831), US-amerikanischer Trapper, Scout und Pelzhändler
- Jedediah K. Smith (1770–1828), US-amerikanischer Politiker
- Jeff Smith (Boxer) (1891–1962), US-amerikanischer Boxer
- Jeff Smith (Fußballspieler, 1935) (Jeffrey Edward Smith; * 1935), englischer Fußballspieler
- Jeff Smith (Comiczeichner) (* 1960), US-amerikanischer Comiczeichner
- Jeff Smith (Dartspieler) (* 1975), kanadischer Dartspieler
- Jeff Smith (Fußballspieler, 1980) (Jeffrey Smith; * 1980), englischer Fußballspieler
- Jeff Smith (Footballspieler, 1997) (* 1997), US-amerikanischer American-Football-Spieler
- Jeffery Smith (Leichtathlet) (* 1943), sambischer Sprinter
- Jeffery Smith (Musiker) (1955–2012), US-amerikanischer Sänger
- Jeffrey Smith (Pokerspieler), US-amerikanischer Pokerspieler
- Jeffrey G. Smith (1921–2021), US-amerikanischer Generalleutnant
- Jeffrey H. Smith, US-amerikanischer Mathematiker
- Jeffrey R. Smith, kanadischer Schauspieler und Synchronsprecher
- Jennifer Smith (Sängerin) (* 1945), portugiesische Sängerin (Sopran)
- Jennifer Smith (Basketballspielerin) (* 1982), US-amerikanische Basketballspielerin
- Jennifer Smith (Tennisspielerin) (* 1993), britische Tennisspielerin
- Jennifer Schwalbach Smith (* 1971), US-amerikanische Schauspielerin, Regisseurin und Journalistin
- Jennifer E. Smith, US-amerikanische Schriftstellerin
- Jennifer M. Smith (* 1947), bermudische Politikerin
- Jeremiah Smith (Admiral) († 1675), englischer Admiral
- Jeremiah Smith (Politiker) (1759–1842), US-amerikanischer Politiker
- Jeremiah Smith (Jurist) (1837–1921), US-amerikanischer Jurist
- Jeremy Smith (Fußballspieler) (* 1971), englischer Fußballspieler
- Jeremy Smith (Rugbyspieler, 1980) (* 1980), neuseeländischer Rugby-League-Spieler
- Jeremy Smith (Rugbyspieler, 1981) (* 1981), neuseeländischer Rugby-League-Spieler
- Jeremy Smith (Eishockeyspieler) (* 1989), US-amerikanischer Eishockeytorwart
- Jeremy Smith, Geburtsname von Jeremy Irvine (* 1990), britischer Schauspieler
- Jermaine Smith (* 1979), jamaikanischer Tennisspieler
- Jerry Smith (Footballspieler) (Gerald Thomas Smith; 1943–1986), US-amerikanischer American-Football-Spieler
- Jerry Smith (Fußballspieler) (* 1972), niederländischer Fußballspieler
- Jerry Smith (Basketballspieler) (* 1987), US-amerikanischer Basketballspieler
- Jerry J. Smith (* 1978), Pseudonym der deutschen Schriftstellerin Anke John
- Jesse Smith (* 1983), US-amerikanischer Wasserballspieler
- Jessica Smith (Shorttrackerin) (* 1983), US-amerikanische Shorttrackerin und Inline-Speedskaterin
- Jessica Smith (Leichtathletin) (* 1989), kanadische Mittelstreckenläuferin
- Jessica Grace Smith (* 1985), neuseeländische Schauspielerin, Drehbuchautorin und Regisseurin
- Jessica Smith (Curlerin) (* 1997), neuseeländische Curlerin
- Jessie Willcox Smith (1863–1935), US-amerikanische Illustratorin
- Jim Smith (Footballspieler, 1887) (1887–??), australischer Australian-Football-Spieler
- Jim Smith (Fußballspieler, 1887) (1887–??) englischer Fußballspieler
- Jim Smith (Cricketspieler) (1906–1979), englischer Cricketspieler
- Jim Smith (Fußballspieler, 1908) (1908–1956), englischer Fußballspieler
- Jim Smith (Fußballspieler, 1920) (1920–??) englischer Fußballspieler
- Jim Smith (Politiker, 1935) (* 1935), kanadischer Politiker
- Jim Smith (Fußballspieler, 1937) (1937–2002), schottischer Fußballspieler
- Jim Smith (Fußballspieler, 1940) (1940–2019), englischer Fußballspieler und -trainer
- Jim Smith (Footballspieler, 1946) (* 1946), US-amerikanischer American-Football-Spieler
- Jim Smith (Leichtathlet) (* 1946), britischer Zehnkämpfer
- Jim Smith (Footballspieler, 1947) (* 1947), australischer Australian-Football-Spieler
- Jim Smith (Animator) (* 1954), US-amerikanischer Animator
- Jim Smith (Biologe) (James Cuthbert Smith; * 1954), britischer Biologe
- Jim Smith (Baseballspieler) (* 1954), US-amerikanischer Baseballspieler
- Jim Smith (Footballspieler, 1955) (* 1955), US-amerikanischer American-Football-Spieler
- Jim Smith (Basketballspieler) (* 1958), US-amerikanischer Basketballspieler
- Jim Smith (Politiker, 1959) (* 1959), US-amerikanischer Politiker
- Jim Smith (Motorsportler), US-amerikanischer Motocrossfahrer und Teambesitzer
- Jim Smith (Autor), britischer Autor
- Jim Field Smith (* 1979), britischer Regisseur, Produzent und Drehbuchautor
- Jim Ray Smith (* 1932), US-amerikanischer American-Football-Spieler
- Jimmie Smith (* 1938), US-amerikanischer Schlagzeuger
- Jimmy Smith (1928–2005), US-amerikanischer Jazz-Organist
- Jimmy Smith (Fußballspieler, 1889) (1889–1918), englischer Fußballspieler
- Jimmy Smith (Fußballspieler, 1901) (1901–1964), schottischer Fußballspieler
- Jimmy Smith (Fußballspieler, 1902) (1902–1975), schottischer Fußballspieler
- Jimmy Smith (Fußballspieler, 1911) (1911–2003), schottischer Fußballspieler
- Jimmy Smith (Fußballspieler, 1930) (1930–2022), englischer Fußballspieler
- Jimmy Smith (Footballspieler, 1945) (* 1945), US-amerikanischer American-Football-Spieler (Denver Broncos, Defensive Back)
- Jimmy Smith (Fußballspieler, 1947) (* 1947), schottischer Fußballspieler
- Jimmy Smith (Footballspieler, 1960) (* 1960), US-amerikanischer American-Football-Spieler (Los Angeles Raiders, Runningback)
- Jimmy Smith (Footballspieler, 1969) (* 1969), US-amerikanischer American-Football-Spieler (Jacksonville Jaguars, Wide Receiver)
- Jimmy Smith (Fußballspieler, 1969) (* 1969), schottischer Fußballspieler
- Jimmy Smith (Fußballspieler, 1987) (* 1987), englischer Fußballspieler
- Jimmy Smith (Footballspieler, 1988) (* 1988), US-amerikanischer American-Football-Spieler (Baltimore Ravens, Cornerback)
- Joan Miller Smith (* 1967), US-amerikanische Biathletin
- Joanna Murray-Smith (* 1962), australische Schriftstellerin
- Jocelyn B. Smith (* 1960), US-amerikanische Musikerin
- Jock Smith (Fußballspieler, 1893) (John Smith; 1893–1973), schottischer Fußballspieler
- Jodie Turner-Smith (* 1986), britische Schauspielerin und Model
- Joe Smith (Fußballspieler, 1881) (1881–1958), englischer Fußballspieler
- Joe Smith (Fußballspieler, 1886) (1886–1971), englischer Fußballspieler
- Joe Smith (Fußballspieler, 1887) (1887–??), englischer Fußballspieler
- Joe Smith (Fußballspieler, 1889–1916) (1889–1916), englischer Fußballspieler
- Joe Smith (Fußballspieler, 1889) (1889–1971), englischer Fußballspieler und -trainer
- Joe Smith (Fußballspieler, 1890) (1890–1956), englischer Fußballspieler
- Joe Smith (Jazzmusiker) (Joe „Fox“ Smith; 1902–1937), US-amerikanischer Jazzmusiker
- Joe Smith (Fußballspieler, 1908) (1908–1993), englischer Fußballspieler
- Joe Smith (Schlagzeuger) (* 1971), US-amerikanischer Jazzmusiker
- Joe Smith (Basketballspieler) (* 1975), US-amerikanischer Basketballspieler
- Joe Smith (Footballspieler) (* 1979), US-amerikanischer Canadian-Football-Spieler
- Joe Smith (Baseballspieler) (* 1984), US-amerikanischer Baseballspieler
- Joe Smith junior (* 1989), US-amerikanischer Boxer im Halbschwergewicht
- Joe L. Smith (1880–1962), US-amerikanischer Politiker
- Joe Troy Smith (* 1977), US-amerikanischer Basketballspieler
- Johan Oscar Smith (1871–1943), norwegischer Marineoffizier und Reformator
- Johann Smith (* 1987), US-amerikanischer Fußballspieler
- Johannes Jacobus Smith (1867–1947), niederländischer Botaniker
- John Smith (Abenteurer) (1580–1631), englischer Söldner und Abenteurer
- John Smith (Philosoph) (1616–1652), englischer Philosoph
- John Smith (Politiker, I) († 1663), amerikanischer Politiker, Gouverneur der Rhode Island Colony
- John Smith (Politiker, 1656) (1656–1723), englisch-britischer Politiker
- John Smith (Politiker, II), britischer Offizier und Politiker, Gouverneur von St. Helena
- John Smith (Politiker, um 1735) (um 1735–1824), US-amerikanischer Politiker (Ohio)
- John Smith (Politiker, 1750) (1750–1836), US-amerikanischer Politiker (Virginia)
- John Smith (Politiker, 1752) (1752–1816), US-amerikanischer Politiker (New York)
- John Smith (Politiker, 1754) (1754–1837), britischer General und Politiker, Gouverneur von Gibraltar
- John Smith (Politiker, 1767) (1767–1842), britischer Politiker
- John Smith (Architekt) (1781–1852), schottischer Architekt
- John Smith (Mormone) (1781–1854), US-amerikanischer Mormone
- John Smith (Kunsthändler) (1781–1855), britischer Kunsthändler
- John Smith (Politiker, 1789) (1789–1858), US-amerikanischer Politiker (Vermont)
- John Smith (Botaniker) (1798–1888), britischer Botaniker
- John Smith (Politiker, 1832) (1832–1910), US-amerikanischer Politiker (Illinois)
- John Smith (Fußballspieler, 1855) (1855–1934), schottischer Fußballspieler
- John Smith (Fußballspieler, 1865) (1865–1911), schottischer Fußballspieler
- John Smith (Fußballspieler, 1882) (1882–??), englischer Fußballspieler
- John Smith (Fußballspieler, 1895) (1895–1946), schottischer Fußballspieler
- John Smith (Rugbyspieler) (1926–2006), irischer Rugby-Union-Spieler
- John Smith (Fußballspieler, 1927) (1927–2000), englischer Fußballspieler
- John Smith, Baron Kirkhill (1930–2023), britischer Politiker (Labour Party)
- John Smith (Schauspieler) (1931–1995), US-amerikanischer Schauspieler
- John Smith (Politiker, 1938) (1938–1994), britischer Politiker (Labour Party)
- John Smith (Fußballspieler, 1939) (1939–1988), englischer Fußballspieler und -trainer
- John Smith (Leichtathlet) (* 1950), US-amerikanischer Leichtathlet und Leichtathletiktrainer
- John Smith (Ringer) (* 1965), US-amerikanischer Ringer
- John Smith (Ruderer) (* 1990), südafrikanischer Ruderer
- John Smith (Comicautor), britischer Comicautor
- John Smith (Filmeditor), US-amerikanischer Filmeditor
- John Prince-Smith (1809–1874), deutscher Volkswirt und Politiker (NLP), MdR
- John Somers-Smith (1887–1916), britischer Ruderer
- John Alexander Smith (Naturforscher) (1818–1883), schottischer Arzt, Zoologe und Archäologe
- John Alexander Smith (Philosoph) (1863–1939), britischer Philosoph
- John Allyn Smith, Geburtsname von John Berryman (1914–1972), US-amerikanischer Dichter und Hochschullehrer
- John Ambler Smith (1847–1892), US-amerikanischer Politiker (Virginia)
- John Armstrong Smith (1814–1892), US-amerikanischer Politiker (Ohio)
- John Bernhard Smith (1858–1912), US-amerikanischer Insektenforscher
- John Butler Smith (1838–1914), US-amerikanischer Politiker
- John Christopher Smith (geb. Johann Christoph Schmidt; 1712–1795), deutsch-britischer Komponist
- John Cotton Smith (1765–1845), US-amerikanischer Politiker (Connecticut)
- John David Smith (1899–1973), kanadischer Ruderer
- John Donnell Smith (1829–1928), US-amerikanischer Botaniker
- John Eric Smith (1934–1991), schottischer Fußballspieler, siehe Eric Smith (Fußballspieler, 1934)
- John Hope Smith, britischer Kolonialadministrator
- John Howard Smith, US-amerikanischer Mathematiker und Hochschullehrer
- John Hyatt Smith (1824–1886), US-amerikanischer Politiker (New York), siehe J. Hyatt Smith
- John Joseph Smith (1904–1980), US-amerikanischer Politiker (Connecticut), siehe J. Joseph Smith
- John Lawrence Smith (1818–1883), US-amerikanischer Chemiker und Mineraloge, siehe J. Lawrence Smith
- John Lee Smith (1894–1963), US-amerikanischer Politiker (Texas)
- John M. C. Smith (1853–1923), US-amerikanischer Politiker (Michigan)
- John Maynard Smith (1920–2004), britischer Biologe
- John Mortimer Fourette Smith (1935–2019), US-amerikanischer Geistlicher, Bischof von Trenton
- John N. Smith (* 1943), kanadischer Filmregisseur, Drehbuchautor und Filmproduzent
- John-Patrick Smith (* 1989), australischer Tennisspieler
- John Quincy Smith (1824–1901), US-amerikanischer Politiker (Ohio)
- John Raphael Smith (1751–1812), englischer Maler, Zeichner und Verleger
- John Rubens Smith (1775–1849), britisch-US-amerikanischer Maler und Grafiker
- John Speed Smith (1792–1854), US-amerikanischer Politiker (Kentucky)
- John Stafford Smith (1750–1836), britischer Komponist
- John T. Smith (1801–1864), US-amerikanischer Politiker (Pennsylvania)
- John Victor Smith, US-amerikanischer Filmeditor
- John W. Smith (1882–1942), US-amerikanischer Politiker
- John Walter Smith (1845–1925), US-amerikanischer Politiker (Maryland)
- Johnny Smith (1922–2013), US-amerikanischer Jazzmusiker
- Johnny Hammond Smith (1933–1997), US-amerikanischer Jazzmusiker
- Johnson Parker-Smith (1882–1926), britischer Lacrossespieler
- Jon Smith (* 1961), US-amerikanischer Ruderer
- Jonah Walker-Smith (1874–1964), britischer Politiker
- Jonathan Smith (Tennisspieler) (* 1955), britischer Tennisspieler
- Jonathan Smith (Autor) (* 1942), britischer Schriftsteller
- Jonathan Smith (Ruderer) (* 1992), südafrikanischer Ruderer
- Jonathan Bayard Smith (1742–1812), US-amerikanischer Politiker
- Jonathan Mortimer Smith, bekannt als Lil Jon (* 1971), US-amerikanischer Rapper und Musikproduzent
- Jonathan Scott Smith, siehe Jon Smith (* 1961), US-amerikanischer Ruderer
- Jonathan Riley-Smith (1938–2016), britischer Historiker
- Jonielle Smith (* 1996), jamaikanische Sprinterin
- Jonnu Smith (* 1995), US-amerikanischer American-Football-Spieler
- Jordan Smith (Sänger) (* 1993), US-amerikanischer Popsänger
- Jordan Smith (Fußballspieler, 1991) (* 1991), costa-ricanischer Fußballspieler
- Jordan Smith (Golfspieler) (* 1992), englischer Golfspieler
- Jordan Smith (Fußballspieler, 1994) (* 1994), englischer Fußballspieler
- Jordan Patrick Smith (* 1989), schottisch-australischer Schauspieler
- Jordy Smith (* 1988), südafrikanischer Surfer
- Jori Smith (1907–2005), kanadische Malerin und Zeichnerin
- Jorja Smith (* 1997), britische Sängerin
- Joseph Smith (Konsul) (1674?–1770), britischer Diplomat und Kunstsammler
- Joseph Smith (Generalmajor) (1732/33–1790), britischer Offizier
- Joseph Smith (1805–1844), Gründer und Prophet der Kirche Jesu Christi der Heiligen der Letzten Tage
- Joseph Smith III (1832–1914), erster Präsident der Gemeinschaft Christi
- Joseph Smith, Sr. (1771–1840), Vater des mormonischen Propheten Joseph Smith
- Joseph F. Smith (1838–1918), Prophet der Kirche Jesu Christi der Heiligen der Letzten Tage
- Joseph Fielding Smith (1876–1972), Präsident der Kirche Jesu Christi der Heiligen der Letzten Tage
- Joseph Francis Smith (1920–1999), US-amerikanischer Politiker
- Joseph Kingsbury-Smith (1908–1999), US-amerikanischer Journalist
- Joseph Showalter Smith (1824–1884), US-amerikanischer Politiker
- Josh Smith (Künstler) (* 1976), US-amerikanischer Künstler
- Josh Smith (Basketballspieler) (* 1985), US-amerikanischer Basketballspieler
- Josh Smith (Baseballspieler, 1987) (* 1987), US-amerikanischer Baseballspieler
- Josh Smith (Baseballspieler, 1989) (* 1989), US-amerikanischer Baseballspieler
- Joshua Smith (Fußballspieler) (* 1992), US-amerikanischer Fußballspieler
- Joshua Dunkley-Smith (* 1989), australischer Ruderer
- Josiah Smith (1738–1803), US-amerikanischer Politiker
- Joslyn Hoyte-Smith (* 1954), britische Leichtathletin
- Joyce Smith (* 1937), britische Leichtathletin
- Juan Smith (* 1981), südafrikanischer Rugbyspieler
- Juana María de los Dolores de León Smith (1798–1872), britische Ehefrau von General Harry Smith
- Judy Smith, Geburtsname von Judy Walker (* um 1940), australische Badmintonspielerin
- JuJu Smith-Schuster (* 1996), US-amerikanischer American-Football-Spieler
- Julia Smith (Regisseurin) (1927–1997), US-amerikanische Regisseurin
- Julia Smith (* 1955), britische Schriftstellerin; siehe Jonathan Wylie
- Julia Frances Smith (1905–1989), US-amerikanische Komponistin und Pianistin
- Julia David-Smith (* 2003), französisch-US-amerikanische Leichtathletin
- Julian Smith (Musiker), deutsch-amerikanischer Pop-Sänger
- Julian C. Smith (1885–1975), US-amerikanischer General
- Julian Horn-Smith (* 1948), britischer Geschäftsmann
- Julian Richard Smith (* 1971), britischer Politiker
- Julie Smith (Autorin) (* 1944), US-amerikanische Autorin
- Julie Smith (Softballspielerin) (* 1968), US-amerikanische Softballspielerin
- Julie Smith (Schauspielerin) (auch Julia Smith), britische Schauspielerin
- Julie Smith (Leichtathletin), australische Leichtathletin
- Julie Smith, Baroness Smith of Newnham (* 1969), britische Politologin
- Julie K. Smith (* 1967), US-amerikanische Schauspielerin deutscher Herkunft
- June Smith (1930–2016), australische Jazzsängerin
- Justice Smith (* 1995), US-amerikanischer Schauspieler
- Justin Smith (Rugbyspieler) (* 1977), australischer Rugbyspieler
- Justin Smith (Footballspieler) (* 1979), US-amerikanischer American-Football-Spieler
- Justin Smith (Schauspieler) (* 1980), US-amerikanischer Schauspieler
- Justin Smith (Pokerspieler) (* 1988), US-amerikanischer Pokerspieler
- Justin E. H. Smith (Justin Smith-Ruiu, Justin Erik Halldór Smith; * 1972), US-amerikanisch-kanadischer Wissenschaftshistoriker und -philosoph
- Justin Shirley-Smith, englischer Musikproduzent (Queen, Chris Rea)
- Justin Harvey Smith (1857–1930), US-amerikanischer Historiker
- Just Blaze (* 1978), US-amerikanischer Musikproduzent
- Justus Smith (1922–2013), US-amerikanischer Ruderer

### K
- Kaj Birket-Smith (1893–1977), dänischer Geograph und Ethnologe
- Karen Smith (* 1965), US-amerikanische Mathematikerin
- Karin Smith (* 1955), US-amerikanische Leichtathletin
- Karl Smith (Leichtathlet) (* 1959), jamaikanischer Hürdenläufer
- Karl U. Smith (1907–1994), US-amerikanischer Physiologe, Psychologe und Verhaltenskybernetiker
- Karryl Smith († 2011), US-amerikanische Musikerin
- Kasey Smith (* 1990), irische Popsängerin
- Kate Smith (1907–1986), US-amerikanische Sängerin
- Kate Wilson-Smith (* 1979), australische Badmintonspielerin
- Katherine Douglas Smith (1878– nach 1947), britische Suffragette
- Kathryn Smith, US-amerikanische American-Football-Trainerin
- Katie Smith (* 1974), US-amerikanische Basketballspielerin
- Kavan Smith (* 1970), kanadischer Schauspieler
- Keegan Smith (* 1998), US-amerikanischer Tennisspieler
- Keely Smith (1928–2017), US-amerikanische Sängerin
- Keely Shaye Smith (* 1963), US-amerikanische Journalistin, Moderatorin, Model und Schauspielerin
- Keith Smith (Schriftsteller) (1917–2011), australischer Schriftsteller und Journalist
- Keith Smith (Geograph) (1938–2019), britischer Geograph und Umweltwissenschaftler
- Keith Smith (Jazzmusiker) (1940–2008), britischer Trompeter, Sänger und Bandleader
- Keith Smith (Leichtathlet) (* 1964), Sprinter von den Amerikanischen Jungferninseln
- Keith Smith (Basketballspieler) (* 1964), US-amerikanischer Basketballspieler
- Keith Smith (Footballspieler) (* 1992), US-amerikanischer American-Football-Spieler
- Keith Macpherson Smith (1890–1955), australischer Militärpilot
- Keli Smith Puzo (auch Keli Smith-Puzo; * 1979), US-amerikanische Hockeyspielerin
- Keliza Smith (* 2003), guyanische Leichtathletin
- Kellita Smith (* 1969), US-amerikanische Schauspielerin und Model
- Kelly Smith (* 1978), englische Fußballspielerin
- Ken Smith (Rugbyspieler) (* 1929), schottischer Rugby-Union-Spieler
- Ken Smith (Schachspieler) (Kenneth Ray Smith; 1930–1999), US-amerikanischer Schach- und Pokerspieler
- Ken Smith (Autor) (1938–2003), britischer Dichter und Schriftsteller
- Ken Smith (Rennfahrer) (Kenneth James Smith; * 1942), neuseeländischer Automobilrennfahrer
- Ken Smith (Architekt) (* 1953), US-amerikanischer Architekt
- Ken Smith (Basketballspieler) (Kenneth Wayne Smith; * 1953), US-amerikanischer Basketballspieler
- Ken Smith (Baseballspieler) (Kenneth Earl Smith; * 1958), US-amerikanischer Baseballspieler
- Kendrick Smith, US-amerikanischer Kosmologe
- Kenneth Eugene Smith (1965–2024), US-amerikanischer Mörder
- Kenneth F. Smith, Spezialist für visuelle Effekte
- Kenneth J. Smith, US-amerikanischer Politiker
- Kenneth J. Smith Jr. (Speedy Smith; * 1993), US-amerikanischer Basketballspieler
- Kenny Smith (* 1965), US-amerikanischer Basketballspieler und Fernsehkommentator
- Kenny „Beedy Eyes“ Smith, US-amerikanischer Bluesmusiker, Songwriter und Produzent
- Kent Smith (1907–1985), US-amerikanischer Schauspieler
- Keri Smith, kanadische Autorin und Illustratorin
- Kerr Smith (Schauspieler) (* 1972), US-amerikanischer Schauspieler
- Kerr Smith (Fußballspieler) (* 2004), schottischer Fußballspieler
- Kerri Smith, kanadische Schauspielerin
- Kevin Smith (Segler) (* 1957), kanadischer Segler
- Kevin Smith, bürgerlicher Name von Lovebug Starski (1960–2018), US-amerikanischer DJ
- Kevin Smith (Schauspieler) (1963–2002), neuseeländischer Schauspieler
- Kevin Smith (Footballspieler, 1967) (* 1967), US-amerikanischer American-Football-Spieler (Defensive Back, Pittsburgh Steelers)
- Kevin Smith (Footballspieler, 1969) (* 1969), US-amerikanischer American-Football-Spieler (Tight End, Los Angeles Raiders)
- Kevin Smith (Spezialeffektkünstler) (* 1969), US-amerikanischer Spezialeffektkünstler
- Kevin Smith (* 1970), US-amerikanischer Regisseur
- Kevin Smith (Footballspieler, 1970) (* 1970), US-amerikanischer American-Football-Spieler (Cornerback, Dallas Cowboys)
- Kevin Smith (Footballspieler, 1986) (* 1986), US-amerikanischer American-Football-Spieler (Runningback, Detroit Lions)
- Kevin Smith (Fußballspieler, 1987) (* 1987), schottischer Fußballspieler
- Kevin Smith (Footballspieler, 1991) (* 1991), US-amerikanischer American-Football-Spieler (Wide Receiver, Seattle Seahawks)
- Khano Smith (* 1982), bermudischer Fußballspieler
- Kidder Smith (1913–1997), US-amerikanischer Architekt
- Kieran Smith (* 2000), US-amerikanischer Schwimmer
- Kieran Darcy-Smith (* 1965), australischer Schauspieler, Regisseur und Drehbuchautor
- Kiki Smith (* 1954), US-amerikanische Künstlerin
- Kim Smith (Model) (* 1983), US-amerikanisches Model
- Kim Smith (Basketballspielerin) (Kim Smith Gaucher; * 1984), US-amerikanische Basketballspielerin
- Kimberly Smith, bürgerlicher Name von Kim Wilde (* 1960), britische Sängerin
- Kimberley Smith (* 1981), neuseeländische Leichtathletin
- Kirby Flower Smith (1862–1918), US-amerikanischer Klassischer Philologe
- Kirsty Smith (* 1994), schottische Fußballspielerin
- Kurtwood Smith (* 1943), US-amerikanischer Schauspieler und Synchronsprecher
- Kwagga Smith (* 1993), südafrikanischer Rugby-Union-Spieler
- Ky Smith (* 2002), australischer Dartspieler
- Kyle Smith (Leichtathlet), neuseeländischer Leichtathlet
- Kyle Smith (Rennfahrer) (* 1991), britischer Motorradrennfahrer
- Kyle Smith (Triathlet) (* 1997), neuseeländischer Triathlet
- Kyle Smith (Curler) (* 1992), schottischer Curler

### L
- L. J. Smith (John Smith III; * 1980), US-amerikanischer American-Football-Spieler
- L. Neil Smith (1946–2021), US-amerikanischer Science-Fiction-Autor und politischer Aktivist
- LaDonna Smith (* 1951), US-amerikanische Musikerin
- Lamar S. Smith (* 1947), US-amerikanischer Politiker
- LaMont Smith (* 1972), US-amerikanischer Leichtathlet
- Lance L. Smith, US-amerikanischer General
- Lane Smith (Schauspieler) (1936–2005), US-amerikanischer Schauspieler
- Lane Smith (Illustrator) (* 1959), US-amerikanischer Autor und Illustrator
- Larkin I. Smith (1944–1989), US-amerikanischer Politiker
- Larrie Smith (* 1975), US-amerikanisch-luxemburgischer Basketballspieler
- Larry Smith (Autor) (* 1940), US-amerikanischer Journalist und Autor
- Larry Smith (Rennfahrer) (1942–1973), US-amerikanischer Rennfahrer
- Larry Smith (Saxophonist) (1943–2023), US-amerikanischer Jazz-Saxophonist
- Larry Smith (Schlagzeuger) (* 1944), britischer Schlagzeuger
- Larry Smith (Footballspieler) (* 1951); kanadischer Canadian-Football-Spieler und Politiker
- Larry Smith (Produzent) (1951–2014), US-amerikanischer Musiker und Produzent
- Larry Smith (Basketballspieler) (* 1958), US-amerikanischer Basketballspieler
- Larry Smith (Kameramann), britischer Kameramann
- Lars Olsson Smith (1836–1913), schwedischer Industrieller und Politiker
- Laura Smith (Sängerin, 1882) (1882–1932), US-amerikanische Bluessängerin
- Laura Smith (Sängerin, 1952) (1952–2020), kanadische Folksängerin
- Laura Smith (Politikerin, 1985) (* 1985), britische Politikerin (Labour Party), Member of Parliament
- Laura Smith (Politikerin, II), kanadische Politikerin (Progressive Conservative Party of Ontario)
- Laura Smith (Politikerin, III), US-amerikanische Politikerin (Democratic Party)
- Laura Smith Haviland (1808–1898), US-amerikanische Abolitionistin, Suffragette und Sozialreformerin
- Laura Kyrke-Smith (* 1983), britische Politikerin (Labour Party), Member of Parliament
- Laura Alexandrine Smith (1861–1902), britische Musikerin und Musikethnologin
- Laura-Lee Smith (* 1978), neuseeländische Tischtennisspielerin
- Lauren Smith (* 1991), englische Badmintonspielerin
- Lauren Spencer-Smith (* 2003), kanadische Sängerin
- Lauren Lee Smith (* 1980), kanadische Schauspielerin
- Laurence Grafftey-Smith (1892–1989), britischer Diplomat
- Laurence Harding-Smith (1929–2021), australischer Fechter
- Lawrence Smith (Fußballspieler) (1881–1912), englischer Fußballspieler
- Lawrence H. Smith (1892–1958), US-amerikanischer Politiker
- Lawrence J. Smith (* 1941), US-amerikanischer Politiker
- Lawrie Smith (* 1956), britischer Segler
- Leah Smith (* 1995), US-amerikanische Schwimmerin
- Leanne Smith (* 1987), US-amerikanische Skirennläuferin
- Lee Smith (Filmeditor) (* 1960), australischer Filmeditor
- Lee Smith (Footballspieler) (* 1987), US-amerikanischer American-Football-Spieler
- Lee Roy Smith (* 1958), US-amerikanischer Ringer
- Leigh Smith (Leichtathlet, 1981) (* 1981), US-amerikanischer Speerwerfer
- Leigh Smith (Leichtathlet, 1982) (* 1982), britischer Sprinter und Weitspringer
- Leland Smith (1925–2013), US-amerikanischer Komponist, Fagottist und Musikpädagoge
- Lendl Smith (* 1990), Tennisspieler aus Trinidad und Tobago
- Lenore Smith (* 1958), australische Schauspielerin
- Leo Smith (1881–1952), kanadischer Komponist, Cellist und Musikpädagoge
- Leo Richard Smith (1905–1963), US-amerikanischer Geistlicher, Bischof von Ogdensburg
- Leon Polk Smith (1906–1996), US-amerikanischer Maler
- Leonard Smith (1894–1947), US-amerikanischer Kameramann
- Leonard S. Smith (1932–2013), US-amerikanischer Historiker und Hochschullehrer
- Les Smith (Fußballspieler, 1920) (Leslie Smith; 1920–2001), englischer Fußballspieler
- Les Smith (Fußballspieler, 1921) (Leslie Smith; 1921–1993), englischer Fußballspieler
- Les Smith (Fußballspieler, 1927) (Leslie Joseph Smith; 1927–2008), englischer Fußballspieler
- Lesley Jane Smith (* 1956), britische Juristin
- Leslie Smith (Fußballspieler) (Leslie George Frederick Smith; 1918–1995), englischer Fußballspieler
- Leslie Smith (Unternehmer), (* 1918; † 2005), gemeinsam mit Rodney Smith Co-Erfinder der Matchbox-Autos
- Leslie Smith (Sänger) (* 1949), US-amerikanischer Sänger
- Leslie Smith (Skirennläuferin) (Leslie Lelete Smith; * 1958), US-amerikanische Skirennläuferin
- Lester Smith (Schwimmer) (1902–1957), US-amerikanischer Schwimmer
- Lester Smith (Spieleautor), US-amerikanischer Spieleautor
- Lewis Smith (* 1956), US-amerikanischer Schauspieler
- Lewis Smith (Fußballspieler) (* 2000), schottischer Fußballspieler
- Liam Smith (Boxer) (* 1988), britischer Boxer
- Liam Smith (Fußballspieler, 1995) (* 1996), englischer Fußballspieler
- Liam Smith (Fußballspieler, 1996) (* 1996), schottischer Fußballspieler
- Lillian Smith (Kunstschützin) (1871–1930), US-amerikanische Kunstschützin
- Lillian Smith (Schriftstellerin) (1897–1966), US-amerikanische Journalistin und Schriftstellerin
- Linda Smith (Politikerin) (* 1950), US-amerikanische Politikerin
- Linda Smith (Komikerin) (1958–2006), britische Komödiantin
- Linda Smith (Psychologin), US-amerikanische Psychologin
- Linda Catlin Smith (* 1957), kanadische Komponistin
- Linda E. Smith,  kanadische Schauspielerin und Synchronsprecherin
- Linda Somers Smith (* 1961), US-amerikanische Langstreckenläuferin
- Linda Tuhiwai Smith (* 1950), neuseeländische Pädagogin
- Linsey Smith (* 1995), englische Cricketspielerin
- Lionel Smith (Gouverneur) (1778–1842), britischer Diplomat und Gouverneur von Tobago, Jamaika und Mauritius
- Lionel Smith (Fußballspieler) (1920–1980), englischer Fußballspieler und -trainer
- Lionel Smith (Leichtathlet), neuseeländischer Hürdenläufer
- Lionel Mark Smith (1946–2008), US-amerikanischer Schauspieler
- Lisa-Anne Smith (* 1978), australische Sportschützin
- Lisa Jane Smith († 2025), US-amerikanische Jugendbuchautorin
- Liz Smith (Schauspielerin) (1921–2016), englische Schauspielerin
- Liz Smith (Journalistin) (1923–2017), US-amerikanische Kolumnistin
- Liz Smith (Fußballspielerin) (* 1975), kanadische Fußballspielerin
- Lloyd Smith (1914–1999), US-amerikanischer Jazzmusiker
- Logan Pearsall Smith (1865–1946), britisch-US-amerikanischer Schriftsteller
- Lois Smith (Lois Arlene Humbert; * 1930), US-amerikanische Schauspielerin
- Loma Smith (1913–2006), US-amerikanische Golf- und Badmintonspielerin
- Lonnie Smith (1942–2021), US-amerikanischer Jazz-Organist, siehe Dr. Lonnie Smith
- Lonnie Smith (Basketballspieler), US-amerikanischer Basketballspieler
- Lonnie Smith (Baseballspieler) (* 1955), US-amerikanischer Baseballspieler
- Lonnie Smith (Boxer) (* 1962), US-amerikanischer Boxer
- Lonnie Liston Smith (* 1940), US-amerikanischer Jazz-Pianist und -Keyboarder
- Lou Smith (1928–2007), US-amerikanischer Sänger
- Louis Smith (Politiker, 1830) (1830–1910), australischer Politiker
- Louis Smith (Politiker, 1879) (1879–1939), englischer Politiker
- Louis Smith (Musiker) (1931–2016), US-amerikanischer Jazz-Trompeter
- Louis Smith (Turner) (* 1989), britischer Turner
- Louis Carter Smith (1870–1961), britischer Bogenschütze und Historiker
- Louis Laybourne Smith (1880–1965), australischer Architekt
- Louise Smith (Rennfahrerin) (1916–2006), US-amerikanische Rennfahrerin
- Louise Smith (Schauspielerin), US-amerikanische Schauspielerin
- Louise Smith (Produzentin), australische Film- und Fernsehproduzentin
- Louise Aloys Smith (1917–1999), US-amerikanische Politikerin
- Luca Carrick-Smith (* 2005), britischer Skirennläufer
- Lucien Smith (* 1989), US-amerikanischer Künstler
- Lucky Blue Smith (* 1998), US-amerikanisches Model und Schauspieler
- Lucy Smith (Rechtswissenschaftlerin) (1934–2013), norwegische Rechtswissenschaftlerin und Hochschullehrerin
- Lucy Smith (Triathletin), kanadische Triathletin
- Lucy Mack Smith (1775–1856), Mutter des mormonischen Propheten Joseph Smith
- Luke Smith (Tennisspieler) (* 1976), australischer Tennisspieler
- Luke Smith (Volleyballspieler) (* 1990), australischer Volleyballspieler
- Luther Ely Smith (1873–1951), US-amerikanischer Rechtsanwalt
- Lyman Bradford Smith (1904–1997), US-amerikanischer Botaniker
- Lyndon A. Smith (1854–1918), US-amerikanischer Politiker

### M
- M. Hoke Smith (1855–1931), US-amerikanischer Politiker
- Mabel Smith (1917–1959), US-amerikanische Pop- und Jazzsängerin, siehe Faye Richmonde
- Mabel Constance Smith (1879–1947), englische Badmintonspielerin, siehe Mabel Hardy
- Mackenzie Brooke Smith (* 2001), US-amerikanische Schauspielerin und Model
- Madelaine Smith (* 1995), britische Skeletonpilotin
- Madeleine Smith (1835–1928), britische Angeklagte in einem Mordprozess
- Madeline Smith (* 1949), britisches Fotomodell und Schauspielerin
- Madison R. Smith (1850–1919), US-amerikanischer Politiker
- Madolyn Smith Osborne (* 1957), US-amerikanische Schauspielerin
- Maggie Smith (1934–2024), britische Schauspielerin
- Maggie Smith (Dichterin) (* 1977), US-amerikanische Dichterin, Schriftstellerin und Redakteurin
- Makyla Smith (* 1982), kanadische Schauspielerin
- Malcolm Smith (Politiker, 1856) (1856–1935), schottischer Politiker
- Malcolm Smith (Sänger) (* 1933), US-amerikanischer Sänger (Bass)
- Malcolm Smith (Rennfahrer) (* 1941), US-amerikanischer Motorradrennfahrer
- Malcolm Smith (Politiker, 1956) (* 1956), US-amerikanischer Politiker
- Malcolm Smith (Segler) (* 1959), bermudischer Segler
- Malcolm Smith (Kletterer) (* 1973), britischer Sportkletterer
- Malcolm Smith (Footballspieler) (* 1989), US-amerikanischer American-Football-Spieler
- Malcolm Arthur Smith (1875–1958), britischer Zoologe
- Malique Smith (* 1997), Leichtathlet von den amerikanischen Jungferninseln
- Mam Smith, US-amerikanische Schauspielerin, Stuntfrau und Intimitätskoordinatorin
- Mamie Smith (1883–1946), US-amerikanische Sängerin, Tänzerin, Pianistin und Schauspielerin
- Mandy Smith (* 1970), britisches Modell und Sängerin
- Mansfield Smith-Cumming (1859–1923), britischer Offizier und Geheimdienstmitarbeiter
- Marc Smith (* 1949), US-amerikanischer Dichter
- Marcus Smith (* 1999), englischer Rugby-Union-Spieler
- Marcus A. Smith (1851–1924), US-amerikanischer Politiker
- Margaret Smith (Krankenschwester), kanadische Krankenschwester
- Margaret Smith (Politikerin) (* 1961), schottische Politikerin
- Margaret Smith Court (* 1942), australische Tennisspielerin, siehe Margaret Court
- Margaret Chase Smith (1897–1995), US-amerikanische Politikerin
- Margaret Delacourt-Smith, Baroness Delacourt-Smith of Alteryn (1916–2010), britische Politikerin
- Margo Smith (1942–2024), US-amerikanische Countrymusikerin
- Maria Ann Smith (1799–1870), australisch-britische Landwirtin
- Marie Smith Jones (1918–2008), Vorsteherin der Eyak-Nation
- Marie-Josée Ta Lou-Smith (* 1988), ivorische Sprinterin
- Mark Smith (Tontechniker), US-amerikanischer Tontechniker
- Mark Smith (Ägyptologe) (* 1951), britischer Ägyptologe.
- Mark Smith (* 1952), britischer Schriftsteller, siehe Jonathan Wylie
- Mark Smith (Musikproduzent, I), Musikproduzent
- Mark Smith (Musiker, 1960) (Mark Alexander Smith; 1960–2009), britischer Musiker und Produzent
- Mark Smith (Fußballspieler, 1960) (* 1960), englischer Fußballspieler
- Mark Smith (Ingenieur) (* 1961), britischer Autokonstrukteur und Manager
- Mark Smith (Fußballspieler, 9. Oktober 1961) (* 1961), englischer Fußballspieler
- Mark Smith (Fußballspieler, 10. Oktober 1961) (* 1961), englischer Fußballspieler
- Mark Smith (Fußballspieler, Dezember 1961) (* 1961), englischer Fußballspieler
- Mark Smith (Fußballspieler, 1962) (* 1962), englischer Fußballspieler
- Mark Smith (Fußballspieler, 1963) (* 1963), englischer Fußballspieler
- Mark Smith (Fußballspieler, 1964) (* 1964), schottischer Fußballspieler
- Mark Smith (Musikproduzent, 1969) (Mark Anthony Robert Smith; * 1969), deutscher Musikproduzent
- Mark Smith (Fußballspieler, 1973) (* 1973), englischer Fußballspieler
- Mark Smith (Eishockeyspieler) (* 1977), kanadischer Eishockeyspieler
- Mark Smith (Fußballspieler, 1979) (* 1979), englischer Fußballspieler
- Mark Smith (Filmproduzent), Filmproduzent
- Mark Smith (Rugbyspieler) (* 1981), englischer Rugby-League-Spieler
- Mark Smith (Musiker, II), australischer Musiker
- Mark Smith (Basketballspieler) (* 1999), US-amerikanischer Basketballspieler
- Mark Smith (Snookerspieler), englischer Snookerspieler
- Mark Carleton-Smith (* 1964), britischer General
- Mark Coles Smith (* 1987), australischer Aborigine-Schauspieler, Sounddesigner, Tontechniker, Autor und Komponist
- Mark E. Smith (1957–2018), britischer Rocksänger
- Mark L. Smith (Mediziner), US-amerikanischer Mediziner
- Mark L. Smith (Drehbuchautor), US-amerikanischer Drehbuchautor
- Mark L. Smith (Musiker) (* 1994), US-amerikanischer Pianist
- Martha Smith (* 1952), US-amerikanisches Fotomodel und Schauspielerin
- Martin Smith (Schlagzeuger) (1946–1997), britischer Schlagzeuger
- Martin Smith (Filmemacher), US-amerikanischer Drehbuchautor, Produzent und Regisseur
- Martin Smith (Designer) (* 1949), britischer Automobildesigner
- Martin Smith (Schwimmer) (* 1958), britischer Schwimmer
- Martin Smith (Snookerspieler) (* 1961), englischer Snookerspieler
- Martin Smith (Musiker, 1970) (* 1970), britischer Musiker
- Martin Smith (Fußballspieler, 1974) (* 1974), englischer Fußballspieler
- Martin Smith (Fußballspieler, 1978) (* 1978), dänischer Fußballspieler
- Martin Cruz Smith (1942–2025), US-amerikanischer Schriftsteller
- Martin F. Smith (1891–1954), US-amerikanischer Politiker
- Martin Ferguson Smith (* 1940), irischer Altphilologe, Epigraphiker und Philosophiehistoriker
- Martin Wesley-Smith (1945–2019), australischer Komponist
- Marty Smith (* 1987), US-amerikanischer Biathlet
- Marvin Smitty Smith (* 1961), US-amerikanischer Jazzschlagzeuger
- Marvin „Boogaloo“ Smith (* 1948), US-amerikanischer Jazzschlagzeuger
- Mary Smith, britische Aufweckerin
- Mary E. Smith (Pseudonym Christine Faber; 1849–1918), US-amerikanische Schriftstellerin
- Mary Louise Smith (Politikerin) (1914–1997), US-amerikanische Politikerin und Frauenrechtlerin
- Mary Louise Smith (Bürgerrechtsaktivistin) (* 1937), eine US-amerikanische Bürgerrechtsaktivistin im Busboykott von Montgomery
- Matafetu Smith, niueanische Weberin
- Mathilda Smith (1854–1926), britische Illustratorin
- Matt Smith (Moderator) (* 1967), britischer Sportmoderator
- Matt Smith (Eishockeyspieler, 1976) (* 1976), kanadischer Eishockeyspieler
- Matt Smith (Politiker) (* 1978), australischer Politiker
- Matt Smith (Baseballspieler) (* 1979), US-amerikanischer Baseballspieler
- Matt Smith (Autor), britischer Comic-Autor
- Matt Smith (Fußballspieler, 1982) (* 1982), australischer Fußballspieler
- Matt Smith (Schauspieler) (* 1982), britischer Schauspieler
- Matt Smith (Eishockeyspieler, 1983) (* 1983), kanadischer Eishockeyspieler
- Matt Smith (Rugbyspieler, 1985) (* 1985), englischer Rugby-Union-Spieler
- Matt Smith (Rugbyspieler, 1987) (* 1987), englischer Rugby-League-Spieler
- Matt Smith (Fußballspieler, 1989) (* 1989), englischer Fußballspieler
- Matt Smith (Cricketspieler) (* 1990), englischer Cricketspieler
- Matt Smith (Rugbyspieler, 1996) (* 1996), schottischer Rugby-Union-Spieler
- Matthew Smith (Maler) (1879–1959), britischer Maler
- Matthew Smith (Schauspieler) (um 1904–1953), amerikanischer Schauspieler
- Matthew Smith (Spieleentwickler) (* 1966), britischer Spieleentwickler
- Matthew Smith (Politiker) (* 1972), amerikanischer Politiker (Pennsylvania)
- Matthew Smith (Fußballspieler, 1982) (* 1982), englisch-australischer Fußballspieler
- Matthew Smith (Badminton) (* 1983), englischer Badmintonspieler
- Matthew Smith (Fußballspieler, 1997) (* 1997), schottischer Fußballspieler
- Matthew Smith (Fußballspieler, 1999) (* 1999), englisch-walisischer Fußballspieler
- Matthew Hudson-Smith (* 1994), britischer Leichtathlet
- Matthew A. Smith (* 1967), englischer Badmintonspieler
- Matthew Dow Smith, amerikanischer Comic-Autor
- Maurice Smith (* 1980), jamaikanischer Leichtathlet
- Max Smith, Geburtsname von Max Romeo (1944–2025), jamaikanischer Sänger und Komponist
- May Abel Smith (1906–1994), Mitglied der britischen Königsfamilie
- Megan Smith (* 1964), US-amerikanische Ingenieurin und Managerin
- Mel Smith (1952–2013), britischer Komiker, Regisseur und Schauspieler
- Melancton Smith (1744–1798), US-amerikanischer Offizier, Händler und Politiker
- Melanie Smith (Reiterin) (Melanie Smith Taylor; * 1949), US-amerikanische Springreiterin
- Melanie Smith (Schauspielerin) (* 1962), US-amerikanische Schauspielerin
- Melanie Smith (Fotografin) (* 1965), britische Fotografin und Installationskünstlerin
- Melden E. Smith (1930–2007), US-amerikanischer Pilot
- Melvin Smith (* 1936), US-amerikanischer Sänger, Songwriter und Gitarrist
- Meriwether Smith (1730–1790), US-amerikanischer Politiker
- Michael Smith (Chemiker) (1932–2000), kanadischer Chemiker
- Michael Smith (Bischof) (* 1940), irischer Geistlicher, Bischof von Meath
- Michael Smith (Politiker) (* 1940), irischer Politiker
- Michael Smith (Rugbyspieler, 1947) (* 1947), englischer Rugby-League-Spieler
- Michael Smith (Künstler) (* 1951), US-amerikanischer Künstler und Hochschullehrer
- Michael Smith (Schiedsrichter) (* 1955), US-amerikanischer Basketballschiedsrichter
- Michael Smith (Unternehmer), südafrikanischer Unternehmer
- Michael Smith (Rugbyspieler, 1976) (* 1976), neuseeländischer Rugby-League-Spieler
- Michael Smith (Cricketspieler, 1980) (* 1980), südafrikanischer Cricketspieler
- Michael Smith (Fußballspieler, 1988) (* 1988), nordirischer Fußballspieler
- Michael Smith (Dartspieler) (* 1990), englischer Dartspieler
- Michael Smith (Fußballspieler, 1991) (* 1991), englischer Fußballspieler
- Michael Smith (Rugbyspieler, 1998) (* 1998), kanadischer Rugby-Union-Spieler
- Michael Bailey Smith (* 1957), US-amerikanischer Schauspieler
- Michael Charles Smith (* 1961), US-amerikanischer Politiker (Republikaner)
- Michael H. Smith (Michael Howard Smith; 1938–2017), US-amerikanischer Ökologe
- Michael Hoke Smith (1855–1931), US-amerikanischer Politiker (Demokratische Partei), siehe M. Hoke Smith
- Michael J. Smith (Cricketspieler, 1942) (Michael John Smith; 1942–2004), englischer Cricketspieler
- Michael J. Smith (Basketballspieler, 1965) (Michael John Smith; * 1965), US-amerikanischer Basketballspieler und Fernsehkommentator
- Michael J. Smith (Basketballspieler, 1972) (Michael John Smith, The Animal; * 1972), US-amerikanischer Basketballspieler
- Michael John Smith (1945–1986), US-amerikanischer Astronaut
- Michael Joseph Smith (* 1938), US-amerikanischer Pianist und Komponist
- Michael Marshall Smith (* 1965), englischer Schriftsteller und Drehbuchautor
- Michael W. Smith (* 1957), US-amerikanischer Sänger und Songschreiber
- Michael Wesley-Smith (* 1983), neuseeländischer Schauspieler
- Michaela Smith (* 1970), australische Badmintonspielerin
- Michele Smith, US-amerikanische Schauspielerin und Model
- Michele Smith (Softballspielerin) (* 1967), US-amerikanische Softballspielerin
- Michelle Smith (* 1969), irische Schwimmerin
- Michelle Smith (Leichtathletin) (* 2006), Leichtathletin von den amerikanischen Jungferninseln

- Mike Smith (Fußballspieler, 1923) (1923–2010), schottischer Fußballspieler
- Mike Smith (Cricketspieler, 1933) (* 1933), englischer Cricketspieler
- Mike Smith (Fußballspieler, 1935) (1935–2013), englischer Fußballspieler
- Mike Smith (Fußballtrainer) (1937–2021), englischer Fußballtrainer
- Mike Smith (Cricketspieler, 1942) (1942–2004), englischer Cricketspieler
- Mike Smith (Sänger) (1943–2008), britischer Popsänger
- Mike Smith (Eishockeyfunktionär) (* 1945), US-amerikanischer Eishockeyfunktionär
- Mike Smith (Moderator) (1955–2014), britischer Hörfunk- und Fernsehmoderator
- Mike Smith (Saxophonist) (* 1957), US-amerikanischer Jazzmusiker und Hochschullehrer
- Mike Smith (Rugbyspieler) (* 1958), englischer Rugby-League-Spieler
- Mike Smith (Footballtrainer) (* 1959), US-amerikanischer American-Football-Trainer
- Mike Smith (Basketballspieler, 1963) (* 1963), US-amerikanischer Basketballspieler
- Mike Smith (Basketballtrainer) (* 1965), US-amerikanischer Basketballtrainer
- Mike Smith (Cricketspieler, 1966) (* 1966), schottischer Cricketspieler
- Mike Smith (Cricketspieler, 1967) (* 1967), englischer Cricketspieler
- Mike Smith (Leichtathlet) (* 1967), kanadischer Zehnkämpfer
- Mike Smith (Fußballspieler, 1968) (* 1968), englischer Fußballspieler
- Mike Smith (Schlagzeuger) (* 1970), US-amerikanischer Schlagzeuger
- Mike Smith (Cricketspieler, 1973) (* 1973), australischer Cricketspieler
- Mike Smith (Fußballspieler, 1973) (* 1973), englischer Fußballspieler
- Mike Smith (Basketballspieler, 1976) (* 1976), US-amerikanischer Basketballspieler
- Mike Smith (Eishockeyspieler) (* 1982), kanadischer Eishockeytorwart
- Mike Smith (Basketballspieler, 1987) (* 1987), US-amerikanischer Basketballspieler
- Mike Smith (Snookerspieler), englischer Snookerspieler
- Mike Smith (Tennisspieler) (* 1962), US-amerikanischer Tennisspieler
- Mike Prestwood Smith, Tontechniker
- Mildred Joanne Smith († 2015), US-amerikanische Schauspielerin
- Miles Smith (Bischof) (1554–1624), englischer Theologe und Geistlicher, Bischof von Gloucester
- Miles Smith (Leichtathlet) (* 1984), US-amerikanischer Leichtathlet
- Miriam Smith (Schwimmerin) (* 1958), US-amerikanische Schwimmerin
- Miriam Smith (Politikwissenschaftlerin) (* 1960), kanadische Politikwissenschaftlerin
- Miriama Smith (* 1976), neuseeländische Schauspielerin
- Molly Smith (* 1973), US-amerikanische Filmproduzentin
- Molly Thompson-Smith (* 1997), britische Sportkletterin
- Montague Bentley Talbot Paske Smith (1886–1946), britischer Diplomat
- Morris Eugene Smith (1912–2005), US-amerikanischer Tennisspieler
- Morton Smith (1915–1991), US-amerikanischer Historiker, Theologe und Hochschullehrer
- Munroe Smith (1854–1926), US-amerikanischer Jurist und Historiker
- Murvin Junior Smith, eigentlicher Name von Junior Murvin (1946–2013), jamaikanischer Reggaemusiker
- Myles Smith (* 1998), britischer Singer-Songwriter
- Myrna Smith (1941–2010), US-amerikanische Sängerin und Songwriterin
- Mysterious Billy Smith (1871–1937), kanadischer Boxer

### N
- NaLyssa Smith (* 2000), US-amerikanische Basketballspielerin
- Nana Smith (* 1971), japanisch-US-amerikanische Tennisspielerin
- Nara Smith (* 2001), deutsches Model und Influencerin
- Nate Smith (Sänger)  (* 1985), US-amerikanischer Countrysänger
- Nate Smith (Schlagzeuger) (* 1974), US-amerikanischer Jazzschlagzeuger
- Nathan Smith (Mediziner) (1762–1829), US-amerikanischer Mediziner und Erzieher
- Nathan Smith (Politiker) (1770–1835), US-amerikanischer Politiker (Connecticut)
- Nathan Smith (General), US-amerikanischer General
- Nathan Smith (Tennisspieler) (fl. 1904), US-amerikanischer Tennisspieler
- Nathan Smith (Radsportler) (* 1976), neuseeländischer Radsportler
- Nathan Smith (Eishockeyspieler, 1982) (* 1982), kanadischer Eishockeyspieler
- Nathan Smith (Biathlet) (* 1985), kanadischer Biathlet
- Nathan Smith (Fußballspieler, 1987) (* 1987), englisch-jamaikanisch Fußballspieler
- Nathan Smith (Fußballspieler, 1994) (* 1994), US-amerikanischer Fußballspieler
- Nathan Smith (Fußballspieler, 1996) (* 1996), englischer Fußballspieler
- Nathan Smith (Eishockeyspieler, 1998) (* 1998), US-amerikanischer Eishockeyspieler
- Nathan Smith (* 1989), bürgerlicher Name von Nathan Sharp, US-amerikanischer Webvideoproduzent
- Nathan D. Smith, US-amerikanischer Paläontologe
- Nathan Lloyd Smith (1975–2002), kanadischer Soldat
- Nathaniel Smith (1762–1822), US-amerikanischer Politiker
- Nathaniel W. Smith (1873–1957), US-amerikanischer Politiker
- Neal Smith (Schlagzeuger) (* 1947), US-amerikanischer Schlagzeuger
- Neal Smith (Jazzmusiker) (* um 1975), US-amerikanischer Jazz-Schlagzeuger und Hochschullehrer
- Neal Edward Smith (1920–2021), US-amerikanischer Politiker (Iowa)
- Neil Smith (Linguist) (* 1939), britischer Linguist
- Neil Smith (Cricketspieler, 1949) (1949–2003), englischer Cricketspieler
- Neil Smith (Bassist) (1953–2013), australischer Musiker
- Neil Smith (Geograph) (1954–2012), britisch-US-amerikanischer Geograph und Anthropologe
- Neil Smith (Eishockeyspieler) (* 1955), US-amerikanischer Eishockeyspieler und -manager
- Neil Smith (Schriftsteller) (* 1964), kanadischer Schriftsteller
- Neil Smith (Footballspieler) (* 1966), US-amerikanischer American-Football-Spieler
- Neil Smith (Cricketspieler, 1967) (* 1967), englischer Cricketspieler
- Neil Smith (Fußballspieler, 1970) (* 1970), englischer Fußballspieler
- Neil Smith (Fußballspieler, 1971) (* 1971), englischer Fußballspieler
- Nelie Smith (1934–2016), südafrikanischer Rugby-Union-Spieler
- Nels H. Smith (1884–1976), US-amerikanischer Politiker
- Neville V. Smith (1942–2006), britischer Physiker
- Nicholas Smith (1934–2015), britischer Schauspieler
- Nick Smith (Politiker, 1934) (* 1934), US-amerikanischer Politiker
- Nick Smith (Politiker, 1960) (* 1960), britischer Politiker
- Nick Smith (Politiker, 1964) (* 1964), neuseeländischer Politiker
- Nick Smith (Kanute) (* 1969), britischer Kanute
- Nick Smith (Eishockeyspieler) (* 1979), kanadischer Eishockeyspieler
- Nick Smith (Snookerspieler), englischer Snookerspieler
- Nick Glennie-Smith (* 1951), britischer Filmmusikkomponist
- Nicky Smith (* 1994), walisischer Rugby-Union-Spieler
- Nico Smith (1929–2010), südafrikanischer Theologe
- Nigel Smith (Rennfahrer) (* 1951), britischer Automobilrennfahrer
- Nigel Smith (Skirennläufer) (* 1964), britischer Skirennläufer
- Nina Smith (* 1955), dänische Ökonomin und Hochschullehrerin
- Nina Jobst-Smith (* 2001), deutsch-kanadische Eishockeyspielerin
- Nivea Smith (* 1990), bahamaische Sprinterin
- Noah Olivier Smith (* 2000), US-amerikanischer Rapper, Singer-Songwriter und Musikproduzent, siehe Yeat
- Noah Smith (1800–1868), US-amerikanischer Anwalt und Politiker
- Noel Mason Smith (1895–1955), US-amerikanischer Regisseur
- Nolan Smith (Footballspieler) (* 2001), US-amerikanischer American-Football-Spieler
- Norman Smith (1923–2008), britischer Tontechniker und Musikproduzent
- Norman Smith (Politiker) (1890–1962), britischer Politiker (Labour Party)
- Norman Smith (Fußballspieler, September 1897) (1897–1978), englischer Fußballspieler
- Norman Smith (Fußballspieler, Dezember 1897) (1897–1978), englischer Fußballspieler und -trainer
- Norman Smith (Fußballspieler, 1919) (1919–2010), englischer Fußballspieler
- Norman Smith (Fußballspieler, 1924) (1924–2000), englischer Fußballspieler
- Norman Smith (Fußballspieler, 1925) (1925–1990), englischer Fußballspieler
- Norman Smith (Fußballspieler, 1928) (1928–2003), englischer Fußballspieler
- Norman Smith (Fußballspieler, 1982) (* 1982), südafrikanischer Fußballspieler
- Norman Kemp Smith (1872–1958), schottischer Philosoph
- Normie Smith (Norman Eugene Smith; 1908–1988), kanadischer Eishockeytorhüter

### O
- O. C. Smith (1932–2001), US-amerikanischer Sänger
- Oberlin Smith (1840–1926), US-amerikanischer Unternehmer und Erfinder
- O’Brien Smith (um 1756–1811), US-amerikanischer Politiker
- Oliver Smith (Szenenbildner) (1918–1994), US-amerikanischer Szenenbildner
- Oliver Smith (Schauspieler), Schauspieler
- Oliver Smith (Fußballtrainer) (* 1960), Fußballtrainer von den Turks- und Caicosinseln
- Oliver Smith (Musiker), britischer Musiker, DJ und Produzent
- Oliver Perry-Smith (1884–1969), US-amerikanischer Bergsteiger und Skisportler
- Oliver H. Smith (1794–1859), US-amerikanischer Politiker
- Olivia Smith (Schachspielerin) (* 1987), walisische Schachspielerin
- Olivia Smith (Fußballspielerin) (* 2004), kanadische Fußballspielerin
- Ollie Smith (* 1982), englischer Rugby-Union-Spieler
- Oluseyi Smith (* 1987), kanadischer Bobfahrer
- Oramandal Smith (1832–1915), US-amerikanischer Lehrer und Politiker
- Orin C. Smith (1942–2018), US-amerikanischer Manager
- Orlando Smith (* 1944), britischer Politiker
- Otis Smith (Basketballspieler) (* 1964), US-amerikanischer Basketballspieler
- Otis Smith (Tennisspieler) (* 1965), US-amerikanischer Tennisspieler
- Otis Smith (Footballspieler) (* 1965), US-amerikanischer American-Football-Spieler und -Trainer
- Owen Smith (* 1970), britischer Politiker (Labour)
- Owen Smith (Leichtathlet) (* 1994), britischer Leichtathlet
- Ozzie Smith (* 1954), US-amerikanischer Baseballspieler

### P
- Pamela Colman Smith (1878–1951), US-amerikanische Künstlerin und Autorin
- Pamela H. Smith (* 1957), Wissenschaftshistorikerin
- Pamela Margaret Elizabeth Smith (1915–1982), britische Salonnière
- Paris Smith (* 2000), US-amerikanische Schauspielerin
- Patricia Smith (Schauspielerin) (1930–2011), US-amerikanische Schauspielerin
- Patricia Smith (Anthropologin) (* 1936), britische Biologin und Anthropologin
- Patricia Smith (Autorin) (* 1955), US-amerikanische Journalistin, Dichterin, Schriftstellerin und Hochschullehrerin
- Patricia Hornsby-Smith, Baroness Hornsby-Smith (1914–1985), britische Politikerin
- Patricia Catherine Smith (* 1957), kanadische Ruderin und Sportfunktionärin, siehe Tricia Smith
- Patricia Lee Smith (* 1946), US-amerikanische Lyrikerin, Musikerin, Fotografin und Malerin, siehe Patti Smith
- Patrick Smith (1901–1982), irischer Politiker
- Patrick Smith (Schiedsrichter) (1923–2009), englisch-US-amerikanischer Amateurfußballspieler, -trainer und Fußballschiedsrichter
- Patti Smith (* 1946), US-amerikanische Rockmusikerin
- Paul Smith (Künstler) (1921–2007), US-amerikanischer Künstler
- Paul Smith (Pianist) (1922–2013), US-amerikanischer Jazz-Pianist
- Paul Smith (Schauspieler) (1929–2006), US-amerikanischer Schauspieler
- Paul Smith (Designer) (* 1946), englischer Modedesigner
- Paul Smith (Rennfahrer) (* 1955), ehemaliger englischer Automobilrennfahrer und Inhaber eines Reifenhandels in Birmingham
- Paul Smith (Bischof) (* 1962), Bischof der Lutherischen Kirche Australiens
- Paul Smith (Fußballspieler, 1962) (* 1962), schottischer Fußballspieler und -trainer
- Paul Smith (Fußballspieler, 1964) (* 1964), englischer Fußballspieler
- Paul Smith (Fußballspieler, 1971) (* 1967), englischer Fußballspieler
- Paul Smith (Fußballspieler, 1979) (* 1979), englischer Fußballspieler
- Paul Smith (* 1979), englischer Musiker, Sänger von Maxïmo Park
- Paul Smith (Boxer) (* 1982), englischer Boxer
- Paul Smith (Fußballspieler, 1991) (* 1991), englischer Fußballspieler
- Paul Smith (Snookerspieler), englischer Snookerspieler
- Paul Samwell-Smith (* 1943), britischer Musiker und Produzent
- Paul Jordan-Smith (1885–1971), US-amerikanischer Geistlicher, Journalist und Publizist
- Paul A. Smith (1900–1980), US-amerikanischer Mathematiker
- Paul Girard Smith (1894–1968), US-amerikanischer Drehbuchautor
- Paul J. Smith (1906–1985), US-amerikanischer Komponist und Dirigent
- Paul L. Smith (1936–2012), US-amerikanisch-israelischer Schauspieler
- Paul Ray Smith (1969–2003), US-amerikanischer Soldat
- Paul Reed Smith (* 1956), US-amerikanischer Gitarrenbauer und Unternehmer
- Paula Smith (* 1957), US-amerikanische Tennisspielerin
- Pauline Smith (1882–1959), südafrikanische Schriftstellerin
- Pennie Smith (* um 1949), britische Konzertfotografin
- Penny Smith (* 1995), australische Sportschützin
- Percey F. Smith (1867–1956), US-amerikanischer Mathematiker
- Percy Smith (Fußballspieler) (1880–1959), englischer Fußballspieler und -trainer
- Perry Smith (Politiker) (1783–1852), US-amerikanischer Politiker
- Perry Smith (Mörder) (1928–1965), US-amerikanischer Mörder
- Perry Smith (Nordischer Kombinierer), US-amerikanischer Nordischer Kombinierer
- Perry Smith (Footballspieler) (* 1951), US-amerikanischer American-Football-Spieler
- Persifor Frazer Smith (1798–1858), US-amerikanischer Offizier und Militärgouverneur
- Pete Smith (Filmproduzent) (1892–1979), US-amerikanischer Filmproduzent
- Pete Smith (Baseballspieler, 1940) (* 1940), US-amerikanischer Baseballspieler
- Pete Smith (Tontechniker), australischer Tontechniker
- Pete Smith (Autor) (* 1960), deutscher Schriftsteller
- Pete Smith (Schauspieler) (1958–2022), neuseeländischer Schauspieler
- Pete Smith (Baseballspieler, 1966) (* 1966), US-amerikanischer Baseballspieler
- Peter Smith (Cricketspieler, 1908) (1908–1967), englischer Cricketspieler
- Peter Smith (Architekturhistoriker) (1926–2013), britischer Architekturhistoriker
- Peter Smith (Cricketspieler, 1934) (* 1934), englischer Cricketspieler
- Peter Smith (Cricketspieler, 1935) (1935–2013), neuseeländischer Cricketspieler
- Peter Smith (Physiker), US-amerikanischer Physiker, Planetologe und Hochschullehrer
- Peter Smith (Radsportler, 1944) (1944–2021), britischer Radsportler
- Peter Smith (Cricketspieler, 1944) (1944–2024), englischer Cricketspieler
- Peter Smith, Baron Smith of Leigh (1945–2021), britischer Politiker (Labour Party)
- Peter Smith (Curler) (* 1964), schottischer Curler
- Peter Smith (Cricketspieler, 1968) (* 1968), australischer Cricketspieler
- Peter Smith (Radsportler, 1987) (* 1987), australischer Radsportler
- Peter Bassett-Smith (1911–2011), australischer Kameramann
- Peter Wesley-Smith (* 1945), australischer Juraprofessor und Autor
- Peter A. Smith (* 1963), englischer Badmintonspieler
- Peter David Smith (1943–2020), britischer Geistlicher, Erzbischof von Southwark
- Peter F. Smith (Peter Frederick Smith; 1930–2019), britischer Architekturtheoretiker
- Peter G. Smith (* 1942), britischer Epidemiologe und Hochschullehrer
- Peter H. Smith (* 1940), US-amerikanischer Politikwissenschaftler
- Peter Leslie Smith (* 1958), Weihbischof in Portland in Oregon
- Peter Plympton Smith (* 1945), US-amerikanischer Politiker
- Peter Purves Smith (1912–1949), australischer Maler und Buchautor,
- Peyton Alex Smith (* 1994), US-amerikanischer Schauspieler und Rapper
- Philip Smith (Fußballspieler) (1885–1918), englischer Fußballspieler
- Philip Smith (Rugbyspieler) (1946–2010), australischer Rugby-Union-Spieler
- Philip Smith (Badminton) (* um 1950), englischer Badmintonspieler
- Philip Smith (Maler) (* 1952), US-amerikanischer Maler
- Philip Smith (Trompeter) (* 1952), US-amerikanischer Trompeter
- Philip Smith (Pianist), britischer Pianist
- Philip Smith (Informatiker), britischer Informatiker
- Philip Smith (Regisseur), britischer Filmregisseur, Drehbuchautor und Produzent
- Philip Francis Smith (1924–2002), US-amerikanischer Geistlicher, Erzbischof von Cotabato
- Philip W. Smith (1921–1986), US-amerikanischer Zoologe
- Phillip Smith (1905–1987), US-amerikanischer Ingenieur
- Phylis Smith (* 1965), britische Leichtathletin
- Phyllis Smith (Schauspielerin) (* 1951), US-amerikanische Schauspielerin und Besetzungsregisseurin
- Phyllis Barclay-Smith (1902–1980), britische Verwalterin, Ornithologin, Naturschützerin und Übersetzerin
- Preston Smith (1912–2003), US-amerikanischer Politiker
- Preston Smith (Footballspieler) (* 1992), US-amerikanischer American-Football-Spieler
- Priscilla Kincaid-Smith (1926–2015), südafrikanisch-australische Medizinerin
- Putter Smith (* 1941), US-amerikanischer Jazzbassist und Schauspieler

### Q
- Queenie Smith (1898–1978), US-amerikanische Schauspielerin
- Quentin Smith (1952–2020), US-amerikanischer Philosoph

### R
- R. R. R. Smith (* 1954), britischer Archäologe
- Rab Smith (* 1948), schottischer Dartspieler
- Rachel Smith (* 1985), US-amerikanisches Model
- Rachel Smith (Leichtathletin) (* 1991), US-amerikanische Leichtathletin
- Rachele Brooke Smith (* 1987), US-amerikanische Schauspielerin und Tänzerin
- Rachelle Smith (Fußballspielerin) (Rachelle Rebecca Smith; * 1996), jamaikanische Fußballspielerin
- Rachelle Boone-Smith (* 1981), US-amerikanische Leichtathletin
- Rahsaan Smith (* 1973), US-amerikanischer Basketballspieler
- Rainbeaux Smith (1955–2002), US-amerikanische Schauspielerin und Musikerin
- Ralph Emeric Kashope Taylor-Smith (1924–1986), sierra-leonischer Diplomat
- Ralph Tyler Smith (1915–1972), US-amerikanischer Politiker
- Randy Smith (Basketballspieler) (1948–2009), US-amerikanischer Basketballspieler
- Randy Smith (Baseballfunktionär) (* 1963), US-amerikanischer Baseballfunktionär
- Randy Smith (Eishockeyspieler) (* 1965), kanadischer Eishockeyspieler und -trainer
- Randy Smith (Spieleentwickler) (* 1974), US-amerikanischer Spieleentwickler und Manager
- Rankin M. Smith Sr. (1925–1997), US-amerikanischer Versicherungsunternehmer
- Rashad Smith (* 1972), US-amerikanischer Musikproduzent
- Rata Lovell-Smith (1894–1969), neuseeländische Lehrerin, Kunstlehrerin und Malerin
- Ray Smith (Sänger, 1918) (1918–1979), US-amerikanischer Country-Sänger
- Ray Smith (Leichtathlet) (Raymond Charles Smith; 1929–2010), australischer Geher
- Ray Smith (Fußballspieler, 1929) (Raymond Scorer Smith; 1929–2017), englischer Fußballspieler
- Ray Smith (Fußballspieler, 1934) (Harold Raymond Smith; * 1934), englischer Fußballspieler
- Ray Smith (Sänger, 1934) (Raymond Eugene Smith; 1934–1979), US-amerikanischer Rockabilly-Sänger aus Kentucky
- Ray Smith (Schauspieler) (1936–1991), britischer Schauspieler
- Ray Smith (Schriftsteller) (* 1941), kanadischer Schriftsteller
- Ray Smith (Fußballspieler, 1943) (Raymond James Smith; * 1943), englischer Fußballspieler
- Ray Smith (Fußballspieler, 1950) (Raymond Smith; * 1950), nordirischer Fußballspieler
- Ray Smith (Sänger, Oklahoma) (David Ray Smith; † 1997), US-amerikanischer Rockabilly-Sänger aus Oklahoma
- Ray Smith (Künstler) (* 1959), US-amerikanischer Bildender Künstler
- Ray Smith (Entomologe), US-amerikanischer Entomologe
- Raymond Smith (Dartspieler) (* 1979), australischer Dartspieler
- Raymond Smith (Leichtathlet, 1992) (* 1992), australischer Hürdenläufer
- Raymond Etherington-Smith (1877–1913), britischer Ruderer
- Raymond Smith Dugan (1878–1940), US-amerikanischer Astronom
- Rebecca Smith (Journalistin), US-amerikanische Journalistin
- Rebecca Smith (Fußballspielerin) (* 1981), neuseeländische Fußballspielerin
- Rebecca Smith (Schwimmerin) (* 2000), kanadische Schwimmerin
- Rebecca Dyson-Smith (* 1993), britisch-deutsche Schauspielerin
- Rebecca Beach Smith (* 1949), US-amerikanische Richterin
- Rebecca Carlene Smith, Geburtsname von Carlene Carter (* 1955), US-amerikanische Countrysängerin
- Red Smith, US-amerikanischer Musiker und DJ
- Regan Smith (Rennfahrer) (* 1983), US-amerikanischer Autorennfahrer
- Regan Smith (Schwimmerin) (* 2002), US-amerikanische Schwimmerin
- Reggie Smith (Fußballspieler) (James Christopher Reginald Smith, auch Reg Smith; 1912–2004), englischer Fußballspieler und -trainer
- Reggie Smith (Baseballspieler) (Carl Reginald Smith; * 1945), US-amerikanischer Baseballspieler und -trainer
- Reggie Smith (Rennfahrer), US-amerikanischer Automobilrennfahrer
- Reggie Smith (Basketballspieler) (Reginald D. Smith; * 1970), US-amerikanischer Basketballspieler
- Reggie Smith (Footballspieler, 1986) (Reginald Smith, Jr.; * 1986), US-amerikanischer American-Football-Spieler
- Reggie L. Smith (* 1962), US-amerikanischer American-Football-Spieler und -Funktionär

- Reginald Smith (1855–1925), Maler aus dem Süden Englands
- Reginald Dorman-Smith (1899–1977), britischer Diplomat, Soldat und Politiker
- Reginald Smith (Rugbyspieler) (* 1948), australischer Rugby-Union-Spieler
- Reginald Smith Brindle (1917–2003), britischer Gitarrist und Komponist
- Reginald Joseph Smith, eigentlicher Name von Hooley Smith (1903–1963), kanadischer Eishockeyspieler
- Reilly Smith (* 1991), kanadischer Eishockeyspieler
- Renée Felice Smith (* 1985), US-amerikanische Schauspielerin
- Renny Smith (* 1996), österreichisch-englischer Fußballspieler
- Rex Smith (* 1955), US-amerikanischer Schauspieler und Sänger
- Rhianna Parris-Smith (* 2002), britische Radsportlerin
- Richard Smith (Bischof) (1568–1655), britischer Geistlicher, Titularbischof von Chalcedon und Apostolischer Vikar
- Richard Smith (Offizier) (1734–1803), britischer General und Politiker
- Richard Smith (Politiker) (1735–1803), US-amerikanischer Politiker
- Richard Smith (Maler) (1931–2016), britischer Maler
- Richard Smith (Sportschütze) (* 1950), US-amerikanischer Sportschütze
- Richard Smith (Mediziner) (* 1956), britischer Mediziner, Manager und Herausgeber
- Richard Smith (Fußballspieler, Oktober 1967) (* 1967), englischer Fußballspieler
- Richard Smith (Fußballspieler, Dezember 1967) (* 1967), costa-ricanischer Fußballspieler
- Richard Smith (Fußballspieler, 1970) (* 1970), englischer Fußballspieler
- Richard Smith (Gitarrist) (* 1971), britischer Gitarrist
- Richard Smith (Rugbyspieler, 1973) (* 1973), walisischer Rugby-Union-Spieler
- Richard Smith (Rugbyspieler, 1987) (* 1987), walisischer Rugby-Union-Spieler
- Richard Smith (Hockeyspieler) (* 1987), britischer Hockeyspieler
- Richard Wilson-Smith (1852–1912), kanadischer Politiker
- Richard Langham Smith (* 1947), britischer Musikwissenschaftler
- Richard M. Smith (Richard Michael Smith; * 1946), britischer historischer Geograph
- Richard Mason Smith (1881–1981), US-amerikanischer Kinderarzt
- Richard Michael Smith, eigentlicher Name von Raz-Ma-Taz (* 1970), US-amerikanischer Rapper und Musikproduzent
- Richard Norton Smith (* 1953), US-amerikanischer Historiker
- Richard William Smith (* 1959), kanadischer Geistlicher, Erzbischof von Vancouver
- Rick Smith (Richard Allan Smith; * 1948), kanadischer Eishockeyspieler
- Riley Smith (* 1978), US-amerikanischer Schauspieler
- Riley B. Smith (* 2005), US-amerikanischer Schauspieler

- Robert Smith (Mathematiker) (1689–1768), britischer Mathematiker und Theologe
- Robert Smith (Architekt) (1722–1777), US-amerikanischer Architekt
- Robert Smith (Bischof) (1732–1801), US-amerikanischer Geistlicher, Bischof von South Carolina
- Robert Smith (Politiker, 1757) (1757–1842), US-amerikanischer Politiker
- Robert Smith (Politiker, 1802) (1802–1867), US-amerikanischer Politiker (Illinois)
- Robert Smith (Fußballspieler) (* 1912 oder 1913; † unbekannt), englischer Fußballspieler und -trainer
- Robert Smith (Historiker) (1919–2009), britischer Historiker
- Robert Smith (Drehbuchautor), Drehbuchautor und Produzent , etwa für Harry Bromley Davenport
- Robert Smith (Kanute) (* 1929), kanadischer Kanute
- Robert Smith, Baron Smith of Kelvin (* 1944), schottischer Geschäftsmann und Politiker
- Robert Smith (1946–2023), US-amerikanischer Basketballspieler, siehe Bingo Smith
- Robert Smith (Diplomat), australischer Diplomat
- Robert Smith (Schachspieler) (* 1956), neuseeländischer Schachspieler
- Robert Smith, 3. Baronet (* 1958), schottischer Politiker
- Robert Smith (Musiker) (* 1959), britischer Musiker
- Robert Smith (Reiter) (* 1961), britischer Springreiter und Pferdehändler
- Robert Angus Smith (1817–1884), britischer Chemiker
- Robert Burns Smith (1854–1908), US-amerikanischer Politiker (Montana)
- Robert C. Smith (* 1941), US-amerikanischer Politiker (New Hampshire)
- Robert Charles Smith (1951–2009), US-amerikanischer Basketballspieler
- Robert Christopher Smith, US-amerikanischer Filmschauspieler, Filmproduzent, Filmregisseur
- Robert Dean Smith (* 1956), US-amerikanischer Sänger (Tenor)
- Robert Dixon-Smith, Baron Dixon-Smith (* 1934), britischer Landwirt und Politiker (Conservative Party)
- Robert E. Smith, US-amerikanischer Politiker (Mississippi)
- Robert Emmet Smith (1914–1988), US-amerikanischer Szenenbildner und Artdirector
- Robert Eugene Smith (1927–2010), US-amerikanischer Maler
- Robert Frederick Smith (* 1962), US-amerikanischer Unternehmer
- Robert Freeman Smith (1931–2020), US-amerikanischer Politiker (Oregon)
- Robert Grant Smith (1914–2001), US-amerikanischer Luftfahrtingenieur
- Robert Hardy Smith (1813–1878), US-amerikanischer Politiker und Offizier
- Robert Holbrook Smith (1879–1950), US-amerikanischer Arzt
- Robert Joseph Smith, Geburtsname von Stacey Smith? (* 1972), australisch-kanadische Mathematikerin und Autorin
- Robert L. Smith (Geologe) (1920–2016), US-amerikanischer Geologe
- Robert L. Smith (Politiker) (* 1931), US-amerikanischer Politiker (Republikanische Partei)
- Robert L. Smith (Entomologe), US-amerikanischer Entomologe
- Robert O. Smith (1942–2010), US-amerikanischer Synchronsprecher
- Robert Paul Smith (1915–1977), US-amerikanischer Schriftsteller
- Robert Payne Smith (1818–1895), englischer Theologe und Orientalist
- Robert Pearsall Smith (1827–1898), US-amerikanischer Fabrikant
- Robert W. Smith (Ingenieur) (1833–1898), US-amerikanischer Brückenbauer, Erfinder und Unternehmensgründer
- Robert W. Smith (Wissenschaftshistoriker), kanadischer Wissenschaftshistoriker
- Robert W. Smith (Komponist) (* 1958), US-amerikanischer Komponist
- Robert Wesley-Smith (* 1942), australischer Osttimor-Aktivist
- Robert William Smith (1807–1873), irischer Chirurg und Pathologe
- Roberta Smith (* 1947), US-amerikanische Kunstkritikerin
- Robin Smith (Rennfahrer) (Robin Simpson-Smith; 1943–2019), britischer Automobilrennfahrer
- Robin Smith (Philosoph) (* 1946), US-amerikanischer Philosoph
- Robin Smith (Schachspieler) (1952–2009), US-amerikanischer Fernschachspieler
- Robin Smith (Cricketspieler) (* 1963), englischer Cricketspieler
- Robin Smith (Wrestlerin) (Robin Denise Smith; * 1964), US-amerikanische Wrestlerin und Schauspielerin
- Robin Smith (Schauspieler) (Robin Beauclerk Smith), Schauspieler
- Robyn Selby Smith (* 1980), australische Ruderin
- Rodger Smith (1896–1935), kanadischer Eishockeyspieler
- Rodney Smith, Baron Smith (1914–1998), britischer Chirurg, Verbandsfunktionär und Politiker
- Rodney Smith (Unternehmer), (1917–2013), gemeinsam mit Leslie Smith Co-Erfinder der Matchbox-Autos
- Rodney Smith (Politikwissenschaftler) (* 1961), in Australien lehrender Politikwissenschaftler
- Rodney Smith (Ringer) (* 1966), US-amerikanischer Ringer
- Roger Smith (Manager) (1925–2007), US-amerikanischer Manager
- Roger Smith (Schauspieler) (1932–2017), US-amerikanischer Schauspieler, Drehbuchautor und Produzent
- Roger Smith (Drehbuchautor), britischer Drehbuchautor
- Roger Smith (Musiker) (* 1959), britischer Gitarrist
- Roger Smith (Autor) (* 1960), südafrikanischer Autor
- Roger Smith (Tennisspieler) (* 1964), bahamaischer Tennisspieler
- Roger Smith (Historiker), britischer Historiker
- Roger Guenveur Smith (* 1955), US-amerikanischer Schauspieler und Autor
- Roger P. Smith (1932–2018), US-amerikanischer Pharmakologe und Toxikologe
- Rogers M. Smith (* 1953), US-amerikanischer Politikwissenschaftler
- Ron Smith (Footballspieler, 1942) (Ronald Christopher Smith; * 1942), US-amerikanischer American-Football-Spieler
- Ron Smith (Footballspieler, 1943) (Ronald Smith; 1943–2013), US-amerikanischer American-Football-Spieler
- Ron Smith (Eishockeytrainer) (1944–2017), kanadischer Eishockeytrainer
- Ron Smith (Boxer) (Ronald Anthony Smith; 1944–2011), britischer Boxer
- Ron Smith (Eishockeyspieler) (Ronald Robert Smith; * 1952), kanadischer Eishockeyspieler und Politiker
- Ron Smith (Footballspieler, 1956) (Ronnie Bernard Smith; * 1956), US-amerikanischer American-Football-Spieler
- Ron Smith (Footballspieler, 1978) (Ronald Smith; * 1978), US-amerikanischer American-Football-Spieler
- Ronetta Smith (* 1980), jamaikanische Leichtathletin
- Ronnie Smith (1962–2011), US-amerikanisch-französischer Basketballspieler
- Ronnie Ray Smith (1949–2013), US-amerikanischer Leichtathlet
- Roquan Smith (* 1997), US-amerikanischer American-Football-Spieler
- Rosa Smith Eigenmann (1858–1947), US-amerikanische Zoologin
- Ross Smith (Politiker) (* 1938), australischer Politiker
- Ross Smith (Fußballspieler, 1980) (* 1980), kanadischer Fußballspieler
- Ross Smith (Dartspieler) (* 1989), englischer Dartspieler
- Ross Smith (Fußballspieler, 1992) (* 1992), schottischer Fußballspieler
- Ross James Smith (* 1985), australischer Badmintonspieler
- Ross Macpherson Smith (1892–1922), australischer Flugpionier
- Roswell Smith (1829–1892), Rechtsanwalt und Verleger
- Roy Smith (Fußballspieler) (* 1990), costa-ricanischer Fußballspieler
- Roy Smith (Musiker), kanadischer Saxophonist
- Roy Smith (Tennisspieler), US-amerikanischer Tennisspieler
- Ruben Smith (* 1987), norwegischer Eishockeytorwart
- Rupert Smith (* 1943), britischer General
- Russell Smith (Trompeter) (1890–1966), US-amerikanischer Jazzmusiker
- Russell Smith (Jazzpianist) (1890–1969), US-amerikanischer Jazzpianist, Komponist und Bandleader
- Russell Smith (Countrymusiker) (1949–2019), US-amerikanischer Countrymusiker
- Russell Smith (Produzent) (* 1954), US-amerikanischer Produzent
- Russell Smith (Autor) (* 1963), kanadischer Schriftsteller
- Russell Smith (Schiedsrichter), englischer Rugby-Union-Schiedsrichter und -Funktionär
- Russell Smith (Bürgermeister), US-amerikanischer Politiker, Bürgermeister von Midwest City
- Russell Conway Smith (1944–2001), US-amerikanischer American-Football-Spieler
- Russell Evans Smith (1908–1990), US-amerikanischer Jurist und Richter
- Rusty Smith (Basketballspieler), US-amerikanischer Basketballspieler und -trainer
- Rusty Smith (* 1979), US-amerikanischer Shorttrack-Läufer
- Rutger Smith (* 1981), niederländischer Leichtathlet
- Ruth Smith (1913–1958), färöische Malerin und Grafikerin
- Ruthie Smith (* 1950), britische Jazzmusikerin und Sängerin
- Ryan Smith (* 1986), englischer Fußballspieler

### S
- S. Hunter Smith (* 1828), US-amerikanischer Schausteller
- Sam Smith (Samuel Frederick Smith; * 1992), britische singende und liederschreibende Person
- Samantha Smith (Schauspielerin, 1969) (Sam Smith; * 1969), US-amerikanische Schauspielerin
- Samantha Smith (Tennisspielerin) (Sam Smith; * 1971), britische Tennisspielerin
- Samantha Smith (Schauspielerin, 1972) (1972–1985), US-amerikanische Schauspielerin und Friedensaktivistin
- Samantha Smith (Trampolinturnerin) (* 1992), kanadische Trampolinturnerin
- Samantha Smith (Skilangläuferin) (* 2005), US-amerikanische Skilangläuferin
- Sammi Smith (1943–2005), US-amerikanische Sängerin
- Sammy Smith (* 2005), US-amerikanischer Skilangläuferin
- Samuel Smith (Politiker, 1752) (1752–1839), US-amerikanischer Politiker (Maryland)
- Samuel Smith (Politiker, vor 1780) (vor 1780–nach 1815), US-amerikanischer Politiker (Pennsylvania)
- Samuel Smith (Politiker, 1756) (1756–1826), kanadischer Politiker, Vizegouverneur von Oberkanada
- Samuel Smith (Politiker, 1765) (1765–1842), US-amerikanischer Politiker (New Hampshire)
- Samuel Smith (Chemiker) (1927–2005), US-amerikanischer Chemiker
- Samuel A. Smith (1795–1861), US-amerikanischer Politiker (Pennsylvania)
- Samuel Axley Smith (1822–1863), US-amerikanischer Politiker (Tennessee)
- Samuel E. Smith (1788–1860), US-amerikanischer Politiker (Maine)
- Samuel Stanhope Smith (1751–1819), US-amerikanischer Geistlicher und Universitätspräsident
- Samuel William Smith (1852–1931), US-amerikanischer Politiker (Michigan)
- Sandra Smith (* 1940), US-amerikanische Schauspielerin
- Sarah Smith (Journalistin) (* 1968), schottische Journalistin
- Sarah Smith (Drehbuchautorin), australische Drehbuchautorin
- Sarah Smith (Schriftstellerin), amerikanische Schriftstellerin
- Sarah Smith (Regisseurin), britische Filmregisseurin und -autorin
- Sarah Bixby Smith (1871–1935), US-amerikanische Schriftstellerin
- Savannah Smith (Basketballspielerin) (* 1992), US-amerikanische Basketballspielerin
- Savannah Smith Boucher (* 1943), US-amerikanische Schauspielerin
- Savannah Smith (Model) (* 2000), US-amerikanisches Model
- Scott Smith (Politiker) (* 1956), US-amerikanischer Politiker, Bürgermeister von Mesa, Arizona
- Scott Smith (Schriftsteller) (* 1965), US-amerikanischer Schriftsteller und Drehbuchautor
- Scott Smith (Reiter), britischer Springreiter
- Scott Smith (Fußballspieler, 1975) (* 1975), neuseeländischer Fußballspieler
- Scott Smith (Leichtathlet) (* 1986), US-amerikanischer Langstreckenläufer
- Scott Smith (Fußballspieler, 1992) (* 1992), schottischer Fußballspieler
- Scott Smith (Fußballspieler, 1995) (* 1995), schottischer Fußballspieler
- Scott Alan Smith (* 1961), US-amerikanischer Schauspieler, Theaterregisseur und Schauspiellehrer
- Scott D. Smith (* 1953), US-amerikanischer Toningenieur
- Sean Smith (Bassist) (* 1965), US-amerikanischer Jazzmusiker
- Sean Smith (Schauspieler) (* 1967), US-amerikanischer Schauspieler
- Sean Smith (Freestyle-Skier) (* 1971), US-amerikanischer Freestyle-Skier
- Sean Smith (Footballspieler) (* 1987), US-amerikanischer American-Football-Spieler
- Shakeem Hall-Smith (* 1997), bahamaischer Hürdenläufer
- Shannon Smith (* 1961), kanadische Schwimmerin
- Shawn Smith (Musiker) (1965–2019), US-amerikanischer Musiker
- Shawn Smith (Schiedsrichter), US-amerikanischer American-Football-Schiedsrichter
- Shawnee Smith (* 1969), US-amerikanische Schauspielerin
- Shelby Smith (1927–2020), US-amerikanischer Politiker
- Shepard Smith (* 1964), US-amerikanischer Nachrichtenmoderator
- Sheridan Smith (* 1981), britische Schauspielerin und Sängerin
- Sherman Smith (* 1954), US-amerikanischer American-Football-Spieler und -Trainer
- Shi Smith, US-amerikanischer Footballspieler
- Shirley W. Smith (1875–1959), US-amerikanische Autorin
- Shy Smith (* 2000), kanadische TikTokerin aus Quebec
- Sid Smith (Boxer) (1889–1948), britischer Boxer
- Sid Smith (Schauspieler) (1893–1928), US-amerikanischer Schauspieler und Komiker
- Sid Smith (Eishockeyspieler) (Sidney James Smith; 1925–2004), kanadischer Eishockeyspieler und -trainer
- Sidney Smith (Admiral) (William Sidney Smith, 1764–1840), britischer Admiral
- Sidney Smith (Jurist) (1823–1889), kanadischer Jurist und Politiker
- Sidney Smith (Cartoonist) (1877–1935), US-amerikanischer Cartoonist
- Sidney Smith (Altorientalist) (1889–1979), britischer Altorientalist
- Sidney Smith (Footballtrainer), US-amerikanischer American-Football-Trainer
- Sidney Smith (Snookerspieler) (1908–1990), englischer Snooker- und Billardspieler
- Sidney Smith (Fotograf), britischer Fotograf
- Sidney Earle Smith (1897–1959), kanadischer Politiker
- Sidney Irving Smith (1843–1926), US-amerikanischer Zoologe
- Sidney Oslin Smith (1923–2012), US-amerikanischer Jurist und Richter
- Sidney R. J. Smith (1858–1913), britischer Architekt
- Sidney Walter Smith (1893–1981), neuseeländischer Politiker
- Simon Smith (Diplomat) (* 1958), britischer Diplomat
- Simon Smith (Rugbyspieler) (* 1960), englischer Rugby-Union-Spieler
- Simon Smith (Fußballspieler) (* 1962), englischer Fußballspieler
- Simon Smith (Schiedsrichter) (* 1968), englischer Snooker-Schiedsrichter
- Simon Smith (Cricketspieler) (* 1979), schottischer Cricketspieler
- Simon Smith (Turner) (* 2001), US-amerikanischer Trampolinturner
- Simon Smith (Filmeditor), Filmeditor
- Simon J. Smith, britischer Animator, Regisseur und Synchronsprecher
- Sinjin Smith (* 1957), US-amerikanischer Volleyballspieler
- Six Cylinder Smith, US-amerikanischer Bluesharpspieler
- Skylar Diggins-Smith (* 1990), US-amerikanische Basketballspielerin
- Soapy Smith (1860–1898), US-amerikanischer Geschäftsmann
- Solly Smith (1871–1933), US-amerikanischer Boxer
- Sonelius Smith (* 1942), US-amerikanischer Pianist, Komponist, Arrangeur und Musikpädagoge
- Sonja Smith (* 1990), namibische Journalistin
- Sonya Smith (* 1972), US-amerikanische Schauspielerin
- Sophia Smith (Philanthropin) (1796–1870), US-amerikanische Philanthropin
- Sophie Smith (* 1986), australische Wasserballspielerin
- Sophus Birket-Smith (1838–1919), dänischer Bibliothekar und Literaturhistoriker
- Sophus Theodor Krarup Smith (1834–1882), dänischer Geologe, Lehrer und Inspektor in Grönland
- Spencer Smith (Triathlet) (* 1973), britischer Triathlet
- Spencer Smith (Musiker) (Spencer James Smith; * 1987), US-amerikanischer Schlagzeuger
- Spencer Smith (Reiter) (* 1996), US-amerikanischer Springreiter
- Stacey Smith (* 1954), US-amerikanische Eiskunstläuferin
- Stan Smith (* 1946), US-amerikanischer Tennisspieler
- Stephan Smith (* 1964), namibischer Rugby-Union-Spieler
- Stephen Smith (Cricketspieler) (1822–1890), englischer Cricketspieler
- Stephen Smith (Mediziner) (1823–1922), US-amerikanischer Chirurg
- Stephen Smith (Fußballspieler, 1898) (1898–??), englischer Fußballspieler
- Stephen Smith (Kameramann), US-amerikanischer Kameramann
- Stephen Smith (Politiker) (* 1955), australischer Politiker
- Stephen Smith (Journalist) (* 1956), US-amerikanisch-französischer Journalist und Afrikanist
- Stephen Smith (Boxer) (* 1985), britischer Boxer
- Stephen Smith (Fußballspieler, 1986) (* 1986), englischer Fußballspieler
- Stephen A. Smith (* 1952), britischer Historiker
- Stephen D. Smith (* 1948), US-amerikanischer Mathematiker
- Stephen G. Smith (* um 1969), US-amerikanischer Generalmajor
- Stephen Murray-Smith (1922–1988), australischer Herausgeber und Autor
- Stephenson Percy Smith (1840–1922), neuseeländischer Landvermesser, Autor und Ethnologe
- Steve Smith (Fußballspieler, 1874) (1874–1935), englischer Fußballspieler
- Steve Smith (Fußballspieler, 1896) (1896–1980), englischer Fußballspieler
- Steve Smith (Komiker) (* 1945), kanadischer Komiker, Schauspieler, Drehbuchautor, Produzent und Regisseur
- Steve Smith (Fußballspieler, 1946) (* 1946), englischer Fußballspieler und -trainer
- Steve Smith (Rugbyspieler, 1951) (* 1951), englischer Rugby-Union-Spieler
- Steve Smith (Stabhochspringer) (1951–2020), US-amerikanischer Stabhochspringer
- Steve Smith (Musiker) (* 1954), US-amerikanischer Schlagzeuger
- Steve Smith (Fußballspieler, 1957) (* 1957), englischer Fußballspieler
- Steve Smith (Rugbyspieler, 1959) (* 1959), irischer Rugby-Union-Spieler
- Steve Smith (Fußballspieler, 1961) (* 1961), englischer Fußballspieler
- Steve Smith (Cricketspieler, 1961) (* 1961), australischer Cricketspieler
- Steve Smith (Eishockeyspieler, 1962) (* 1962), italienisch-kanadischer Eishockeyspieler
- Steve Smith (Eishockeyspieler, 4. April 1963) (* 1963), kanadischer Eishockeyspieler
- Steve Smith (Eishockeyspieler, 30. April 1963) (* 1963), kanadisch-schottischer Eishockeyspieler
- Steve Smith (Footballspieler, 1964) (1964–2021), US-amerikanischer American-Football-Spieler
- Steve Smith (Basketballspieler) (* 1969), US-amerikanischer Basketballspieler
- Steve Smith (Hochspringer, 1971) (* 1971), US-amerikanischer Hochspringer
- Steve Smith (Hochspringer, 1973) (* 1973), britischer Hochspringer
- Steve Smith (Footballspieler) (* 1979), US-amerikanischer American-Football-Spieler
- Steve Smith (Footballspieler, 1985) (* 1985), US-amerikanischer American-Football-Spieler
- Steve Smith (Radsportler) (1989–2016), kanadischer Mountainbikefahrer
- Steve Smith (Cricketspieler, 1989) (* 1989), australischer Cricketspieler
- Steven Smith (Reiter) (* 1962), britischer Springreiter
- Steven Smith (Basketballspieler) (* 1983), US-amerikanischer Basketballspieler
- Steven Smith (Fußballspieler) (* 1985), schottischer Fußballspieler
- Steven Smith (Bobfahrer), britischer Bobfahrer
- Steven Smith (Unternehmer) (1949–2015), US-amerikanischer Unternehmer
- Steven Lee Smith (* 1958), US-amerikanischer Astronaut
- Stevie Smith (1902–1971), britische Schriftstellerin
- Stuff Smith (1909–1967), US-amerikanischer Violinist
- Sue Smith (* 1979), englische Fußballspielerin
- Sukie Smith (* 1964), britische Schauspielerin und Musikerin
- Susan Smith (Schwimmerin) (* 1950), kanadische Schwimmerin
- Susan Smith (Ruderin) (* 1965), britische Ruderin
- Susan Smith-Walsh (* 1971), irische Leichtathletin
- Susan J. Smith (Susan Jane Smith; * 1956), britische Geographin
- Svend Smith (1907–1985), dänischer Phonetiker
- Sydney Smith (Schriftsteller) (1771–1845), britischer Schriftsteller und Pfarrer
- Sydney Smith (Komponist) (1839–1889), britischer Komponist
- Sydney Smith (Politiker, 1856) (1856–1934), australischer Politiker
- Sydney Smith (Politiker, 1885) (1885–1984), britischer Politiker
- Sydney Smith (Cricketspieler) (1881–1963), Cricketspieler aus Trinidad und Tobago
- Sydney Smith (Mediziner) (1883–1969), britischer Rechtsmediziner
- Sydney Smith (Autor) (1927–2011), deutscher Autor und Lehrer
- Sydney Smith (Illustrator), kanadischer Illustrator und Schriftsteller
- Sydney Goodsir Smith (1915–1975), neuseeländisch-schottischer Schriftsteller
- Sydney Howard Smith (1872–1947), britischer Badminton- und Tennisspieler
- Sydney John Smith (1892–1976), kanadischer Politiker
- Sylvester C. Smith (1858–1913), US-amerikanischer Politiker
- Symba Smith (* 1970), US-amerikanische Schauspielerin

### T
- T. V. Smith (* 1956), britischer Musiker
- Tab Smith (1909–1971), US-amerikanischer Jazz-Saxophonist
- Tara Smith (* 1961), US-amerikanische Philosophin
- Taran Noah Smith (* 1984), US-amerikanischer Schauspieler
- Tasha Smith (* 1971), US-amerikanische Schauspielerin
- Tate Smith (* 1981), australischer Kanute
- Tatjana Smith (* 1997), südafrikanische Schwimmerin
- Taylor John Smith (* 1995), US-amerikanischer Schauspieler
- Taylor Smith (Schriftstellerin) (* 1953), kanadische Diplomatin und Schriftstellerin
- Taylor Smith (Golfspieler) (Richard Taylor Smith; 1967–2007), US-amerikanischer Golfspieler
- Taylor Smith (Basketballspieler) (* 1991), US-amerikanischer Basketballspieler
- Taylor Smith (Fußballspielerin) (Taylor Nicole Smith; * 1993), US-amerikanische Fußballspielerin
- Ted Smith (Fußballspieler, 1880) (Edward Smith; 1880–1954), englischer Fußballspieler
- Ted Smith (Szenenbildner) (Edward Jenkins Smith; 1886–1949), US-amerikanischer Artdirector und Szenenbildner
- Ted Smith (Fußballspieler, 1902) (Edward Smith; 1902–1972), englischer Fußballspieler
- Ted Smith (Fußballspieler, 1914) (Edward John William Smith; 1914–1989), englischer Fußballspieler und -trainer
- Ted Smith (Fußballspieler, 1920) (Edward Ferriday Smith; 1920–1982), englischer Fußballspieler
- Ted Smith (Radsportler) (Theodore Richard Smith; 1928–1992), US-amerikanischer Radsportler
- Ted Smith (Fußballspieler, 1935) (Edward Arthur Smith; * 1935), australischer Fußballspieler
- Ted Smith (Naturschützer) († 2015), britischer Naturschützer
- Ted Smith (Fußballspieler, 1996) (Edward James Smith; * 1996), englischer Fußballspieler
- Teddy Smith (1932–1979), US-amerikanischer Jazz-Bassist
- Telvin Smith (* 1991), US-amerikanischer American-Football-Spieler
- Teray Smith (* 1994), bahamaischer Leichtathlet
- Terence Smith (1932–2021), britischer Segler
- Terence Smith (Fußballspieler) (* 1991), barbadischer Fußballspieler
- Tero Smith (1977–2008), US-amerikanischer Rapper und Musikproduzent, siehe Camu Tao
- Theobald Smith (1859–1934), US-amerikanischer Pathologe
- Thierry Smith, belgischer Paläontologe
- Thomas Smith (Diplomat) (1513–1577), englischer Gelehrter und Diplomat
- Thomas Smith (Gouverneur) (1648–1694), englischer Pflanzer, Kaufmann, Arzt und Kolonialpolitiker
- Thomas Smith (Maler) (vor 1675–nach 1690), englischer Seemann und Kapitän und Maler
- Thomas Smith of Derby (* um 1720; † 1767), englischer Landschaftsmaler und Kupferstecher
- Thomas Smith (Politiker, 1745) (1745–1809), US-amerikanischer Jurist und Politiker (Pennsylvania)
- Thomas Smith (Ingenieur) (1752–1814), schottischer Ingenieur
- Thomas Smith (Politiker, vor 1782) (vor 1782–1846), US-amerikanischer Politiker (Pennsylvania)
- Thomas Smith (Politiker, 1799) (1799–1876), US-amerikanischer Politiker (Indiana)
- Thomas Smith (Sportschütze) (1931–2022), US-amerikanischer Sportschütze und Oberstleutnant
- Thomas Smith (Footballspieler) (* 1970), US-amerikanischer Football-Spieler
- Thomas Smith (Rennfahrer) (* 2002), australischer Rennfahrer
- Thomas Alexander Smith (1850–1932), US-amerikanischer Politiker
- Thomas Broun Smith (1915–1988), britischer Jurist und Soldat
- Thomas C. Smith-Stark (1948–2009), US-amerikanischer Linguist
- Thomas Carlyle Smith (1916–2004), US-amerikanischer Historiker
- Thomas Cavalier-Smith (1942–2021), britischer Evolutionsbiologe
- Thomas Francis Smith (1865–1923), US-amerikanischer Jurist und Politiker
- Thomas James Smith (1830/1840–1870), US-amerikanischer Marshall
- Thomas M. Smith (* 1955), US-amerikanischer Ökologe und Hochschullehrer
- Thomas Vernor Smith (1890–1964), US-amerikanischer Autor und Politiker
- Thorne Smith (1892–1934), US-amerikanischer Schriftsteller
- Thunder Smith (1914–1963), US-amerikanischer Blues-Pianist
- Tiger B. Smith (Holker Schmidt; 1952–2016), deutscher Rockmusiker und Frontmann der gleichnamigen Band
- Tilly Smith (* 1994), britische Lebensretterin
- Tim Smith (Musikkritiker) (* 1901), US-amerikanischer Musikkritiker und Journalist
- Tim Smith (Footballspieler, 1957) (* 1957), US-amerikanischer Footballspieler
- Tim Smith (Musiker) (1961–2020), englischer Musiker (Cardiacs)
- Tim Smith (Radiomoderator) (* 1961), britischer Radiomoderator
- Tim Smith (Eishockeyspieler) (* 1981), kanadischer Eishockeyspieler
- Tim Smith (Basketballspieler) (* 1982), US-amerikanischer Basketballspieler
- Tim Smith (Politiker, 1947) (* 1947), britischer Politiker
- Tim Smith (Politiker, 1983) (* 1983), australischer Politiker
- Tim Smith (Fußballspieler) (* 1985), australischer Fußballspieler
- Tim Smith (Komiker), australischer Komiker
- Tim Pigott-Smith (1946–2017), britischer Schauspieler
- Tim Smith (Footballspieler, 2002) (* 2002), US-amerikanischer Footballspieler
- Tina Smith (* 1958), US-amerikanische Politikerin
- Tina Nadine Smith (* 2002), australische Tennisspielerin
- Tom Smith (Fußballspieler, 1876) (1876–1937), englischer Fußballspieler
- Tom Smith (Fußballspieler, 1877) (1877–??), englischer Fußballspieler
- Tom Smith (Fußballspieler, 1900) (1900–1934), englischer Fußballspieler
- Tom Smith (Fußballspieler, 1908) (1908–1998), schottischer Fußballspieler und -trainer
- Tom Smith (Maskenbildner) (1920–2009), britischer Maskenbildner
- Tom Smith (Rugbyspieler) (1971–2022), schottischer Rugbyspieler
- Tom Smith (Fußballspieler, 1973) (* 1973), schottischer Fußballspieler
- Tom Smith (Musiker) (* 1981), britischer Musiker
- Tom Smith (Fußballspieler, 1998) (* 1998), englischer Fußballspieler
- Tom Kimber-Smith (* 1984), britischer Autorennfahrer
- Tom Stuart-Smith (* 1960), englischer Gartengestalter
- Tom Rob Smith (* 1979), britischer Schriftsteller
- Tommie Smith (* 1944), US-amerikanischer Leichtathlet
- Tommy Smith (Eishockeyspieler) (1885–1966), kanadischer Eishockeyspieler
- Tommy Smith (Fußballspieler, 1945) (1945–2019), englischer Fußballspieler
- Tommy Smith (Baseballspieler) (* 1948), US-amerikanischer Baseballspieler
- Tommy Smith (Musiker) (* 1967), britischer Saxophonist und Musikpädagoge
- Tommy Smith (Fußballspieler, 1980) (* 1980), englischer Fußballspieler
- Tommy Smith (Basketballspieler) (* 1980), US-amerikanischer Basketballspieler
- Tommy Smith (Fußballspieler, 1990) (* 1990), neuseeländischer Fußballspieler
- Tommy Smith (Fußballspieler, 1992) (auch Tom Smith; * 1992), englischer Fußballspieler
- Tommy Smith (Rennfahrer) (* 2002), australischer Automobilrennfahrer
- Tony Smith (Bildhauer) (1912–1980), US-amerikanischer Bildhauer
- Tony Smith (Fußballspieler, 1943) (* 1943), englischer Fußballspieler
- Tony Smith (Politiker, 1950), australischer Politiker
- Tony Smith (Fußballspieler, 1957) (* 1957), englischer Fußballspieler
- Tony Smith (Eisschnellläufer) (* 1962), neuseeländischer Eisschnellläufer
- Tony Smith (Politiker, 1967) (* 1967), australischer Politiker
- Tony Smith (Basketballspieler) (* 1968), amerikanischer Basketballspieler
- Tony Smith (Footballspieler) (* 1970), US-amerikanischer American-Football-Spieler (Runningback)
- Tony Smith (Fußballspieler, 1971) (* 1971), englischer Fußballspieler
- Tony Smith (Fußballspieler, 1973) (* 1973), schottischer Fußballspieler
- Torrey Smith (* 1989), US-amerikanischer American-Football-Spieler
- Travis Smith (Künstler) (* 1970), amerikanischer Grafiker
- Travis Smith (Radsportler) (* 1980), kanadischer Bahnradsportler
- Travis Smith (Schlagzeuger) (* 1982), amerikanischer Schlagzeuger
- Treania Smith (1901–1990), australische Galeristin und Künstlerin
- Trecia Smith (* 1975), jamaikanische Leichtathletin
- Tre’Quan Smith (* 1996), US-amerikanischer American-Football-Spieler
- Trevor Smith (Fußballspieler, 1910) (1910–1997), englischer Fußballspieler
- Trevor Smith (Fußballspieler, 1936) (1936–2003), englischer Fußballspieler
- Trevor Smith (Fußballspieler, 1946) (* 1946), englischer Fußballspieler
- Trevor Smith (Fußballspieler, 1954) (* 1954), englischer Fußballspieler
- Trevor Smith (Fußballspieler, 1959) (* 1959), englischer Fußballspieler
- Trevor Smith (Eishockeyspieler) (* 1985), kanadischer Eishockeyspieler
- Trevor Smith, Baron Smith of Clifton (1937–2021), britischer Politikwissenschaftler, Hochschullehrer und Politiker (Liberal Democrats)
- Trevor Tahiem Smith junior, Geburtsname von Busta Rhymes (* 1972), US-amerikanischer Rapper
- Trevor Smith (Filmproduzent)
- Trey Smith (* 1999), US-amerikanischer American-Football-Spieler
- Tricia Smith (* 1957), kanadische Ruderin und Sportfunktionärin
- Trixie Smith (1895–1943), US-amerikanische Blues-Sängerin
- Troy Smith (Footballspieler, 1977) (* 1977), US-amerikanischer American-Football-Spieler (Wide Receiver, Philadelphia Eagles)
- Troy Smith (Footballspieler, 1984) (* 1984), US-amerikanischer American-Football-Spieler (Quarterback, Baltimore Ravens)
- Troy Smith (Fußballspieler) (* 1987), jamaikanischer Fußballspieler
- Troy Smith (Unternehmer) (1922–2009), US-amerikanischer Unternehmer
- Troy Smith (Kameramann), US-amerikanischer Kameramann
- Troy Scott Smith (* 1969), englischer Gärtner
- Truman Smith (1791–1884), US-amerikanischer Politiker
- Trygve Smith (Tennisspieler) (1880–1948), norwegischer Tennisspieler
- Trygve Smith (Fußballspieler) (1892–1963), norwegischer Fußballspieler
- Tucker Smith (1936–1988), US-amerikanischer Schauspieler und Tänzer
- Ty Smith (* 2000), kanadischer Eishockeyspieler
- Tye Smith (* 1993), US-amerikanischer American-Football-Spieler
- Tyler Smith (Basketballspieler, 1986) (* 1986), US-amerikanischer Basketballspieler
- Tyler Smith (Basketballspieler, 2004) (* 2004), US-amerikanischer Basketballspieler
- Tyler Smith (Musiker) (* 1986), US-amerikanischer Musiker
- Tyler Smith (Baseballspieler) (* 1991), US-amerikanischer Baseballspieler
- Tyler Smith (Fußballspieler) (* 1998), englischer Fußballspieler
- Tyler Smith (Footballspieler) (* 2001), US-amerikanischer American-Football-Spieler
- Tyron Smith (* 1990), US-amerikanischer American-Football-Spieler
- Tyrone Smith (Rugbyspieler) (* 1983), australisch-tongaischer Rugbyspieler
- Tyrone Smith (Leichtathlet) (* 1984), bermudischer Weitspringer
- Tyson Smith (* 1983), kanadischer Wrestler, siehe Kenny Omega
- Tyson Smith (* 1987), kanadischer Biathlet

### U
- Ursula Smith (* um 1940), englische Badmintonspielerin

### V
- Valentine Smith (1873–1940), britischer Rugbyspieler
- Van Smith (1945–2012), US-amerikanischer Baseballtrainer
- Vaughan Smith (* 1963), englischer Journalist
- Vernon L. Smith (* 1927), US-amerikanischer Wirtschaftswissenschaftler
- Vincent Arthur Smith (1848–1920), britischer Historiker und Indologe
- Viola Smith (1912–2020), US-amerikanische Schlagzeugerin
- Virginia Smith (1911–2006), US-amerikanische Politikerin

### W
- W. Eugene Smith (1918–1978), US-amerikanischer Fotograf
- W. Leo Smith, US-amerikanischer Zoologe
- W. Wallace Smith (1900–1989), US-amerikanischer Mormone, Enkel von Joseph Smith und Präsident der Gemeinschaft Christi
- Wadada Leo Smith (* 1941), US-amerikanischer Jazzmusiker
- Waldo E. Smith (1900–1994), US-amerikanischer Geowissenschaftler
- Walker Smith (1896–1993), US-amerikanischer Hürdenläufer
- Wallace Smith (1924–1973), US-amerikanischer Boxer
- Wallace B. Smith (1929–2023), US-amerikanischer Mormone, fünfter Präsident der Gemeinschaft Christi
- Walter Smith (Musiker) (1895–1977), US-amerikanischer Old-Time-Musiker
- Walter Smith (Fußballspieler) (1948–2021), schottischer Fußballspieler und -trainer
- Walter Smith III (* 1980), amerikanischer Jazzsaxophonist
- Walter Bedell Smith (1895–1961), amerikanischer General, Diplomat und Geheimdienstmitarbeiter
- Walter Campbell Smith (1887–1988), britischer Mineraloge und Petrologe
- Walter I. Smith (1862–1922), US-amerikanischer Politiker
- Warren Smith (1932–1980), US-amerikanischer Country- und Rockabilly-Sänger
- Warren Smith (Perkussionist) (* 1934), US-amerikanischer Perkussionist und Vibraphonist
- Warren Allen Smith (1921–2017), US-amerikanischer Autor und LGBT-Aktivist
- Warren Cummings Smith (* 1992), US-amerikanisch-estnischer Skirennläufer
- Warwick Smith (* 1971), schottischer Curler
- Wayne Smith (Diplomat) (1932–2024), US-amerikanischer Diplomat
- Wayne Smith (Eishockeyspieler) (* 1943), kanadischer Eishockeyspieler
- Wayne Smith (Rugbyspieler) (* 1957), neuseeländischer Rugbyspieler und -trainer
- Wayne Smith (Musiker) (1965–2014), jamaikanischer Musiker
- Wayne Smith (Statistiker), kanadischer Statistiker
- Wayne C. Smith (1901–1964), US-amerikanischer Generalmajor
- Wendy Smith, Geburtsname von Wendy Sly (* 1959), britische Leichtathletin
- Wendy Smith (* 1963), britische Sängerin, Mitglied von Prefab Sprout
- Whispering Jack Smith (Jacob J. Schmidt; 1896–1950), US-amerikanischer Pianist und Kabarettsänger (Bariton)
- Whistling Jack Smith (Billy Moeller; * 1946), britischer Musiker
- Whitney Smith (1940–2016), US-amerikanischer Vexillologe
- Wilbur A. Smith (1933–2021), britischer Schriftsteller
- Wilf Smith (Fußballspieler, 1917) (Wilfred Smith; 1917–1995), englischer Fußballspieler
- Wilf Smith (Fußballspieler, 1918) (Wilfred Victor Smith; 1918–1968), englischer Fußballspieler
- Wilf Smith (Fußballspieler, 1935) (Wilfred Smith; 1935–1977), englischer Fußballspieler
- Wilf Smith (Fußballspieler, 1946) (Wilfred Samuel Smith; * 1946), englischer Fußballspieler
- Wilfred Smith (Tennisspieler), britischer Tennisspieler
- Wilfred Cantwell Smith (1916–2000), kanadischer Religionswissenschaftler
- Wilfred I. Smith (1919–1998), kanadischer Archivar
- Will Smith (* 1968), US-amerikanischer Schauspieler und Rapper
- Will Smith (Footballspieler) (1981–2016), US-amerikanischer American-Football-Spieler
- Will Smith (Baseballspieler, 1989) (* 1989), US-amerikanischer Baseballspieler
- Will Smith (Baseballspieler, 1995) (* 1995), US-amerikanischer Baseballspieler
- Will Smith (Eishockeyspieler) (* 2005), US-amerikanischer Baseballspieler
- William Smith (Bischof) (1460–1514), englischer Bischof
- William Smith (Komponist) (1603–1645), britischer Komponist und Organist
- William Smith (Jurist) (1697–1769), britisch-amerikanischer Jurist
- William Smith (Provost) (1727–1803), US-amerikanischer Hochschulbeamter
- William Smith (Richter) (1728–1793), britisch-amerikanischer Richter
- William Smith (Politiker, 1728) (1728–1814), US-amerikanischer Politiker (Maryland)
- William Smith (Politiker, 1751) (1751–1837), US-amerikanischer Politiker (South Carolina)
- William Smith (Politiker, 1762) (1762–1840), US-amerikanischer Politiker (South Carolina)
- William Smith (Geologe) (1769–1839), britischer Ingenieur und Geologe
- William Smith (Politiker, vor 1782) (vor 1782–nach 1827), US-amerikanischer Politiker (Virginia)
- William Smith (Seefahrer) (1790–1847), britischer Seefahrer und Entdecker
- William Smith (Politiker, 1797) (1797–1887), US-amerikanischer Politiker (Virginia)
- William Smith (Algenkundler) (1808–1857), britischer Geistlicher, Lehrer und Algenkundler
- William Smith (Mormone) (1811–1893), US-amerikanischer Mormone und Politiker
- William Smith (Lexikograf) (1813–1893), britischer Lexikograf
- William Smith (Architekt) (1817–1891), schottischer Architekt
- William Smith (Golfspieler) (1865–1936), US-amerikanischer Golfspieler
- William Smith (Fußballspieler, 1868) (1868–1907), englischer Fußballspieler
- William Smith (Sportschütze) (1877–1953), kanadischer Sportschütze
- William Smith (1878–1961), US-amerikanischer Schauspieler, siehe Franklyn Farnum
- William Smith (1881/1883–nach 1944), US-amerikanischer Jazztrompeter, siehe Crickett Smith
- William Smith (Hockeyspieler) (1886–1937), britischer Hockeyspieler
- William Smith (Fußballspieler, 1886) (1886–1956), englischer Fußballspieler
- William Smith (Radsportler) (1893–1958), südafrikanischer Radsportler
- William Smith (Fußballspieler, 1895) (1895–1951), englischer Fußballspieler
- William Smith (Boxer) (1904–1955), südafrikanischer Boxer
- William Smith (Schwimmer) (1924–2013), US-amerikanischer Schwimmer
- William Smith (Ringer) (1928–2018), US-amerikanischer Ringer
- William Smith, 4. Viscount Hambleden (1930–2012), britischer Politiker (Conservative Party)
- William Smith (Schauspieler) (1933–2021), US-amerikanischer Schauspieler
- William Smith (Fußballspieler, 1943) (* 1943), englischer Fußballspieler
- William Smith (Fußballspieler, 1948) (* 1948), englischer Fußballspieler
- William Alden Smith (1859–1932), US-amerikanischer Politiker (Michigan)
- William Alexander Smith (1825–1897), kanadischer Politiker und Journalist, siehe Amor De Cosmos
- William Alexander Smith (1828–1888), US-amerikanischer Politiker (North Carolina)
- William Bryson Smith, US-amerikanischer Film-Techniker und Erfinder
- William C. Smith (1881–1972), britischer Musikbibliothekar und Bibliograph
- William Craig Smith (1918–1986), US-amerikanischer Szenenbildner und Artdirector
- William Cowper Smith (1843–1911), neuseeländischer Politiker
- William E. Smith (1824–1883), US-amerikanischer Politiker (Wisconsin)
- William Ephraim Smith (1829–1890), US-amerikanischer Politiker (Georgia)
- William Farrar Smith (1824–1903), US-amerikanischer General
- William French Smith (1917–1990), US-amerikanischer Politiker
- William Grover Smith (1857–1921), US-amerikanischer Politiker (Colorado)
- William Haynes-Smith (1839–1928), englischer Kolonialverwalter
- William Henry Smith (Unternehmer) (1792–1865), britischer Unternehmer
- William Henry Smith (Politiker, 1825) (1825–1891), britischer Politiker und Unternehmer
- William Henry Smith (Politiker, 1833) (1833–1896), US-amerikanischer Zeitungsredakteur und Politiker
- William Hugh Smith (1826–1899), US-amerikanischer Politiker (Alabama)
- William Jay Smith (Politiker) (1823–1913), US-amerikanischer General und Politiker
- William Jay Smith (Dichter) (1918–2015), US-amerikanischer Dichter
- William Juana Smith († 2014), sierra-leonischer Politiker
- William Kennedy Smith (* 1960), US-amerikanischer Physiker
- William L. Smith (1758–1812), US-amerikanischer Politiker (South Carolina)
- William Nathan Harrell Smith (1812–1889), US-amerikanischer Politiker (North Carolina)
- William Orlando Smith (1859–1932), US-amerikanischer Politiker (Pennsylvania)
- William Robert Smith (1863–1924), US-amerikanischer Politiker (Texas)
- William Robertson Smith (1846–1894), schottischer Theologe
- William Russell Smith (1815–1896), US-amerikanischer Politiker (Alabama)
- William Ruthven Smith (1868–1941), US-amerikanischer General
- William Stephens Smith (1755–1816), US-amerikanischer Politiker (New York)
- William Wright Smith (1875–1956), schottischer Botaniker
- Willie Smith (Golfspieler) (1876–1916), schottischer Golfspieler
- Willie Smith (Billardspieler) (1886–1982), englischer Billard- und Snookerspieler
- Willie Smith (Saxophonist, 1910) (1910–1967), US-amerikanischer Saxophonist
- Willie Smith (Saxophonist, 1926) (1926–2009), US-amerikanischer Saxophonist und Arrangeur
- Willie Smith (Schlagzeuger) (1936–2011), US-amerikanischer Schlagzeuger und Mundharmonikaspieler
- Willie Smith (Basketballschiedsrichter), US-amerikanischer Basketballschiedsrichter
- Willie Smith (Basketballspieler) (William C. Smith; * 1953), US-amerikanischer Basketballspieler
- Willie Smith (Sprinter) (1956–2020), US-amerikanischer Sprinter
- Willie Smith (Footballspieler) (* 1986), US-amerikanischer American-Football-Spieler
- Willie B. Lamousé-Smith (* 1935), ghanaisch-US-amerikanischer Soziologe
- Willie Mae Ford Smith (1904–1994), US-amerikanische Gospelsängerin
- Willie The Lion Smith (1893–1973), US-amerikanischer Pianist und Komponist
- Willis Smith (1887–1953), US-amerikanischer Politiker
- Willoughby Smith (1828–1891), englischer Elektroingenieur
- Willow Smith (* 2000), US-amerikanische Schauspielerin und Sängerin
- Wilson Smith (1897–1965), britischer Mediziner
- Windland Smith Rice (1970–2005), US-amerikanische Fotografin
- Winifred Lily Boys-Smith (1865–1939), britisch-neuseeländische Illustratorin und Hochschullehrerin
- Winston Smith (Künstler) (* 1952), US-amerikanischer Künstler
- Wint Smith (1892–1976), US-amerikanischer Politiker
- Wolfgang Smith (1930–2024), US-amerikanischer Physiker, Philosoph und Mathematiker
- Worthington Curtis Smith (1823–1894), US-amerikanischer Politiker
- Worthington George Smith (1835–1917), britischer Pilzkundler, Archäologe und Illustrator
- Wyatt Smith (Filmeditor) (* 1974), US-amerikanischer Filmeditor und Regisseur
- Wyatt Smith (Eishockeyspieler) (* 1977), US-amerikanischer Eishockeyspieler
- Wyatt Smith (Schauspieler) (* 1994), US-amerikanischer Schauspieler

### Y
- Yanique Haye-Smith (* 1990), Leichtathletin von den Turks- und Caicosinseln
- Yeardley Smith (* 1964), US-amerikanische Schauspielerin und Synchronsprecherin
- Yvonne Smith, US-amerikanische Film- und Fernsehproduzentin, Regisseurin und Drehbuchautorin

### Z
- Zack Smith (* 1988), kanadischer Eishockeyspieler
- Za’Darius Smith (* 1992), US-amerikanischer American-Football-Spieler
- Zadie Smith (* 1975), britische Schriftstellerin
- Zak Carrick-Smith (* 2007), britischer Skirennläufer
- Zane Smith (* 1999), US-amerikanischer Rennfahrer
- Zepherina Smith (1836–1894), britische Krankenpflegerin und Sozialreformerin
- Zethphan Smith-Gneist (* 2001), deutscher Schauspieler
- Zhaire Smith (* 1999), US-amerikanischer Basketballspieler
- Zoe Smith (Badminton) (1917–2015), US-amerikanische Badmintonspielerin
- Zoe Smith (Gewichtheberin) (* 1994), britische Gewichtheberin